# Championnat de France de football
Pour les articles homonymes, voir Championnat de France de football (homonymie), L1 et D1.
Cet article traite uniquement du championnat masculin. Pour le championnat féminin, voir Championnat de France de football féminin
Cet article fait partie d'un « bon thème » labellisé en 2012.
Le Championnat de France de football, appelé « Ligue 1 » (ou « Ligue 1 McDonald's » pour des raisons de parrainage avec McDonald's) et parfois abrégé L1, est le championnat professionnel de football masculin de plus haut niveau de la Fédération française de football. Il regroupe les meilleurs clubs de France métropolitaine et de Monaco.
Créé en 1932, le championnat est baptisé « Division nationale » l'année suivante, au moment de la création d'une deuxième division. Il devient en 1972 la « Division 1 » (D1) et prend en 2002 son nom actuel de « Ligue 1 ». Organisé annuellement, de l'été au printemps suivant, par la Ligue de football professionnel (LFP), il oppose, à partir de 2023, dix-huit équipes. Le club en tête du classement après les 34 journées est déclaré champion. La saison 2025-2026 en sera la 88e édition.
Le Paris Saint-Germain (PSG) est le club le plus couronné de la compétition avec treize titres, dont onze depuis 2013, et le tenant du titre après son sacre en 2024-2025. Il est également le club ayant disputé le plus de saisons d’affilée en première division (52 saisons entre 1974 et 2026, série en cours) et présente la particularité d'être le seul club français à n'avoir jamais été relégué. L'AS Saint-Étienne compte dix titres (le dernier datant de 1981) et l'Olympique de Marseille neuf titres (avec un dernier sacre en 2010). Le club marseillais est celui ayant disputé le plus grand nombre d'éditions du championnat (76 sur 88, en 2025-2026). L'Italo-Argentin Delio Onnis est le meilleur buteur de toute l'histoire de la première division (299 buts, entre 1971 et 1986) et le gardien de but français Mickaël Landreau le joueur ayant disputé le plus de rencontres (618, entre 1996 et 2014).
Pratiquement absent des programmes télévisés avant les années 1980, le championnat a bénéficié d'une médiatisation croissante avec le développement de la chaine Canal+, créée en 1984 et qui en devient le partenaire privilégié. BeIn Sports, à partir de 2012, Mediapro en 2020, Prime Video entre 2021 et 2024, DAZN en 2024, puis Ligue 1+ depuis 2025 sont ensuite devenus à tour de rôle les diffuseurs principaux de la compétition en remportant les appels d'offres de droits télévisés organisés par la LFP.

## Histoire
Pour un article plus général, voir Histoire du football en France.

### Création du championnat professionnel
Le football français résiste au professionnalisme jusqu'en 1930. Celui-ci est autorisé dans le football anglais en 1885 mais n'est pas adopté en Europe continentale, où une vision idéalisée du sport freine son autorisation. Les disciplines sportives majeures, et le football au premier chef, en raison des recettes qu'il générait déjà, furent alors touchées par l'« amateurisme marron », autrement dit la rémunération illégale de sportifs prétendument amateurs. Le gardien de but de football international français Pierre Chayriguès refuse ainsi un « pont d'or » du club anglais Tottenham Hotspur, en 1913 ; il admet dans ses mémoires que les joueurs du Red Star étaient grassement rémunérés malgré leur statut officiel d'amateurs. Henri Jooris, le président de l'Olympique lillois, est suspendu pendant deux ans au sortir de la Première Guerre mondiale pour avoir pris part à un système illégal de rémunération occulte des joueurs de son club. Les emplois de complaisance étaient alors une pratique courante pour couvrir ces salaires. Le terme « racolage » est alors en usage pour décrire les offres financières faites aux joueurs pour les transférer. Des clubs plus modestes tout comme les locomotives parisiennes, lilloises ou marseillaises sont touchés par le phénomène.
Le nombre d'affaires de ce type dans le football français mène finalement à l'autorisation du professionnalisme en 1930, pour mettre un terme à ces scandales touchant les meilleurs clubs, dirigeants et joueurs. En juillet, le Conseil national de la Fédération française de football (FFF) se prononce par 128 voix contre 20 (Paris, Alsace et Auvergne) et une abstention (le président Jules Rimet) pour la mise en place du professionnalisme en France, avec mise en application le 1er juillet 1932. Les pères fondateurs du professionnalisme français sont Georges Bayrou, Emmanuel Gambardella et Gabriel Hanot.
La Fédération décide de limiter le statut professionnel à une élite restreinte. Elle met alors en place un championnat national à vingt clubs. Eux seuls peuvent évoluer sous statut professionnel en 1932-1933. La FFF édicte trois règles pour limiter le nombre des candidatures au statut professionnel : avoir eu des résultats probants par le passé, avoir des recettes aux guichets suffisamment importantes pour équilibrer les finances et recruter au moins huit joueurs sous statut professionnel. Certains clubs s'opposent par principe au statut professionnel : les trois clubs strasbourgeois, le RC Roubaix, l'Amiens AC et de nombreux clubs parisiens dont le Stade français refusent ainsi de se porter candidats. Dans d'autres clubs, la tension est telle que l'on doit jouer sur des artifices pour permettre à certains d'accéder à ce statut. Au Racing Club de France, historiquement hostile au statut pro, il n'est ainsi pas question de se fourvoyer. L'équipe fanion du RCF est alors rebaptisée Racing Club de Paris et pose sa candidature au statut professionnel sous ce nom. L'Olympique lillois est également en pointe dans le refus au statut pro, mais pas pour des raisons de morale. La hantise du président Henri Jooris, également président de la puissante Ligue du Nord, est le passage de sa Ligue au rang d'une Division 2. Les voisins du SC Fivois ne se posent pas ce genre de question et sont candidats. Certains joueurs lillois commencent même à y signer des contrats professionnels. Pour stopper l'hémorragie, Jooris est contraint de présenter son club au statut professionnel. Même le Stade rennais hésite à franchir le pas du professionnalisme alors qu'il fait figure de club en pointe à ce sujet. À la surprise générale, le comité directeur repousse cette possibilité par vote (73 voix contre 20). Il faut que les supporters promettent de renflouer les caisses en cas de déficit pour que le club rennais s'engage finalement chez les professionnels. Si les dirigeants des clubs du nord du pays apparaissent globalement hostiles à cette évolution, ce n'est pas le cas dans le sud et de très nombreux clubs n'hésitent pas à poser leur candidature. La Ligue du Sud-est hérite ainsi à elle seule de près de la moitié des autorisations (neuf sur vingt). Un an plus tard, une Division 2 est mise en place et quelques clubs réticents en 1932 acceptent de franchir le Rubicon, parmi lesquels le RC Strasbourg, l'Amiens AC et le RC Roubaix notamment.

### Avant-guerre (1932-1939)
| Palmarès (1932-1939) |
| --- |
| 1932-1933 : O. lillois 1933-1934 : FC Sète 1934-1935 : FC Sochaux 1935-1936 : RC Paris 1936-1937 : O. Marseille 1937-1938 : FC Sochaux 1938-1939 : FC Sète |

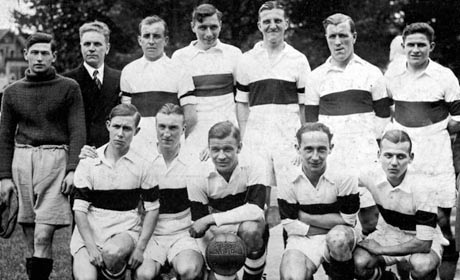
L'Olympique lillois, vainqueur du 1er championnat de France en 1933.

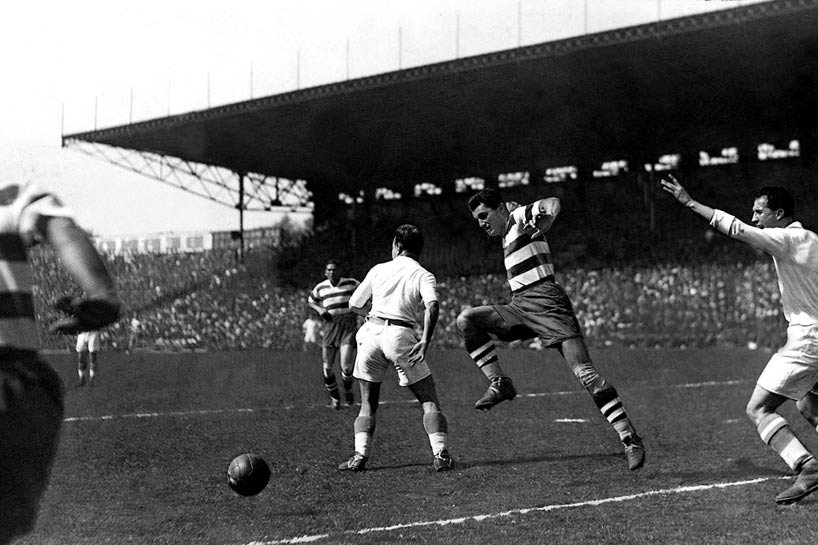
FC Sète-Olympique de Marseille en 1934.

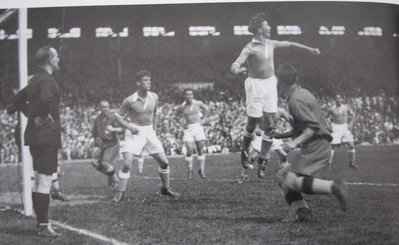
RC Strasbourg-FC Sochaux en 1937.

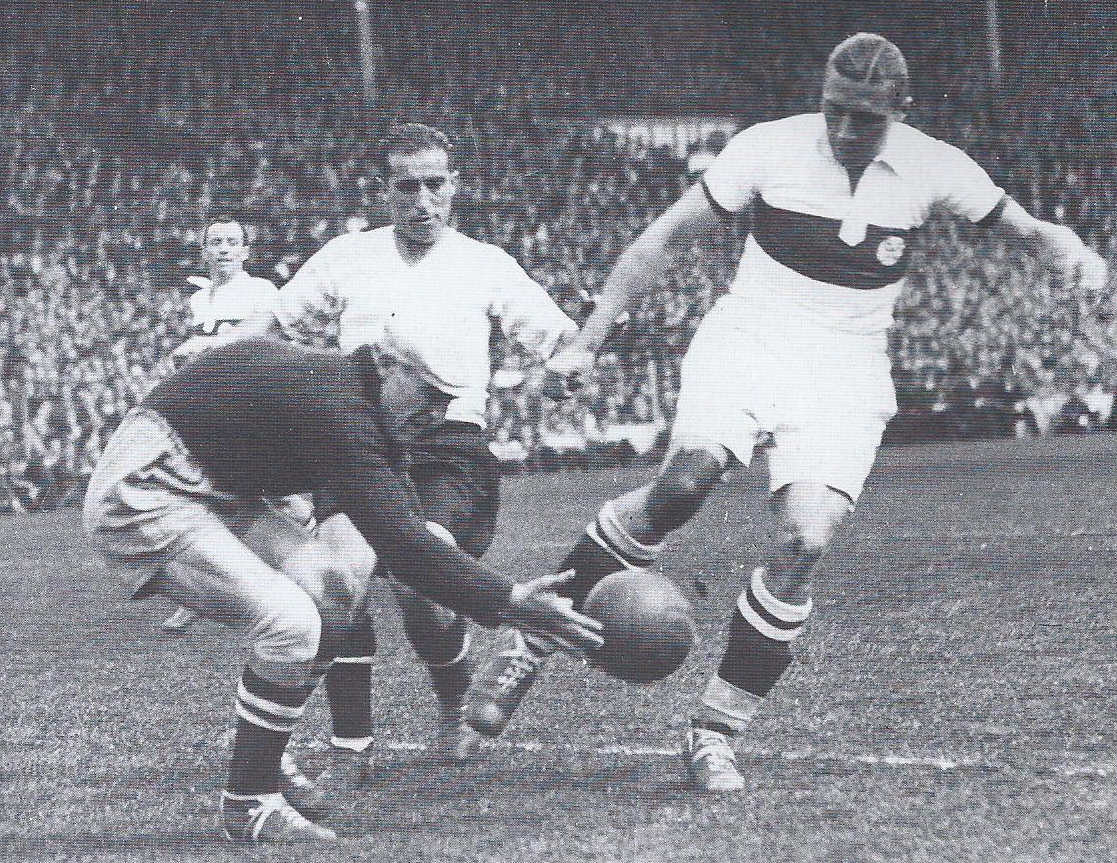
Olympique lillois-Racing Club de Paris en 1939.

La première édition du championnat de France de football professionnel, baptisé Division Nationale, se tient en 1932-1933. Les vingt concurrents, basés en Provence et dans la moitié nord de la France, sont répartis dans deux groupes. Le coup d’envoi est donné le 11 septembre. Une première polémique éclate en décembre après un « match scandaleux » remporté par l’Olympique de Marseille sur le terrain de l'Olympique lillois (0-7). Un nouveau scandale l'éclipse bientôt : le FC Antibes aurait tenté d’acheter le match décisif face au SC fivois (remporté 5-0). L'entraîneur du FC Antibes, avoue finalement avoir corrompu plusieurs joueurs fivois lors de l'ultime journée de championnat afin de s'assurer la victoire et la qualification pour la finale ; il est radié à vie. Le club azuréen, premier de son groupe, est déclassé et n’est pas autorisé à disputer la finale du championnat. L’AS Cannes, son dauphin, y affronte l'Olympique lillois le 14 mai à Paris, devant 15 000 spectateurs. Les nordistes l'emportent 4-3 grâce à un dernier but de Georges Winckelmans.
À l’issue de la saison, les trois derniers de chaque groupe, soit six clubs, sont relégués dans la Deuxième division qui est créée pour l'occasion. Seuls quatorze clubs s’affrontent dans une poule unique en première division lors de la saison suivante. La compétition est très serrée entre le FC Sète et les clubs de l'Olympique de Marseille, du SC fivois et de l'Olympique lillois. Le sprint final pour le titre est particulièrement inattendu. Le quotidien sportif L'Auto annonce en une dès le 29 avril 1934 : « L'Olympique de Marseille est virtuel champion de France ». Le FC Sète ne compte en effet qu'un petit point d'avance et une différence de buts défavorable alors qu'il reste encore trois matchs à jouer pour l'OM et aucun pour les Sétois. Alors que les Héraultais, vainqueurs de la Coupe de France face aux mêmes Marseillais, sont partis en tournée en Afrique, l'OM perd ses trois matchs en retard, offrant au FC Sète le premier doublé Coupe-championnat de l'histoire du football français. Le match décisif a lieu le 20 mai (match en retard de la 24e journée) face à l'Excelsior de Roubaix. L'Excelsior s'impose 4-2 à l'Huveaune devant 10 000 spectateurs.
À partir de 1934, le format du championnat se stabilise avec seize équipes. La troisième édition est largement dominée par le FC Sochaux-Montbéliard, auteur d'une série de 17 matchs sans défaite entre novembre et avril, et le RC Strasbourg, tout frais promu, large vainqueur du FC Sète dès la première journée. Le FC Sochaux est finalement sacré à la dernière journée grâce à une victoire sur l'Olympique de Marseille, vainqueur par ailleurs de la Coupe de France. La quatrième édition est dominée par l'Olympique lillois et l'effectif clinquant du Racing Club de Paris, qui doit pourtant faire avec le boycott de son gardien de but vedette Rodolphe Hiden. Malgré une avance importante en janvier, les Lillois sont dépassés en avril par les Parisiens, qui réalisent à leur tour le doublé Coupe-championnat.
En 1936-1937, il faut pour la première fois avoir recours au goal-average (correspondant au quotient des buts marqués par les buts encaissés) pour départager l'Olympique de Marseille de Jaguaré et Mario Zatelli de son dauphin le FC Sochaux, vainqueur de la Coupe. Cette saison voit les brillants débuts dans l'élite du FC Rouen, cantonné en deuxième division les années précédentes malgré ses nombreux internationaux et notamment son jeune buteur Jean Nicolas. Les rôles entre Sochaliens, champions, et Marseillais, vainqueurs de la Coupe, sont inversés en 1937-1938. Enfin la septième édition du championnat, la dernière avant la seconde Guerre mondiale, voit le FC Sète remporter un second sacre, devant l'Olympique de Marseille et le Racing.
Les joueurs britanniques et ceux originaires d'Europe centrale (Autriche au premier chef) sont nombreux à rejoindre les clubs français professionnels, qui comptent ainsi dans leurs rangs quelques-uns des meilleurs joueurs de la planète, parmi lesquels le gardien de but parisien Hiden, l'attaquant suisse du FC Sochaux André Abegglen ou encore le Marocain Larbi Benbarek qui illumine le championnat en 1938-1939 sous les couleurs marseillaises. Côté français, les buteurs sochalien Roger Courtois et rouennais Jean Nicolas sont parmi les joueurs les plus en vue. À l'Excelsior AC Roubaix depuis 1932, le défenseur Albert Dhulst n'a jamais manqué un match officiel : à l'issue de cette ultime saison, il compte 194 matchs de championnat (il est le seul dans ce cas) et 25 de Coupe de France.
Malgré les problèmes financiers inhérents au passage au professionnalisme et à la multiplication des longs déplacements, le football professionnel français se développe progressivement. Un « effet Coupe du monde » est même noté après l'organisation par la France du Mondial de 1938, laissant présager d'un avenir radieux... avant que la guerre ne vienne balayer les progrès réalisés[réf. nécessaire].

### Championnats de guerre (1939-1945)
Les championnats de 1939 à 1945 sont appelés « Championnats de guerre ». Par convention, ces titres ne figurent pas au palmarès des clubs. En effet, durant cette période, la France du football a été handicapée par la Seconde Guerre mondiale : les combats, le gouvernement de Vichy, les bombardements puis le désordre des premiers mois suivant la Libération ont gêné la mise en place d'un championnat digne de ce nom.
En raison de la guerre, les relégations ne sont pas prises en compte en 1939 : les 14 équipes qui ne cessent pas leur activité après la mobilisation générale de septembre 1939 peuvent prendre part à l'édition 1939-1940. Rebaptisée « Championnat national » et réorganisée en trois groupes géographiques par la Fédération, la compétition est interrompue au Nord par la bataille de France et ne couronne pas de champion. L'OGC Nice enlève le groupe Sud aux Girondins de Bordeaux sur tapis vert. Les permissions sont rares, les équipes alignées souvent constituées de joueurs inconnus.
Les éditions suivantes, en 1941 et 1942, désignent des vainqueurs par zones d'occupation (zone interdite, zone occupée et zone libre jusqu'en 1942), quand elles ont pu s'achever. En 1943, la compétition se déroule de façon plus sereine, mais les vainqueurs des deux poules de seize équipes, le RC Lens et le Toulouse FC ne se rencontrent pas.
À la fin de cette saison, le colonel Pascot, arrivé au poste de commissaire aux sports de Vichy un an plus tôt, organise la « nationalisation » du football professionnel français par la Révolution nationale du régime de Vichy : seize équipes fédérales régionales sont créées et sont seules autorisées à rémunérer des joueurs professionnels, considérés de fait comme des fonctionnaires. Le championnat de France fédéral qui se tient en 1943-1944, décrit comme catastrophique en matière d'organisation (tous les matchs ne sont pas joués) et de jeu, sacre l'équipe fédérale Lens-Artois. Les clubs dépossédés de leurs sections professionnelles poursuivent leurs activités footballistiques, s'ils le souhaitent, dans des championnats amateurs, et sont autorisés à participer à la Coupe de France aux côtés des équipes fédérales.
Le système des équipes fédérales est abandonné avec la Libération : les anciens clubs retrouvent leurs joueurs et leur statut professionnel. Deux groupes de douze équipes sont montés (à partir de novembre au Nord, de janvier au Sud), malgré l'impossibilité pour les clubs de l'Est d'y prendre part (combats obligent). Même dans les zones libérées, les transports sont difficiles car les réseaux ferroviaires et routiers sont très endommagés. Malgré une finale remportée en bonne et due forme par le FC Rouen sur le Lyon OU en juin 1945, la compétition est finalement reclassée comme le dernier des championnats « de guerre » (les réclamations à traiter sont très nombreuses) et le titre reste officiellement non attribué.

### L'après-guerre (1945-1952)
| Palmarès (1945-1952) |
| --- |
| 1945-1946 : Lille OSC 1946-1947 : CO Roubaix-Tourcoing 1947-1948 : O. Marseille 1948-1949 : Stade de Reims 1949-1950 : Gir. Bordeaux 1950-1951 : OGC Nice 1951-1952 : OGC Nice |

La refonte de la Division 1 est un sujet prioritaire de la Fédération à l'été 1945, certains clubs ont fusionné pendant la guerre : l'Olympique lillois et le SC Fivois au sein du Lille OSC d'une part, les deux clubs de Roubaix et l'US Tourcoing au sein du CO Roubaix-Tourcoing d'autre part. Des places se libèrent, d'autant que l'élite passe de seize à dix-huit clubs. On se réfère ainsi aux résultats du dernier championnat pour admettre directement en D1 les clubs du Lyon OU, des Girondins de Bordeaux et du Stade de Reims, seulement 6e de seconde division en 1939 mais 4e du groupe Nord en 1944, préféré au Stade clermontois, 4e du groupe Sud, en raison de ses bons résultats durant les saisons de guerre.
Le Lille OSC du président Louis Henno est le club le plus régulier de l'immédiat après-guerre. Les Lillois enlèvent le premier titre en 1946, devant d'inattendus Stéphanois, puis collectionnent les deuxièmes places. Le CO Roubaix-Tourcoing remporte à la surprise générale le titre en 1947 avec quatre points d'avance sur une valeur montante du football français, le Stade de Reims. Ce ne sera qu'un feu de paille pour le CORT, qui déclinera rapidement par la suite.
L'Olympique de Marseille remporte un troisième titre de champion en s'imposant au « finish » devant le Lille OSC, vainqueur de la Coupe, et Stade de Reims en 1948, malgré un football « fruste ». Les jeunes Rémois concrétisent leur progression par un premier titre la saison suivante, à la barbe des Lillois toujours, dépassés en toute fin de saison. En 1950 c'est au tour des Girondins de Bordeaux, pourtant tout juste promus, d'ouvrir leur palmarès grâce à une défense imprenable, avant que l'OGC Nice, emmené par le brillant Yeso Amalfi, n'en fasse de même en 1951, à l'issue d'un championnat extrêmement serré : cinq équipes se tiennent en deux points, le LOSC étant de nouveau second au goal-average. Malgré le départ du Brésilien pour l'Italie, les Aiglons réalisent l'exploit inédit de conserver leur couronne l'année suivante et, mieux encore, d'y ajouter la Coupe de France.

### La référence rémoise (1952-1963)
| Palmarès (1952-1963) |
| --- |
| 1952-1953 : Stade de Reims 1953-1954 : LOSC Lille 1954-1955 : Stade de Reims 1955-1956 : OGC Nice 1956-1957 : AS Saint-Étienne 1957-1958 : Stade de Reims 1958-1959 : OGC Nice 1959-1960 : Stade de Reims 1960-1961 : AS Monaco 1961-1962 : Stade de Reims 1962-1963 : AS Monaco |

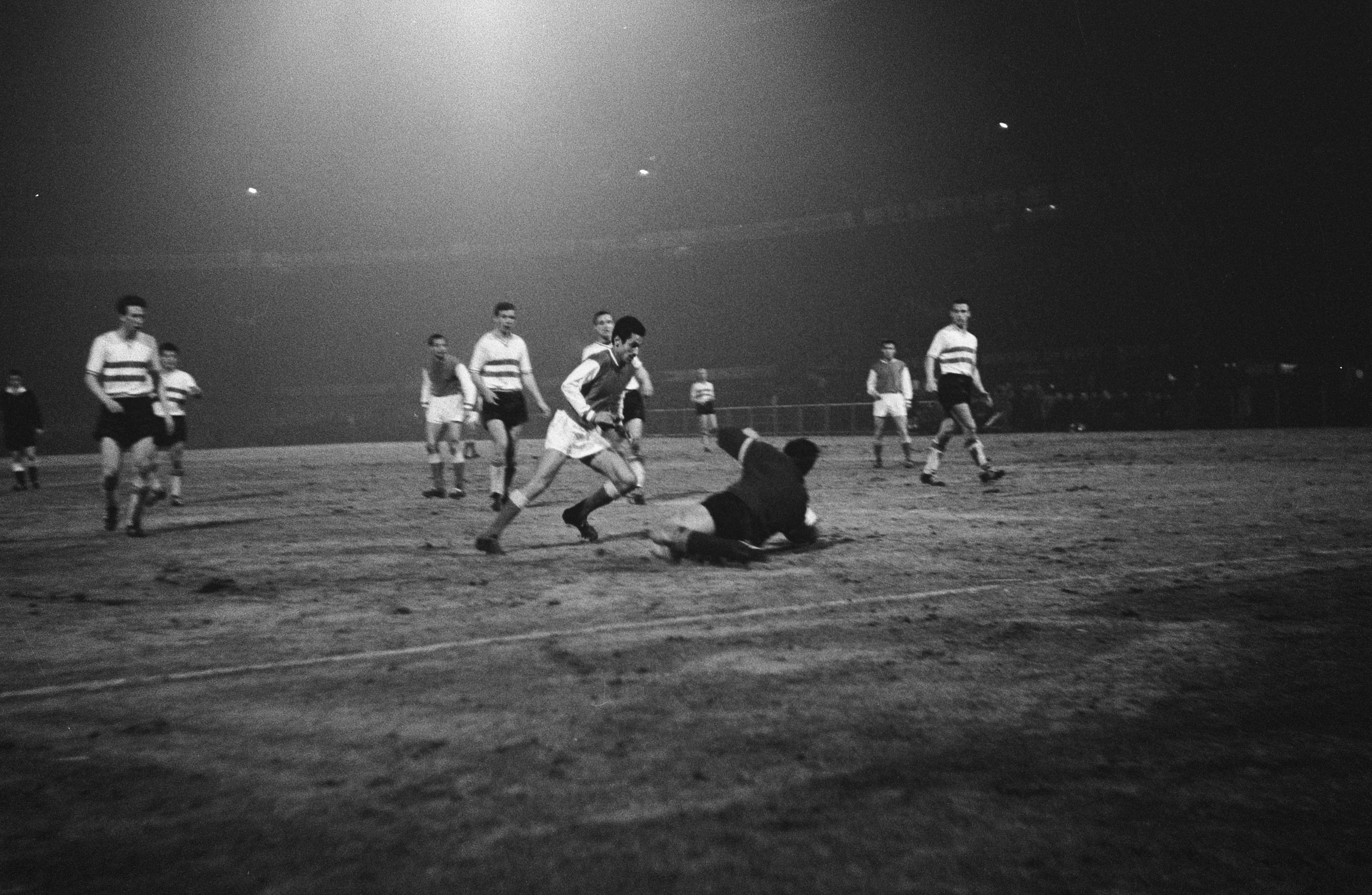
Hassan Akesbi sous le maillot rémois en 1963.

Sous la conduite d'Albert Batteux depuis 1950, le Stade de Reims s'impose à partir de 1952 comme la première équipe vedette du championnat. Jamais classé au-delà de la quatrième place depuis 1945, grâce notamment à son buteur Pierre Sinibaldi, le club applique une politique de recrutement de jeunes talents et de formation qui porte ses fruits. Les joueurs vedettes du grand Reims sont le meneur de jeu Raymond Kopa (1951-1956 puis 1959-1967), le capitaine Robert Jonquet (1942-1960) et Armand Penverne (1947-1959). En 1953, les Rémois remportent le championnat sans contestation, présentant la meilleure attaque et la meilleure défense, avant d'enlever la Coupe latine au Milan AC, une première pour un club français. Le fameux « jeu à la rémoise », un jeu offensif, technique et rapide, et la science tactique de Batteux font des merveilles, à l'opposé du jeu physique en vogue jusqu'alors. Dépassés en toute fin de saison 1953-1954 par le Lille OSC, les Rémois prennent leur revanche la saison suivante. Ils s'inclinent en finale de la Coupe latine face au Real Madrid mais remportent facilement la première édition du Challenge des champions face aux Lillois.
S'il domine incontestablement dans le jeu, comme l'illustre le nombre de ses joueurs en équipe de France lors de la Coupe du monde 1958, le Stade de Reims n'écrase cependant pas le championnat sur le plan des résultats, notamment parce que sa priorité va volontiers à la prestigieuse Coupe d'Europe des clubs champions, dont il atteint la finale à deux reprises, en 1956 qui verra Raymond Kopa signer au Real Madrid contre 52 millions de francs lors de l'inter-saison suivante, et en 1959.
L'édition 1956 du championnat est remportée par les Niçois de Luis Carniglia, tandis que la première couronne stéphanoise est acquise en 1957 avec quatre points d'avance sur le RC Lens. Les meilleurs Verts de cette époque sont Claude Abbes, Kees Rijvers, le meneur de jeu Rachid Mekhloufi et Eugène N'Jo Léa, dirigés par Jean Snella. Les transferts en Champagne des attaquants Just Fontaine de l'OGC Nice et Roger Piantoni du FC Nancy en 1956 et 1957 permettent aux Rémois de remporter le doublé Coupe-championnat en 1958. À l'épopée européenne rémoise de 1959 répond un nouveau titre de champion pour l'OGC Nice de Jean Luciano. L'Olympique de Marseille, dernier club à avoir participé à toutes les éditions du championnat de France, est à son tour relégué en Division 2.
Le Stade de Reims remporte deux nouveaux titres de championnat en 1960 et en 1962, en dominant avec une certaine facilité ses concurrents. Lors de cette dernière saison, il termine en tête, vainqueur de son dernier match 5-1, à égalité de points avec le Racing Club de Paris et avec la même différence de buts. Malgré la meilleure attaque du Racing, le titre est bien décerné aux Rémois, départagés à la moyenne de buts. Cette déception marque la fin du grand Racing de Pierre Pibarot, une équipe particulièrement populaire et spectaculaire, dont l'attaquant Thadée Cisowski est plusieurs fois meilleur buteur du championnat. Trop irrégulière, elle est troisième en 1959 et 1960 et perd surtout le titre à la dernière journée à deux reprises, en 1961 face à l'AS Monaco, alors qu'une victoire lui assurait d'être sacrée championne de France, et en 1962 face au Stade de Reims. Parmi les illustres « perdants » de cette époque figure également le Nîmes Olympique, mené par le buteur Hassan Akesbi et l'entraîneur Abdelkader Firoud, qui échouera régulièrement dans le trio de tête sans jamais arriver à décrocher le Graal.
Just Fontaine doit arrêter sa carrière en 1962 et le Stade de Reims termine au deuxième rang la saison suivante derrière l'AS Monaco de Lucien Leduc, déjà championne de France en 1961. Les parcours décevants en Coupe d'Europe et l'indépendance de Batteux vis-à-vis des dirigeants conduisent les responsables rémois à ne pas renouveler le contrat de l'entraîneur à la fin de la saison 1962-1963, marquant ainsi la fin de la domination du Stade de Reims sur le football français.
En 1964, la règle de la moyenne de buts est remplacée par celle de la différence de buts.

### Les Verts et les Canaris s'imposent (1963-1983)
| Palmarès (1963-1983) |
| --- |
| 1963-1964 : AS Saint-Étienne 1964-1965 : FC Nantes 1965-1966 : FC Nantes 1966-1967 : AS Saint-Étienne 1967-1968 : AS Saint-Étienne 1968-1969 : AS Saint-Étienne 1969-1970 : AS Saint-Étienne 1970-1971 : O. Marseille 1971-1972 : O. Marseille 1972-1973 : FC Nantes 1973-1974 : AS Saint-Étienne 1974-1975 : AS Saint-Étienne 1975-1976 : AS Saint-Étienne 1976-1977 : FC Nantes 1977-1978 : AS Monaco 1978-1979 : RC Strasbourg 1979-1980 : FC Nantes 1980-1981 : AS Saint-Étienne 1981-1982 : AS Monaco 1982-1983 : FC Nantes |

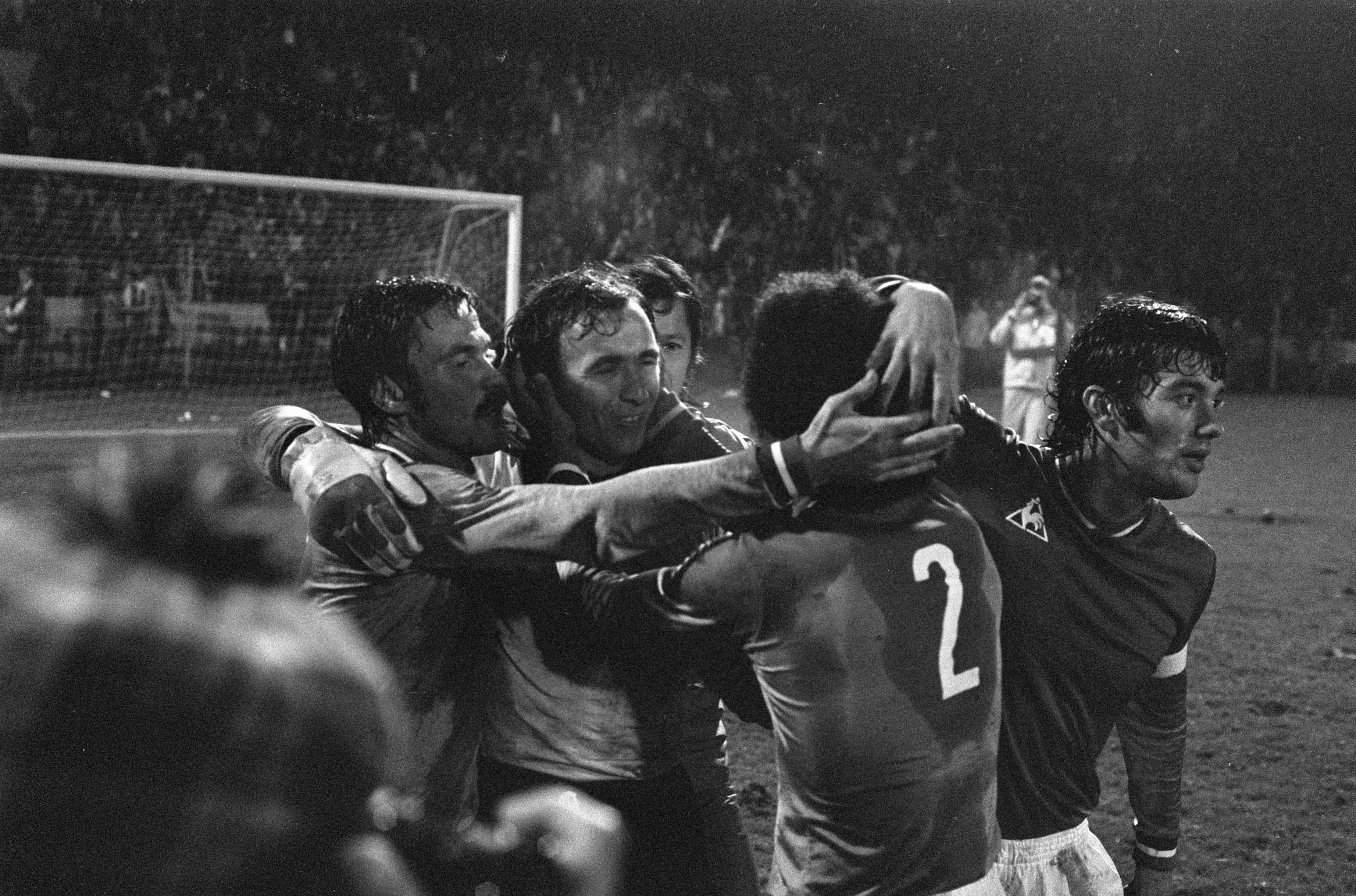
Scène de joie des Verts, ici en 1976.

Pour son retour dans l'élite en 1963, l'AS Saint-Étienne décroche un deuxième titre de champion à la surprise générale des observateurs. Dans le même temps, la relégation conjointe des grands anciens, le Stade de Reims, le RC Paris et l'OGC Nice, introduit vingt années de domination des Stéphanois sur le football français, qualifiées de « grande époque des Verts ». Cependant, les années d'après-titre sont plus difficiles : les Verts sont humiliés par les Suisses du FC La Chaux-de-Fonds au premier tour de la Coupe des clubs champions européens 1964-1965 et distancés par le FC Nantes de José Arribas en championnat.
En effet, la saison suivante est celle de l'apothéose pour la méthode José Arribas : l’entraineur du FC Nantes accède à son premier titre de champion de France. Le trophée est remporté après une victoire (2-1) sur l'AS Monaco devant 20 000 spectateurs. Jacky Simon, meilleur buteur du championnat avec vingt-quatre réalisations, devient le premier joueur du FC Nantes à porter le maillot de l'équipe de France. Le club complète son palmarès avec les victoires en Coupe de la Ligue et en Challenge des champions. Les Nantais conservent leur titre de champion de France la saison suivante et terminent meilleure défense (36 buts), meilleure attaque (84 buts) et voient aussi le titre de meilleur buteur être glané par Philippe Gondet (avec 36 réalisations en 37 matchs de championnat). Néanmoins le club perd en finale de la coupe de France contre le RC Strasbourg (0-1) ainsi qu'au premier tour de la coupe des clubs champions européens contre les Yougoslaves du Partizan Belgrade, futurs finalistes de la compétition.
Il faut attendre 1967 pour voir les Stéphanois reprendre les rênes du championnat à l'issue d'un nouveau duel serré avec les Nantais. L'année suivante, la greffe prend exceptionnellement bien entre Albert Batteux et son nouveau club, l'AS Saint-Étienne, qui remporte dès sa prise de fonction le premier doublé Coupe-championnat de son histoire, en dominant ses concurrents assez largement. Les hommes de Batteux conservent leur couronne la saison suivante, malgré la concurrence des Girondins de Bordeaux, faisant de l'ASSE le premier club vainqueur de trois titres de champion de France d'affilée. En 1970, les Stéphanois remportent leur quatrième championnat de France consécutif et réalisent un triplé historique Coupe-championnat-Gambardella. Signes de la domination totale des Verts sur le football français, le dauphin en championnat, l'Olympique de Marseille, pointe à onze points en fin de saison, tandis que la finale de Coupe est remportée face à un FC Nantes ridiculisé par un cinglant 5-0.

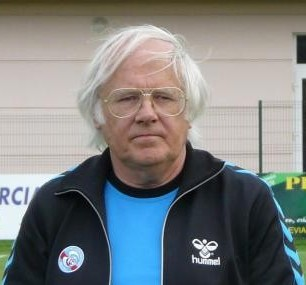
Gilbert Gress, ici en 2009, remporte le championnat en tant que joueur (1971, 1972) puis en tant qu'entraîneur (1979).

L'année suivante et après une lutte acharnée contre le rival stéphanois, l'Olympique de Marseille décroche le titre de champion de France, avec un duo d'attaquants composé de Josip Skoblar qui marque 44 buts, ce qui reste le record de buts inscrits en championnat en une saison, et de Roger Magnusson. L'OM frappe ensuite un grand coup en recrutant, chez les Verts, Georges Carnus et Bernard Bosquier, qui lui permettront de réaliser pour la première fois de son histoire le doublé championnat-coupe la saison suivante.
Dominés en 1973 par le FC Nantes, les Verts prennent leur revanche les années suivantes en signant deux nouveaux doublés Coupe-championnat en 1974 et 1975. Mieux encore, ils vivent leur première épopée européenne en éliminant les Portugais du Sporting, l'Hajduk Split de Tomislav Ivić puis les Polonais du Ruch Chorzów avant de s'incliner en demi-finale face au Bayern Munich. Ils y gagnent une grande popularité à travers le pays. En 1975-1976, les Verts remportent le championnat de France pour la troisième année consécutive et réalisent un parcours européen resté dans les mémoires. Ils éliment successivement le KB Copenhague, les Glasgow Rangers, le Dynamo Kiev du ballon d'or Oleg Blokhine et enfin le PSV Eindhoven. En finale, ils affrontent le 12 mai le Bayern Munich, double tenant du titre, au Hampden Park de Glasgow. Privés de leur star, Dominique Rocheteau qui, blessé, ne jouera que les 8 dernières minute, les Verts touchent deux fois les poteaux avant de s'incliner sur un but sur coup franc de Franz Roth.
Dans la fin des années 1970, la domination stéphano-nantaise n'est plus aussi pressante, l'AS Monaco enlevant deux titres en 1978 et 1982,, tandis que le RC Strasbourg de l'entraîneur Gilbert Gress décroche l'édition 1979. Les recrutements du jeune Michel Platini et de l'international néerlandais Johnny Rep replacent l'ASSE au sommet du football français en 1981 grâce à un Platini qui arrive au sommet de son art,.
La course au titre de meilleur buteur de la saison 1970-1971 reste l'un des grands moments de cette période. Le Marseillais Josip Skoblar remporte finalement cette distinction avec 44 buts inscrits en 38 matchs devant le Stéphanois Salif Keita et ses 42 buts. À l'image des treize buts inscrits en phase finale de Coupe du monde par Just Fontaine en 1958, ce record de 44 buts en une saison apparaît comme inaccessible, même pour des buteurs en série comme l'Argentin Carlos Bianchi qui plafonne à 37 buts en 38 matchs en 1977-1978. Parmi les autres grands buteurs de ces années, on compte Philippe Gondet (36 buts en 1965-1966), Delio Onnis (299 buts de 1972 à 1986), Bernard Lacombe (255 buts de 1970 à 1987) et Hervé Revelli (216 buts de 1966 à 1975) notamment[réf. nécessaire].

### Les Girondins de Bordeaux puis l'Olympique de Marseille en patron (1983-1993)
| Palmarès (1983-1993) |
| --- |
| 1983-1984 : Gir. Bordeaux 1984-1985 : Gir. Bordeaux 1985-1986 : Paris SG 1986-1987 : Gir. Bordeaux 1987-1988 : AS Monaco 1988-1989 : O. Marseille 1989-1990 : O. Marseille 1990-1991 : O. Marseille 1991-1992 : O. Marseille 1992-1993 : non attribué |

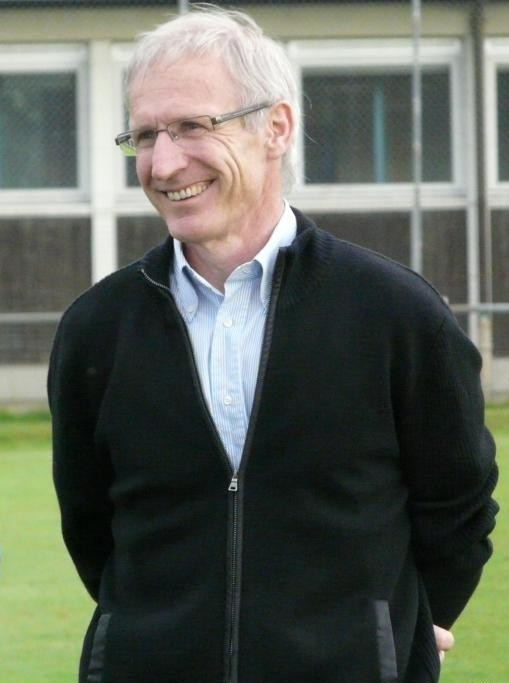
Léonard Specht, ici en 2009, triple champion de France avec les Girondins de Bordeaux.

Dans le milieu des années 1980, les Girondins sont l'équipe-phare du football français. Ils remportent trois titres en 1984, 1985 et 1987, deux coupes de France et se qualifient chaque année pour les coupes d'Europe. Ils manquent de peu la consécration européenne par deux fois. En 1985, ils sont battus en demi-finale de la Coupe des Champions par la Juventus de Michel Platini. En 1987, les Girondins sont de nouveau sortis en demi-finale de la Coupe des Coupes par le Lokomotive Leipzig.
Le 30 avril 1986, Bordeaux remporte la Coupe de France de football face à l'Olympique de Marseille, en pleine ascension au début des années Tapie, en s'imposant 2-1 après prolongation grâce à un somptueux but de Giresse sur Joseph-Antoine Bell. L'année suivante est réalisé son premier et seul doublé en devançant l'Olympique de Marseille de quatre points en championnat et dominant ces mêmes Marseillais (2-0) en finale de la Coupe. Au terme de la saison 1990-1991 où le club finit dixième, la DNCG décide de reléguer administrativement les Girondins de Bordeaux en D2 en raison de leur déficit budgétaire (environ 45 millions d'euros actuels).
Durant cette période de domination bordelaise, deux autres clubs décrochent tout de même un titre de champion de France : le Paris Saint-Germain en 1986 et l'AS Monaco en 1988 avec à sa tête un certain Arsène Wenger.

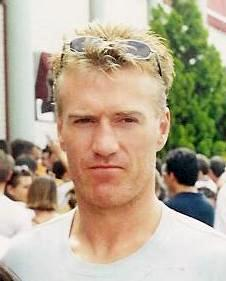
Deschamps (ici en 2000) est le capitaine de l'Olympique de Marseille en 1993.

S'ensuit une longue période de domination marseillaise connue sous le nom d'ère Tapie, du nom du président marseillais de l'époque Bernard Tapie, qui voit se succéder à l'OM de grands ou futurs grands joueurs tels que Jean-Pierre Papin, Chris Waddle, Didier Deschamps, Marcel Desailly, Rudi Völler ou Éric Cantona et des entraîneurs de renom tels que Franz Beckenbauer, Gérard Gili ou Raymond Goethals. Le club, après avoir été le dauphin des Girondins de Bordeaux en 1987, remporte quatre championnats de France de 1989 à 1992 et une coupe de France en 1989. Régulièrement qualifié en coupe d'Europe, il atteint les demi-finales de la Coupe d'Europe des vainqueurs de coupe en 1988 face à l'Ajax Amsterdam de Dennis Bergkamp, puis les demi-finales de la Coupe d'Europe des clubs champions en 1990 face au Benfica Lisbonne. En 1991, Marseille échoue en finale de Coupe d'Europe des clubs champions face à l'Étoile rouge de Belgrade aux tirs au but (5-3), après avoir notamment éliminé en quarts de finale le Milan AC, double tenant du titre.
L'AC Milan de Frank Rijkaard, Marco van Basten et Jean-Pierre Papin est encore défait par l'Olympique de Marseille, cette fois en finale de la Ligue des champions à Munich (1-0), le 26 mai 1993 d'un but de la tête de Basile Boli. Il s'agit de la première victoire d'un club français en Coupe d'Europe, qui est terni dans la foulée par l'affaire VA-OM, une affaire de corruption qui éclate à la suite du match de championnat entre l'Olympique de Marseille et l'US Valenciennes-Anzin, des joueurs valenciennois déclarant avoir reçu des sommes d'argent d'émissaires de l'équipe adverse pour lever le pied durant le match. Le 22 septembre, la fédération française suspend l'attribution à l'OM du titre de champion de France pour la saison 1992-1993 (qui restera finalement non décerné après le refus du dauphin, le Paris SG), ainsi que les licences de Jean-Pierre Bernès et des joueurs impliqués. L’affaire VA-OM a fait l’objet d’une couverture télévisuelle supérieure à l'affaire du titre non attribué aux grenoblois la même année en rugby et même à celle de la guerre du Golfe de 1991.

### Années d'alternance (1993-2001)
| Palmarès (1993-2001) |
| --- |
| 1993-1994 : Paris SG 1994-1995 : FC Nantes 1995-1996 : AJ Auxerre 1996-1997 : AS Monaco 1997-1998 : RC Lens 1998-1999 : Gir. Bordeaux 1999-2000 : AS Monaco 2000-2001 : FC Nantes |

En 1993-1994, le brésilien Raí renforce l'effectif du Paris Saint-Germain, qui s'installe en tête du championnat en octobre pour ne plus la lâcher, décrochant enfin un titre face au rival marseillais qui est de plus rétrogradé administrativement. La saison suivante est celle du renouveau du FC Nantes, qui a atteint la finale de la coupe de France 1993 avec des joueurs comme Patrice Loko, Christian Karembeu, Claude Makelele ou Nicolas Ouédec avant de dominer le championnat de France 1995. Les Canaris remportent alors le septième titre du club, réalisant un record de trente-deux matchs d'affilée sans défaite.

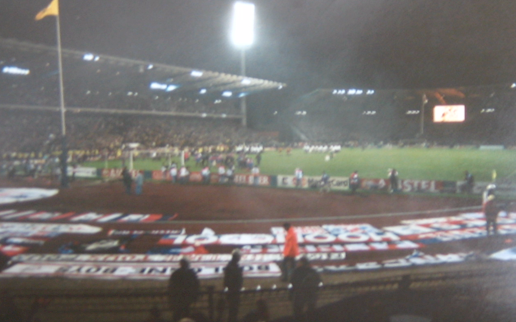
En 1996, le PSG remporte la Coupe des coupes.

Lors de la saison 1995-1996, le championnat est d'abord largement dominé par le Paris Saint-Germain, qui est sacré champion d'automne avec sept points d'avance sur l'AJ Auxerre de Guy Roux et le FC Metz. Pourtant l'équipe parisienne réalise de nombreuses contre-performances en février et mars, au point d'être dépassée par les Bourguignons fin mars. Le 4 mai, l'AJ Auxerre remporte sa deuxième Coupe de France en battant le Nîmes Olympique (2-1), avant d'être sacrée championne de France pour la première fois de son histoire à la surprise générale et de réaliser ainsi le doublé Coupe-Championnat. Le Paris SG se console en remportant le 8 mai la Coupe d'Europe des vainqueurs de coupe, une première pour un club français, face au Rapid Vienne.
Lors de sa seconde année à la tête de l'AS Monaco, Jean Tigana empoche le titre de champion de France 1997 avec son équipe, composée notamment de Franck Dumas, Sylvain Legwinski, Fabien Barthez, Thierry Henry, Victor Ikpeba, Emmanuel Petit et Vicenzo Scifo. Il emmène l'ASM en demi-finales de la Coupe UEFA, seulement défait par l'Inter Milan, et de la Coupe de la Ligue face au RC Strasbourg. La saison suivante, le championnat est animé par deux outsiders que sont le RC Lens et le FC Metz, deux équipes au palmarès encore vierge dans cette compétition. Au coude à coude tout au long de la saison, c'est finalement les Nordistes qui remportent le titre, à la différence de buts.
Le championnat 1998-99 voit également un coude à coude tout au long de la saison entre les Girondins de Bordeaux, dirigés par Élie Baup, et l'Olympique de Marseille de Rolland Courbis. Lors de la dernière journée de la saison, les deux équipes sont respectivement à 69 et 68 points avec donc l'avantage pour les Girondins. L'OM se déplace chez le FC Nantes tandis que les Bordelais doivent ramener la victoire du Parc des Princes face au Paris Saint-Germain. Alors que l'OM ouvre le score à la 38e minute par Robert Pirès, Bordelais et Parisiens sont à égalité 2 buts partout quand Baup fait rentrer Pascal Feindouno, qui vient battre Bernard Lama à la 89e minute, offrant le premier titre depuis douze saisons aux Girondins,.
La saison suivante, l'AS Monaco domine le championnat grâce à des joueurs comme Fabien Barthez, Willy Sagnol, David Trezeguet, Dado Pršo, Rafael Márquez, John Arne Riise, Pablo Contreras, Marco Simone, Philippe Christanval, Marcelo Gallardo, Sabri Lamouchi et Ludovic Giuly qui connaîtront tous de grandes carrières par la suite. Le club du Rocher remporte ainsi son septième titre de champion de France mais souffre l'année suivante des départs de ses meilleurs joueurs. En 2000-2001, Raynald Denoueix et son équipe de jeunes joueurs, en grande partie formés au FC Nantes et qui ont déjà remporté deux coupes de France en 1999 et 2000, décrochent le huitième titre de champion de France du club.

### L'hégémonie lyonnaise (2001-2008)
| Palmarès (2001-2008) |
| --- |
| 2001-2002 : Olympique lyonnais 2002-2003 : Olympique lyonnais 2003-2004 : Olympique lyonnais 2004-2005 : Olympique lyonnais 2005-2006 : Olympique lyonnais 2006-2007 : Olympique lyonnais 2007-2008 : Olympique lyonnais |

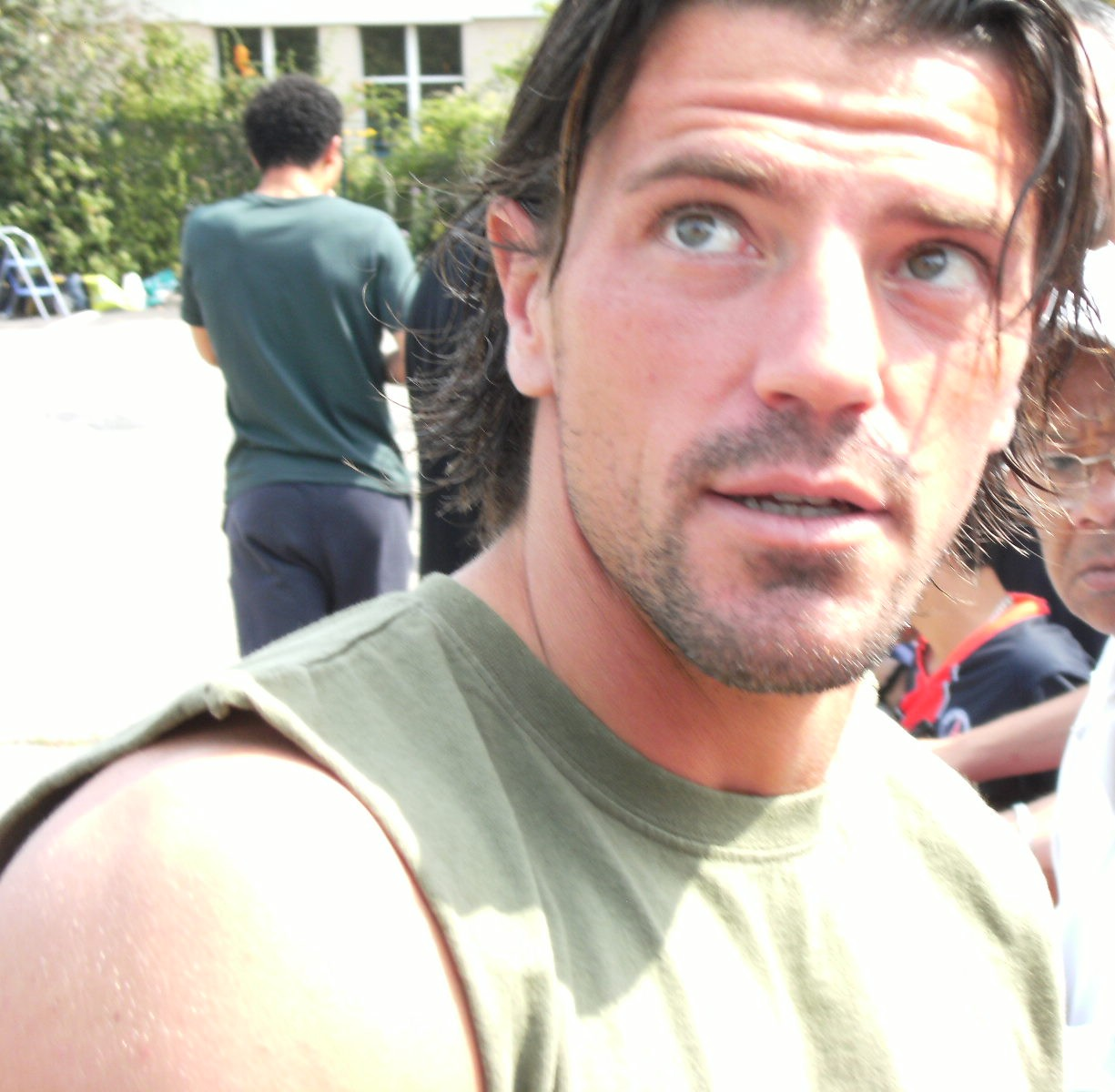
Grégory Coupet remporte avec l'Olympique lyonnais sept titres consécutifs.

En 2002, l'Olympique lyonnais obtient son premier titre de champion de France lors de la dernière journée. S'ensuit alors une série inédite de sept titres consécutifs de champion de France.
L'Olympique lyonnais commence le championnat 2001-2002 avec une étiquette de favori. Alors que le club lyonnais est en tête lors de la neuvième journée, il est peu à peu distancé par le leader lensois, qui compte sept points d'avance au soir de la dix-neuvième journée. Mais l'écart ne va cesser de diminuer, à tel point qu'à la veille de la dernière journée, un seul point départage les deux équipes, qui s'affrontent au stade de Gerland. Le duel tourne en faveur de l'Olympique lyonnais qui s'impose par trois buts à un et remporte ainsi son premier titre de champion.
L'année suivante, le scénario est similaire, après un début de saison poussif, l'Olympique lyonnais rattrape le peloton de tête à mi-saison. À dix journées de la fin, le club est quatrième et compte six points de retard sur l'Olympique de Marseille, mais six victoires consécutives lui permettent de prendre la tête au soir de la trente-deuxième journée, qu'il conserve jusqu'à la fin du championnat. La saison 2003-2004 voit l'Olympique lyonnais de Paul Le Guen proposer un jeu plus offensif, qui permet à l'équipe de remporter un troisième titre d'affilée à l'issue d'un duel serré avec l'AS Monaco. En Ligue des champions, l'OL se hisse jusqu'en quart de finale avant d'être battu par le futur vainqueur de la compétition, le FC Porto, qui lui-même gagne la finale face à Monaco !.

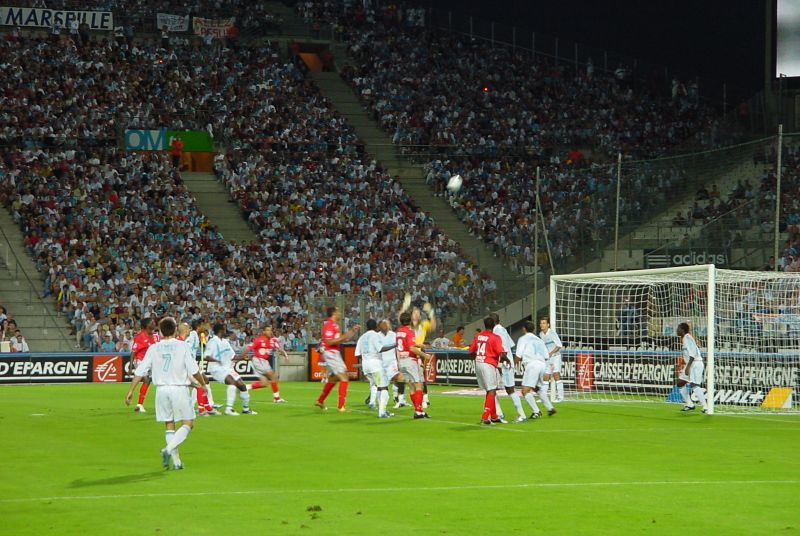
L'Olympique lyonnais (en rouge) contre l'Olympique de Marseille (en blanc) en août 2005.

La saison suivante, l'OL est plus dominateur en championnat, en tête dès la dixième journée, les Lyonnais terminent avec douze points d'avance sur leur dauphin, le Lille OSC. En Ligue des champions, ils s'arrêtent de nouveau en quart de finale, éliminés aux tirs au but par le PSV Eindhoven. L'équipe survole de nouveau le championnat 2005-2006, quinze points la séparant des Girondins de Bordeaux à la fin de la saison. L'année suivante, l'OL accentue encore sa domination, puisque les Lyonnais ne chutent pour la première fois que face au Stade rennais le 4 novembre, après neuf victoires consécutives. La deuxième moitié de saison est plus difficile, en mars 2007, l'OL se fait éliminer en huitième de finale de la Ligue des champions par l'AS Rome, puis perd la finale de la Coupe de la ligue contre les Girondins de Bordeaux. Le club conserve néanmoins le titre champion de France, cinq matchs avant la fin de la saison, et égale son record du plus grand nombre de victoires à l'extérieur.
Bien qu'en tête tout au long de la saison 2007-2008, l'OL doit affronter la concurrence des Girondins de Bordeaux jusqu'à la dernière journée. En disposant de l'AJ Auxerre, l'Olympique lyonnais est champion pour la septième fois consécutive et bat ainsi le record du nombre de championnats gagnés consécutivement en France. Il remporte une semaine plus tard la coupe de France en prenant le dessus sur le Paris Saint-Germain, ce qui lui permet de fêter le premier doublé de son histoire.
Entre le titre de 2002 et celui de 2007, l'effectif est renouvelé à 80 % et quatre entraîneurs se succèdent. Il s'agit de Jacques Santini, Paul Le Guen, Gérard Houllier et Alain Perrin mais cela ne remet pas en cause la stabilité garantie par le duo Bernard Lacombe et Jean-Michel Aulas, qui explique en grande partie le succès du club.

### Une période ouverte (2008-2012)
| Palmarès (2008-2012)                                                                                  |
| --- |
| 2008-2009 : Gir. Bordeaux 2009-2010 : O. Marseille 2010-2011 : LOSC Lille 2011-2012 : Montpellier HSC |

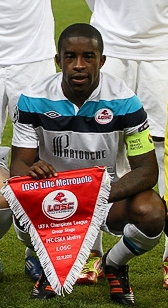
Rio Mavuba, capitaine du LOSC, est sacré champion de France en 2011.

Lors de la saison 2008-2009, les Girondins de Bordeaux remportent leur troisième Coupe de la Ligue face au Vannes OC, rejoignant le Paris Saint-Germain en tant que club ayant le plus de victoires dans cette compétition. À la lutte avec l'Olympique de Marseille, le club termine sa saison sur une série de onze victoires consécutives. Il devient champion le 30 mai 2009 sur le terrain du Stade Malherbe Caen et remporte le sixième trophée de Champion de France de son histoire. La saison suivante, l'OM de Didier Deschamps est renforcé par les arrivées des internationaux argentins Lucho Gonzalez et Gabriel Heinze ainsi que par celle de l'ex-Girondin Souleymane Diawara. Le club brise sa série de dix-sept ans sans titre majeur le 27 mars 2010 en remportant la Coupe de la Ligue face aux Girondins de Bordeaux (3-1), puis en étant sacré champion de France 2010 deux journées avant la fin de la saison.
Cette décennie est marquée par les finances des clubs qui posent problèmes depuis 2008-2009. En effet, ceux qui compensaient leurs déficits d'exploitation en vendant leurs meilleurs joueurs ne le peuvent plus depuis l'apparition d'une crise du marché des transferts en Europe, liée aux difficultés économiques que traverse le Vieux Continent. Les clubs de première et deuxième divisions présentent un bénéfice d'environ 50 millions d'euros par saison de 2005-2006 à 2008-2009 alors que 71 % de leurs recettes sont affectées aux salaires, contre 61 % en Allemagne et 60 % en Angleterre.
La saison 2010-2011 est importante dans l'histoire du Lille OSC puisque ce dernier réalise le doublé championnat-coupe de France, titres qui lui échappent respectivement depuis 1954 et 1955. Le LOSC termine le championnat à la première place devant le champion sortant, l'Olympique de Marseille, et bat en finale de coupe le Paris Saint-Germain, tenant du titre, au stade de France. Ce doublé est le deuxième de l'histoire des Dogues après celui de la saison 1945-1946 et le seizième de l'histoire du football français,. Lors de la saison 2011-2012, le Montpellier HSC déjoue tous les pronostics de début de saison en devenant pour la première fois de son histoire champion de France lors de l'ultime journée d'une saison où le club n'aura quitté qu'une seule fois les deux premières places.

### La suprématie parisienne (depuis 2012)
| Palmarès (2012-2025) |
| --- |
| 2012-2013 : Paris SG 2013-2014 : Paris SG 2014-2015 : Paris SG 2015-2016 : Paris SG 2016-2017 : AS Monaco 2017-2018 : Paris SG 2018-2019 : Paris SG 2019-2020 : Paris SG 2020-2021 : LOSC Lille 2021-2022 : Paris SG 2022-2023 : Paris SG 2023-2024 : Paris SG 2024-2025 : Paris SG |

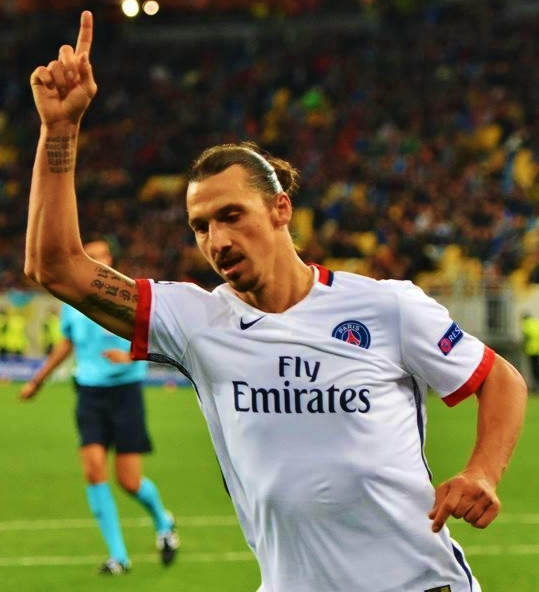
Le joueur du PSG Zlatan Ibrahimović, trois fois meilleur buteur du championnat.

En 2011, le rachat du Paris Saint Germain par Qatar Sports Investments (QSI), une filiale du fonds d'investissement souverain Qatar Investment Authority, apporte au club des moyens financiers considérables qui lui permettent d'asseoir sa domination sur la Ligue 1.
Ainsi, deux ans plus tard, lors de la saison 2012-2013, le Paris Saint-Germain (sous la direction de l'Italien Carlo Ancelotti) remporte le troisième titre de champion de son histoire, après dix-neuf ans d'attente, en s'imposant à deux journées de la fin sur la pelouse de l'Olympique lyonnais (0-1), oubliant sa déception de l'année précédente et la place de dauphin derrière le Montpellier HSC. Ce titre est acquis en partie grâce à Zlatan Ibrahimović, meilleur buteur cette saison-là avec plus de trente réalisations, du jamais vu en France depuis la saison 1989-1990 et le ballon d'Or Jean-Pierre Papin.
La saison suivante, la formation parisienne conserve son titre de champion de France, devenant le premier club français à y parvenir depuis 2008 et l'Olympique lyonnais. Il s'agit alors du quatrième titre du PSG, qui rejoint l'OGC Nice. Durant cette saison, Paris bat deux records : ceux du nombre de points (89) et du nombre de victoires (27) en une saison. Le Paris Saint-Germain réalise également un doublé en remportant la Coupe de la Ligue.
Durant la saison 2014-2015, le PSG conserve difficilement son titre de champion, après n'avoir pris les rênes du classement qu'à partir de la trentième journée. En effet, l'Olympique de Marseille durant l'automne et l'Olympique lyonnais au cours de l'hiver ont empêché le club parisien de prendre la tête plus tôt.
La saison 2015-2016 voit le Paris Saint-Germain battre tous les records en remportant le championnat dès la trentième journée en battant l'ESTAC Troyes sur un score historique (0-9), il s'agit alors du record de la plus large victoire à l'extérieur et du titre acquis le plus tôt, alors que l'hiver n'est même pas encore terminé. Il permet au club parisien de ravir le titre une quatrième fois consécutive et une sixième fois dans son histoire, se rapprochant peu à peu des hauteurs du palmarès français. Le club parisien rafle également plusieurs autres records au cours de cette saison dont celui de la meilleure défense (19 buts), du plus grand nombre de points (96), du plus grand nombre de victoires et de la plus grande différence de buts (+83). En parallèle de ses succès en championnat, le Paris Saint-Germain réalise en 2015 le quadruplé inédit dans l'histoire du football français avec quatre titres à son actif durant cette saison, la Coupe de la Ligue, la Coupe de France, le Trophée des champions et enfin le championnat. Le PSG réitère ce quadruplé national en 2016.
Lors de la saison 2016-2017, le Paris Saint-Germain ne peut empêcher l'ascension de l'AS Monaco, menée notamment par Radamel Falcao et Kylian Mbappé, qui remporte son huitième titre et met fin à la série de titres du club de la capitale. Ce dernier continue cependant sa domination sur les coupes nationales en soulevant la Coupe de la Ligue, la Coupe de France et le Trophée des champions.
La saison 2017-2018 voit le retour en force du Paris Saint-Germain qui a étoffé son effectif durant le mercato estival avec les transferts faramineux de Neymar (222 millions d'euros) en provenance du FC Barcelone et de Kylian Mbappé (180 millions d'euros). Le PSG remporte son sixième Trophée des Champions consécutif, ainsi qu'une cinquième Coupe de la Ligue consécutive face à l'AS Monaco. Il est champion de France pour la septième fois de son histoire après une victoire face au champion en titre au soir de la 33e journée du championnat sur le score de 7 buts à 1.
Durant la saison 2018-2019, c'est une nouvelle fois l'équipe parisienne qui remporte, pour la huitième fois de son histoire, le championnat de France. Toujours emmené par son trio de tête composé de Kylian Mbappé, Edinson Cavani et Neymar (surnommés la « MCN »), le Paris Saint-Germain se libère rapidement du peloton de tête pour assurer et préserver son sacre. Cela ne sera cependant, à l'exception de leur septième trophée des champions consécutif remporté, que l'unique titre des Parisiens cette saison-là, ternissant la première saison à la tête du PSG du nouvel entraîneur allemand Thomas Tuchel.
Au cours de la saison 2019-2020, le championnat est arrêté par le gouvernement après 28 journées, en raison de la pandémie de COVID-19. C'est la première fois que la Ligue 1 ne va pas à son terme, alors que les autres championnats reprennent en juin. Le Paris SG est donc sacré pour la 9e fois, et passe devant le FC Nantes et l'AS Monaco qui comptent 8 titres.
La saison 2020-2021 est considérée comme la plus serrée de l'histoire du championnat,, avec 4 clubs candidats au titre durant toute la deuxième moitié du championnat. À cinq journées de la fin, le Lille LOSC compte en effet 70 points, le Paris SG 69 points, l'AS Monaco 68 points et l'Olympique Lyonnais 67 points. Le titre se joue finalement lors de la derniére journée, où le Lille LOSC se déplace sur la pelouse du Angers SCO, avec un point d'avance sur le Paris SG. La victoire 1-2 des Lillois leur permet d'obtenir leur quatrième sacre de leur histoire.
La saison suivante, le PSG, renforcé par l'arrivée de légendes du football (Sergio Ramos et Lionel Messi), n'a cette fois-ci aucun mal à remporter le championnat, et égale le record de titre de L'AS Saint-Étienne (au nombre de 10). Ce record est battu par le club parisien lors de la saison 2022-2023, lorsque l'équipe termine avec un petit point d'avance sur le RC Lens.
Comme deux décennies plus tôt, la Ligue 1 revient à 18 clubs à partir de la saison 2023-2024, notamment pour essayer d'être plus compétitive en Europe.
Une saison de nouveau dominée par le club de la capitale qui enchaine sa dixième victoire en championnat au XXIe siècle.
L'année d'après, les Parisiens enchaînent de nouveau avec un treizième titre, celui-ci à l'issue d'une saison qui aura été jouée, comme depuis les derniers exercices, avec une absence globale de suspens.

## Palmarès et statistiques

### Palmarès par édition
| N° | Édition | Vainqueur                  |
| -- | ------- | -------------------------- |
| 1  | 1933    | Olympique Lillois          |
| 2  | 1934    | FC Sète                    |
| 3  | 1935    | FC Sochaux                 |
| 4  | 1936    | RC Paris                   |
| 5  | 1937    | Olympique de Marseille     |
| 6  | 1938    | FC Sochaux (2)             |
| 7  | 1939    | FC Sète (2)                |
| 8  | 1946    | LOSC (2)                   |
| 9  | 1947    | Roubaix                    |
| 10 | 1948    | Olympique de Marseille (2) |
| 11 | 1949    | Stade de Reims             |
| 12 | 1950    | Girondins de Bordeaux      |
| 13 | 1951    | OGC Nice                   |
| 14 | 1952    | OGC Nice (2)               |
| 15 | 1953    | Stade de Reims (2)         |
| 16 | 1954    | LOSC Lille (3)             |
| 17 | 1955    | Stade de Reims (3)         |
| 18 | 1956    | OGC Nice (3)               |
| 19 | 1957    | AS Saint-Étienne           |
| 20 | 1958    | Stade de Reims (4)         |
| 21 | 1959    | OGC Nice (4)               |
| 22 | 1960    | Stade de Reims (5)         |
| 23 | 1961    | AS Monaco                  |
| 24 | 1962    | Stade de Reims (6)         |
| 25 | 1963    | AS Monaco (2)              |
| 26 | 1964    | AS Saint-Étienne (2)       |
| 27 | 1965    | FC Nantes                  |
| 28 | 1966    | FC Nantes (2)              |
| 29 | 1967    | AS Saint-Étienne (3)       |
| 30 | 1968    | AS Saint-Étienne (4)       |
| 31 | 1969    | AS Saint-Étienne (5)       |
| 32 | 1970    | AS Saint-Étienne (6)       |
| 33 | 1971    | Olympique de Marseille (3) |
| 34 | 1972    | Olympique de Marseille (4) |
| 35 | 1973    | FC Nantes (3)              |
| 36 | 1974    | AS Saint-Étienne (7)       |
| 37 | 1975    | AS Saint-Étienne (8)       |
| 38 | 1976    | AS Saint-Étienne (9)       |
| 39 | 1977    | FC Nantes (4)              |
| 40 | 1978    | AS Monaco (3)              |
| 41 | 1979    | RC Strasbourg              |
| 42 | 1980    | FC Nantes (5)              |
| 43 | 1981    | AS Saint-Étienne (10)      |
| 44 | 1982    | AS Monaco (4)              |
| 45 | 1983    | FC Nantes (6)              |
| 46 | 1984    | Girondins de Bordeaux (2)  |
| 47 | 1985    | Girondins de Bordeaux (3)  |
| 48 | 1986    | Paris SG                   |
| 49 | 1987    | Girondins de Bordeaux (4)  |
| 50 | 1988    | AS Monaco (5)              |
| 51 | 1989    | Olympique de Marseille (5) |
| 52 | 1990    | Olympique de Marseille (6) |
| 53 | 1991    | Olympique de Marseille (7) |
| 54 | 1992    | Olympique de Marseille (8) |
| 55 | 1993    | PAS DE VAINQUEUR           |
| 56 | 1994    | Paris SG (2)               |
| 57 | 1995    | FC Nantes (7)              |
| 58 | 1996    | AJ Auxerre                 |
| 59 | 1997    | AS Monaco (6)              |
| 60 | 1998    | RC Lens                    |
| 61 | 1999    | Girondins de Bordeaux (5)  |
| 62 | 2000    | AS Monaco (7)              |
| 63 | 2001    | FC Nantes (8)              |
| 64 | 2002    | Olympique Lyonnais         |
| 65 | 2003    | Olympique Lyonnais (2)     |
| 66 | 2004    | Olympique Lyonnais (3)     |
| 67 | 2005    | Olympique Lyonnais (4)     |
| 68 | 2006    | Olympique Lyonnais (5)     |
| 69 | 2007    | Olympique Lyonnais (6)     |
| 70 | 2008    | Olympique Lyonnais (7)     |
| 71 | 2009    | Girondin de Bordeaux (6)   |
| 72 | 2010    | Olympique de Marseille (9) |
| 73 | 2011    | Lille OSC (4)              |
| 74 | 2012    | Montpellier HSC            |
| 75 | 2013    | Paris SG (3)               |
| 76 | 2014    | Paris SG (4)               |
| 77 | 2015    | Paris SG (5)               |
| 78 | 2016    | Paris SG (6)               |
| 79 | 2017    | AS Monaco (8)              |
| 80 | 2018    | Paris SG (7)               |
| 81 | 2019    | Paris SG (8)               |
| 82 | 2020    | Paris SG (9)               |
| 83 | 2021    | Lille OSC (5)              |
| 84 | 2022    | Paris SG (10)              |
| 85 | 2023    | Paris SG (11)              |
| 86 | 2024    | Paris SG (12)              |
| 87 | 2025    | Paris SG (13)              |
| 88 | 2026    | A venir                    |

### Palmarès
Depuis le premier championnat de France professionnel organisé pour la saison 1932-1933 jusqu'à la saison 2024-2025, 87 titres ont été mis en jeu, dont celui de 1992-1993 qui a été retiré. Sur les 19 clubs qui sont parvenus à remporter le championnat, le plus titré est le Paris Saint-Germain avec treize titres, suivi de l'AS Saint-Étienne avec dix titres et l'Olympique de Marseille avec neuf titres. L'Olympique lyonnais est le club ayant remporté le plus de titres consécutifs, à savoir sept entre 2002 et 2008.
Le tableau suivant liste les clubs vainqueurs du championnat de France et, pour chaque club, le nombre de titre(s) remporté(s) et les années correspondantes par ordre chronologique.
| Rang | Clubs                  | Titre(s) | Année(s)                                                                     |
| ---- | ---------------------- | -------- | ---------------------------------------------------------------------------- |
| 1    | Paris Saint-Germain    | 13       | 1986, 1994, 2013, 2014, 2015, 2016, 2018, 2019, 2020, 2022, 2023, 2024, 2025 |
| 2    | AS Saint-Étienne       | 10       | 1957, 1964, 1967, 1968, 1969, 1970, 1974, 1975, 1976, 1981                   |
| 3    | Olympique de Marseille | 9        | 1937, 1948, 1971, 1972, 1989, 1990, 1991, 1992, 2010                         |
| 4    | FC Nantes              | 8        | 1965, 1966, 1973, 1977, 1980, 1983, 1995, 2001                               |
| 4    | AS Monaco              | 8        | 1961, 1963, 1978, 1982, 1988, 1997, 2000, 2017                               |
| 6    | Olympique lyonnais     | 7        | 2002, 2003, 2004, 2005, 2006, 2007, 2008                                     |
| 7    | Stade de Reims         | 6        | 1949, 1953, 1955, 1958, 1960, 1962                                           |
| 7    | Girondins de Bordeaux  | 6        | 1950, 1984, 1985, 1987, 1999, 2009                                           |
| 9    | OGC Nice               | 4        | 1951, 1952, 1956, 1959                                                       |
| 9    | Lille OSC              | 4        | 1946, 1954, 2011, 2021                                                       |
| 11   | FC Sochaux-Montbéliard | 2        | 1935, 1938                                                                   |
| 11   | FC Sète                | 2        | 1934, 1939                                                                   |
| 13   | Olympique lillois      | 1        | 1933                                                                         |
| 13   | RC Paris               | 1        | 1936                                                                         |
| 13   | CO Roubaix-Tourcoing   | 1        | 1947                                                                         |
| 13   | RC Strasbourg          | 1        | 1979                                                                         |
| 13   | AJ Auxerre             | 1        | 1996                                                                         |
| 13   | RC Lens                | 1        | 1998                                                                         |
| 13   | Montpellier HSC        | 1        | 2012                                                                         |

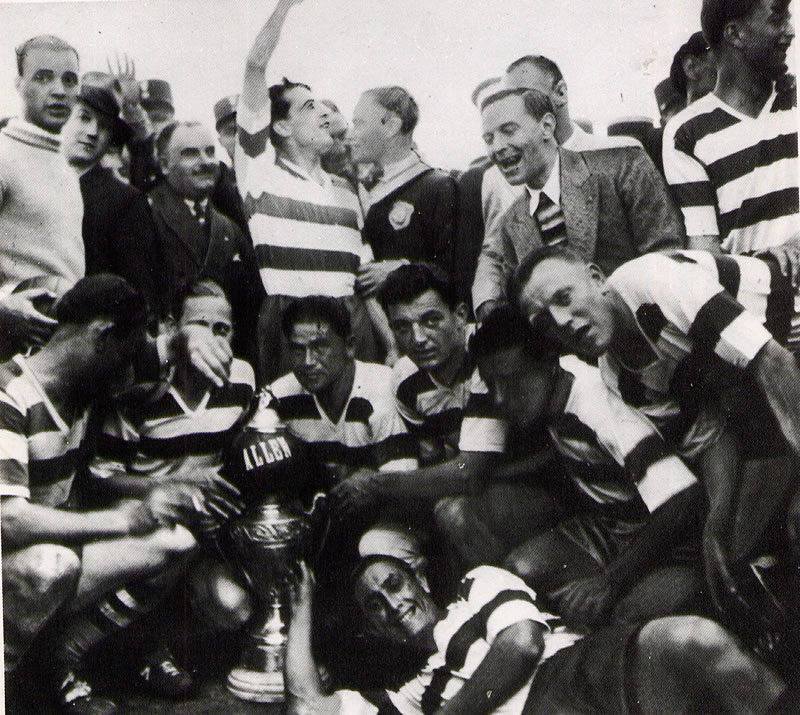
La grande équipe du FC Sète, en 1934.
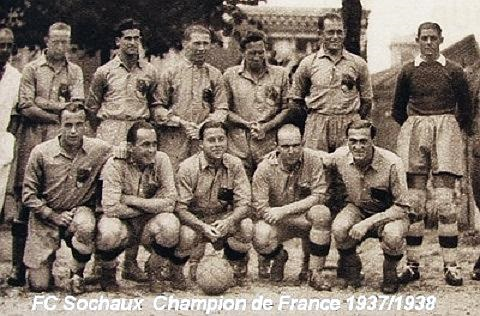
Le FC Sochaux-Montbéliard champion de France en 1938.
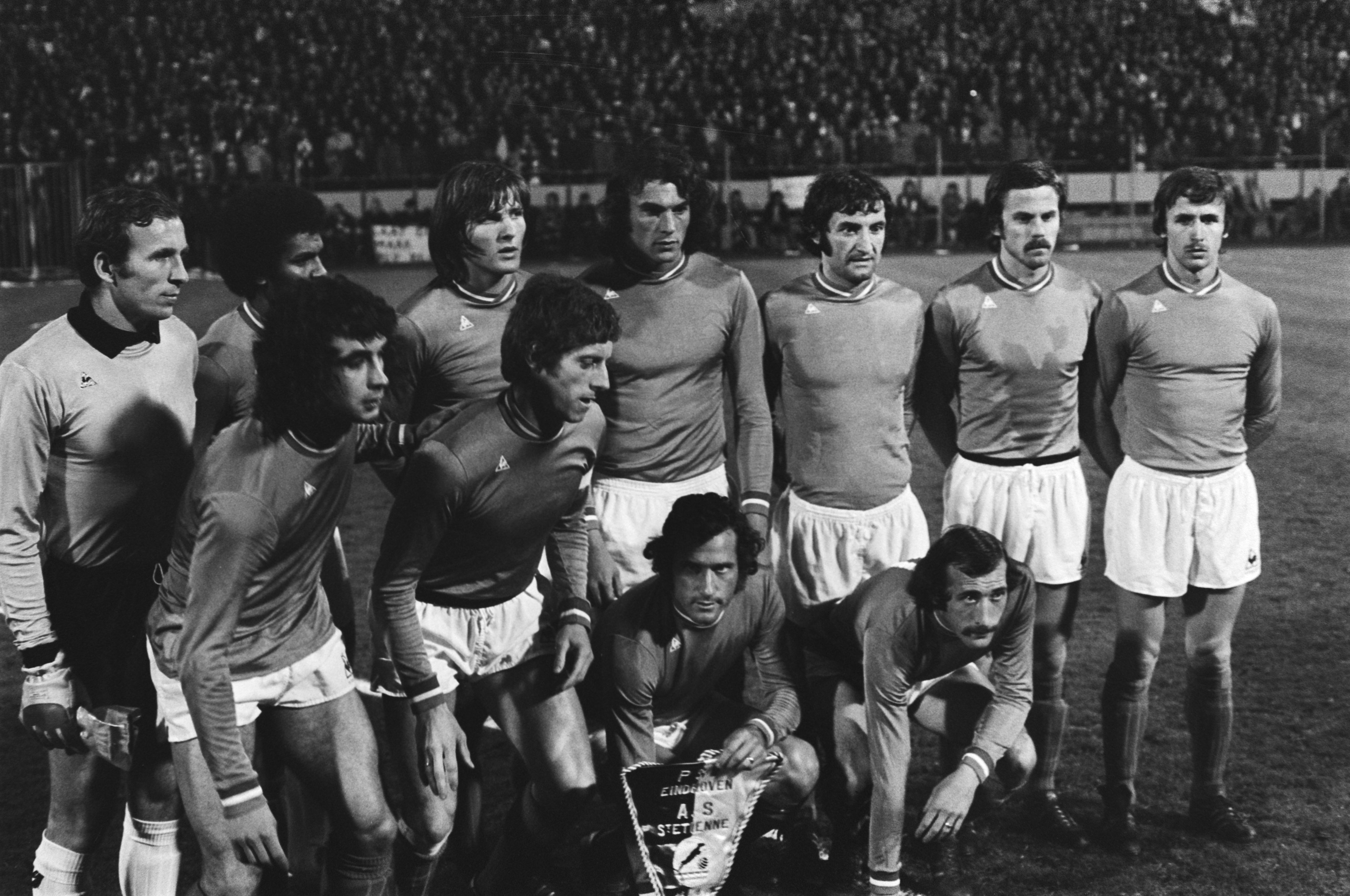
L'AS Saint-Étienne, ici en 1976, multiple championne de France.

### Statistiques et records
En soixante-dix-huit éditions du championnat de France, de nombreux records ont été établis par les différents clubs participant à cette compétition.
À ce jour, le record d'affluence moyenne en une saison est de 23 154 spectateurs par match, réalisé lors du championnat 2006-2007, alors que le record d'affluence pour un match est détenu par la confrontation entre le Lille OSC et l'Olympique lyonnais du 7 mars 2009 au Stade de France, avec 78 056 spectateurs.
Le record de buts en une saison est de 1 334 buts inscrits (3,51 par match), lors de la saison 1946-1947 pour un championnat à vingt clubs et de 1 138 buts inscrits (3,71 par match) lors de la saison 1948-1949 pour un championnat à dix-huit clubs. Les joueurs ont été le plus sanctionnés par les arbitres lors du championnat 2002-2003, puisque cette saison détient le record du plus grand nombre de cartons jaunes (1 654) et le record du plus grand nombre de cartons rouges (131).

#### Clubs
|    | Club                   | Saisons | MJ   |
| -- | ---------------------- | ------- | ---- |
| 1  | Olympique de Marseille | 74      | 2643 |
| 3  | Girondins de Bordeaux  | 69      | 2544 |
| 2  | AS Saint-Étienne       | 70      | 2532 |
| 4  | Stade rennais FC       | 68      | 2402 |
| 5  | FC Sochaux-Montbéliard | 66      | 2368 |
| 6  | AS Monaco              | 65      | 2397 |
| 7  | Olympique lyonnais     | 65      | 2393 |
| 8  | OGC Nice               | 65      | 2369 |
| 9  | Lille OSC              | 64      | 2355 |
| 10 | FC Metz                | 64      | 2287 |

Le club ayant disputé le plus grand nombre de saisons en première division depuis la création du championnat est l'Olympique de Marseille, qui entame en août 2025 sa soixante-seizième saison au plus haut niveau depuis 1932, alors que le club ayant disputé le plus de saisons d’affilée en première division est le Paris Saint-Germain avec cinquante-deux saisons entre 1974 et 2026, série en cours.
Le plus grand nombre de points récoltés lors d'une même saison est détenu par le Paris SG, avec 96 points en 2015-2016 (victoire à trois points), tout comme le record de points récoltés en une même saison à domicile et à l'extérieur avec respectivement 53 points lors de la saison 2018-2019 (victoire à trois points) et avec 48 points lors de la saison 2015-2016, (victoire à trois points).
Le record d'invincibilité d'un club en première division est détenu par le Paris SG avec une série de 36 matchs sans défaite, à cheval sur les saisons 2014-2015 et 2015-2016. Le FC Nantes détient le record d'invincibilité en une seule saison, 32 matchs sans défaite, une série réalisée lors de la saison 1994-1995. Ce club détient également le record d'invincibilité à domicile avec 92 matchs sans défaite du 15 mai 1976 au 7 avril 1981. Le plus grand nombre de victoires consécutives est détenu par l'AS Monaco avec seize victoires à cheval entre la saison 2016-2017 et la saison 2017-2018. Le plus grand nombre de défaites consécutives est détenu par Angers SCO avec treize défaites lors de la saison 2022-2023.
Le record du plus grand nombre de buts marqués en une saison est détenu par le RC Paris avec 118 buts lors de la saison 1959-1960 tandis que le record du plus petit nombre de buts encaissés en une saison, 19 buts, est établi lors de la saison 2015-2016 par le Paris SG. Ce club établit à cette occasion le record de la plus grande différence de buts en une saison, avec 102 buts marqués pour 19 buts encaissés (soit une différence positive de 83). La plus large victoire enregistrée lors d'un match de première division est celle du FC Sochaux-Montbéliard face à l'US Valenciennes-Anzin lors de la saison 1935-1936 (12-1).

#### Joueurs
Le joueur le plus titré de l'histoire du championnat est un joueur emblématique du Paris Saint-Germain, le Brésilien Marquinhos avec dix titres.
Derrière le brésilien se trouvent Marco Verratti avec 9 titres et Presnel Kimpembe avec 8 titres, plusieurs joueurs ont remporté sept titres, notamment deux joueurs de l'AS Saint-Étienne, Jean-Michel Larqué et Hervé Revelli (entre 1967 et 1976), et trois joueurs de l'Olympique Lyonnais, Grégory Coupet, Sidney Govou et le Brésilien Juninho (entre 2002 et 2008).
Kylian Mbappé est le joueur ayant remporté le plus de titres (7 également) avec des clubs différents : l'AS Monaco en 2017 et le Paris Saint-Germain, entre 2018 et 2024. Patrick Battiston et Alain Roche sont les deux seuls joueurs à avoir remporté le championnat avec trois clubs différents. Battiston cinq fois avec l'AS Saint-Étienne en 1981, les Girondins de Bordeaux en 1984, 1985 et 1987 et l'AS Monaco en 1988, et Roche trois fois avec Bordeaux en 1987, l'Olympique de Marseille en 1990 et le Paris Saint-Germain en 1994.
| # | Noms               | Titres | Années                                                     | Clubs                           |
| - | ------------------ | ------ | ---------------------------------------------------------- | ------------------------------- |
| 1 | Marquinhos         | 10     | 2014, 2015, 2016, 2018, 2019, 2020, 2022, 2023, 2024, 2025 | Paris Saint-Germain             |
| 2 | Marco Verratti     | 9      | 2013, 2014, 2015, 2016, 2018, 2019, 2020, 2022, 2023       | Paris Saint-Germain             |
| 3 | Presnel Kimpembe   | 8      | 2015, 2016, 2018, 2019, 2020, 2022, 2023, 2025             | Paris Saint-Germain             |
| 4 | Jean-Michel Larqué | 7      | 1967, 1968, 1969, 1970, 1974, 1975, 1976                   | AS Saint-Étienne                |
| 4 | Hervé Revelli      | 7      | 1967, 1968, 1969, 1970, 1974, 1975, 1976                   | AS Saint-Étienne                |
| 4 | Grégory Coupet     | 7      | 2002, 2003, 2004, 2005, 2006, 2007, 2008                   | Olympique Lyonnais              |
| 4 | Sidney Govou       | 7      | 2002, 2003, 2004, 2005, 2006, 2007, 2008                   | Olympique Lyonnais              |
| 4 | Juninho            | 7      | 2002, 2003, 2004, 2005, 2006, 2007, 2008                   | Olympique Lyonnais              |
| 4 | Thiago Silva       | 7      | 2013, 2014, 2015, 2016, 2018, 2019, 2020                   | Paris Saint-Germain             |
| 4 | Kylian Mbappé      | 7      | 2017, 2018, 2019, 2020, 2022, 2023, 2024                   | AS Monaco / Paris Saint-Germain |

| # | Joueurs         | Buts |
| - | --------------- | ---- |
| 1 | Delio Onnis     | 299  |
| 2 | Bernard Lacombe | 255  |
| 3 | Hervé Revelli   | 216  |
| 4 | Roger Courtois  | 210  |
| 5 | Thadée Cisowski | 206  |

| # | Noms                | Matchs |
| - | ------------------- | ------ |
| 1 | Mickaël Landreau    | 618    |
| 2 | Jean-Luc Ettori     | 602    |
| 3 | Dominique Dropsy    | 596    |
| 4 | Dominique Baratelli | 593    |
| 5 | Alain Giresse       | 586    |

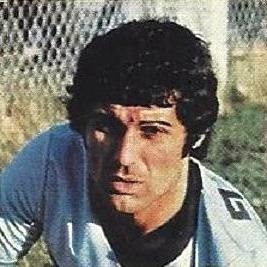
Delio Onnis, meilleur buteur de l'histoire de première division.

Le joueur ayant joué le plus de matchs en première division est le gardien de but Mickaël Landreau, qui compte 618 matchs en première division avec 4 clubs différents, le FC Nantes (1996-2006), le Paris SG (2006-2009), le Lille OSC (2009-2012) et le SC Bastia (2012-2014). Il est suivi par deux autres gardiens de buts : Jean-Luc Ettori (602 matchs) et Dominique Dropsy (596 matchs). Le joueur ayant joué le plus grand nombre de matchs consécutifs en première division est également un gardien de but, il s'agit de Fabien Cool pour ses 306 rencontres avec l'AJ Auxerre. Le joueur de champ ayant joué le plus de matchs de première division est Alain Giresse qui se classe cinquième du classement général avec 586 matchs entre 1970 et 1988.

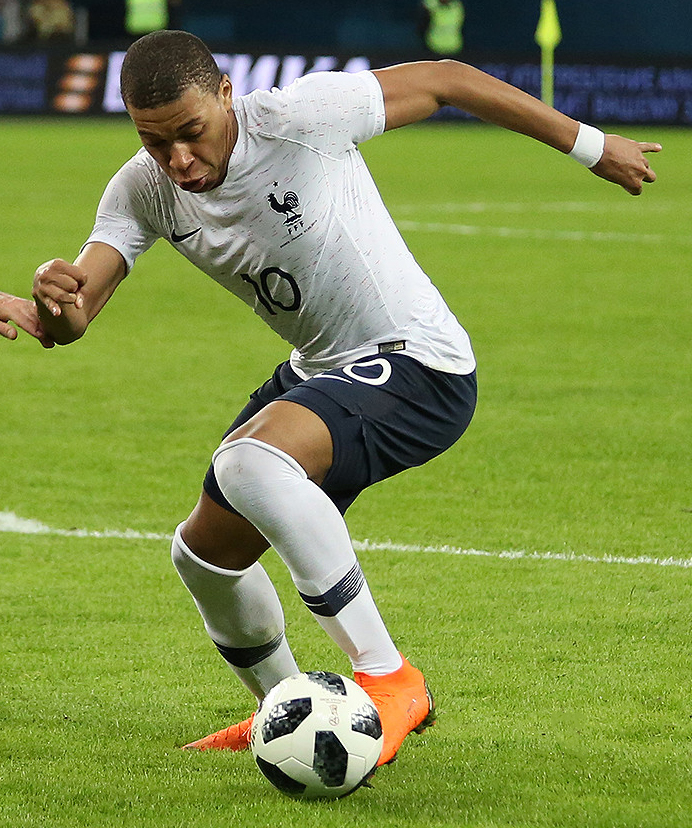
Kylian Mbappé, six fois meilleur buteur du championnat.

Le record d'invincibilité pour un gardien de but est détenu par Gaëtan Huard, qui a gardé les buts des Girondins de Bordeaux inviolés durant 1 176 minutes lors de la saison 1992-1993.
Le meilleur buteur de l'histoire de la première division est l'Argentin Delio Onnis, qui a inscrit 299 buts en 449 matchs entre 1971 et 1986. Il est suivi par les Français Bernard Lacombe et Hervé Revelli, avec respectivement 255 buts en 497 matchs et 216 buts en 389 matchs. Le meilleur buteur sur une saison est le Yougoslave Josip Skoblar qui inscrit 44 buts avec l'Olympique de Marseille lors de la saison 1970-1971. Le meilleur buteur français sur une saison est Philippe Gondet avec le FC Nantes et ses 36 buts durant la saison 1965-1966. Kylian Mbappé (avec le Paris Saint-Germain entre les saisons 2018-2019 et 2023-2024) est le seul joueur à avoir décroché le plus grand nombre de titres de meilleur buteur du Championnat de France consécutifs en en remportant six.
Le record de buts inscrits sur un seul match est codétenu par Jean Nicolas, avec le FC Rouen, et le Suisse André Abegglen, avec le FC Sochaux-Montbéliard, en inscrivant tous deux sept buts face à l'US Valenciennes, respectivement le 1er mai 1938 et le 25 août 1935. Le but le plus rapide est celui de Michel Rio, joueur du SM Caen, inscrit le 15 février 1992 contre l'AS Cannes dès la huitième seconde du match.
Les joueurs ayant été le plus souvent expulsés lors de matchs de première division sont Cyril Rool et Cyril Jeunechamp, avec seize expulsions chacun. Le plus jeune joueur à participer à un match de première division est Laurent Paganelli, le 25 août 1978 avec l'AS Saint-Étienne, alors qu'il n'avait que quinze ans et dix mois.
Le triplé le plus rapide de ligue 1 a été inscrit par le belge Loïs Openda en 4 min 45 secondes lors du match Clermont-RCLens le 12 mars 2023.

#### Entraîneurs
| # | Entraîneur        | Saisons   | M   | V   | D   | N   | % V     |
| - | ----------------- | --------- | --- | --- | --- | --- | ------- |
| 1 | Guy Roux          | 1980-2007 | 894 | 375 | 258 | 261 | 41,95%  |
| 2 | Abdelkader Firoud | 1955-1982 | 782 | 323 | 195 | 264 | 41,30%  |
| 3 | Albert Batteux    | 1950-1979 | 655 | 367 | 131 | 157 | 56,03 % |
| 4 | José Arribas      | 1963-1982 | 654 | 275 | 196 | 196 | 42,05 % |
| 5 | Louis Dugauguez   | 1955-1974 | 603 | 219 | 163 | 221 | 36,32 % |

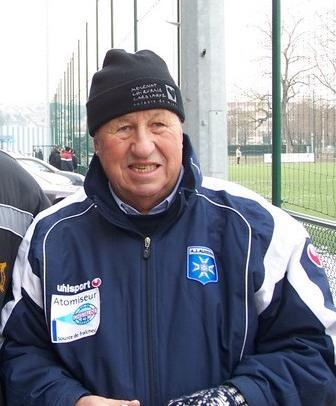
Guy Roux, entraîneur ayant le record de longévité en championnat.

L’entraîneur détenant le record de matchs passés sur le banc d'une équipe évoluant dans le championnat de France de football de première division est Guy Roux avec 894 matchs dirigés entre 1980 et 2007 avec l'AJ Auxerre et le RC Lens. Il est suivi par Abdelkader Firoud avec 782 matchs entre 1955 et 1982 pour le Nîmes Olympique, le Toulouse FC et le Montpellier HSC, et par Albert Batteux avec 655 matchs entre 1950 et 1979 avec le Stade de Reims, l'AS Saint-Étienne et l'OGC Nice.
L’entraîneur ayant remporté le plus de fois le titre de champion de France est Albert Batteux, à huit reprises, dont cinq avec le Stade de Reims (1953, 1955, 1958, 1960, 1962) et trois avec l'AS Saint-Étienne (1968, 1969, 1970). Il est suivi par Robert Herbin, par Lucien Leduc et par Laurent Blanc qui l'ont remporté tous trois à quatre reprises avec l'AS Saint-Étienne (1974, 1975, 1976, 1981) pour le premier, avec l'AS Monaco (1961, 1963, 1978) et l'Olympique de Marseille (1971) pour le deuxième et avec les Girondins de Bordeaux (2009) et le Paris Saint-Germain (2014, 2015, 2016) pour le troisième.

#### Distinctions individuelles
Il y a plusieurs distinctions individuelles attribuées au terme d'une saison du championnat de France. Si France Football attribue des récompenses depuis 1956, les trophées UNFP ne leur font concurrence que depuis 1994.

##### Les récompenses France Football

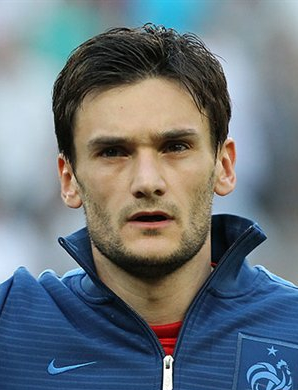
Hugo Lloris, ici en 2012, trois fois « Étoile d'or » comme gardien de but.

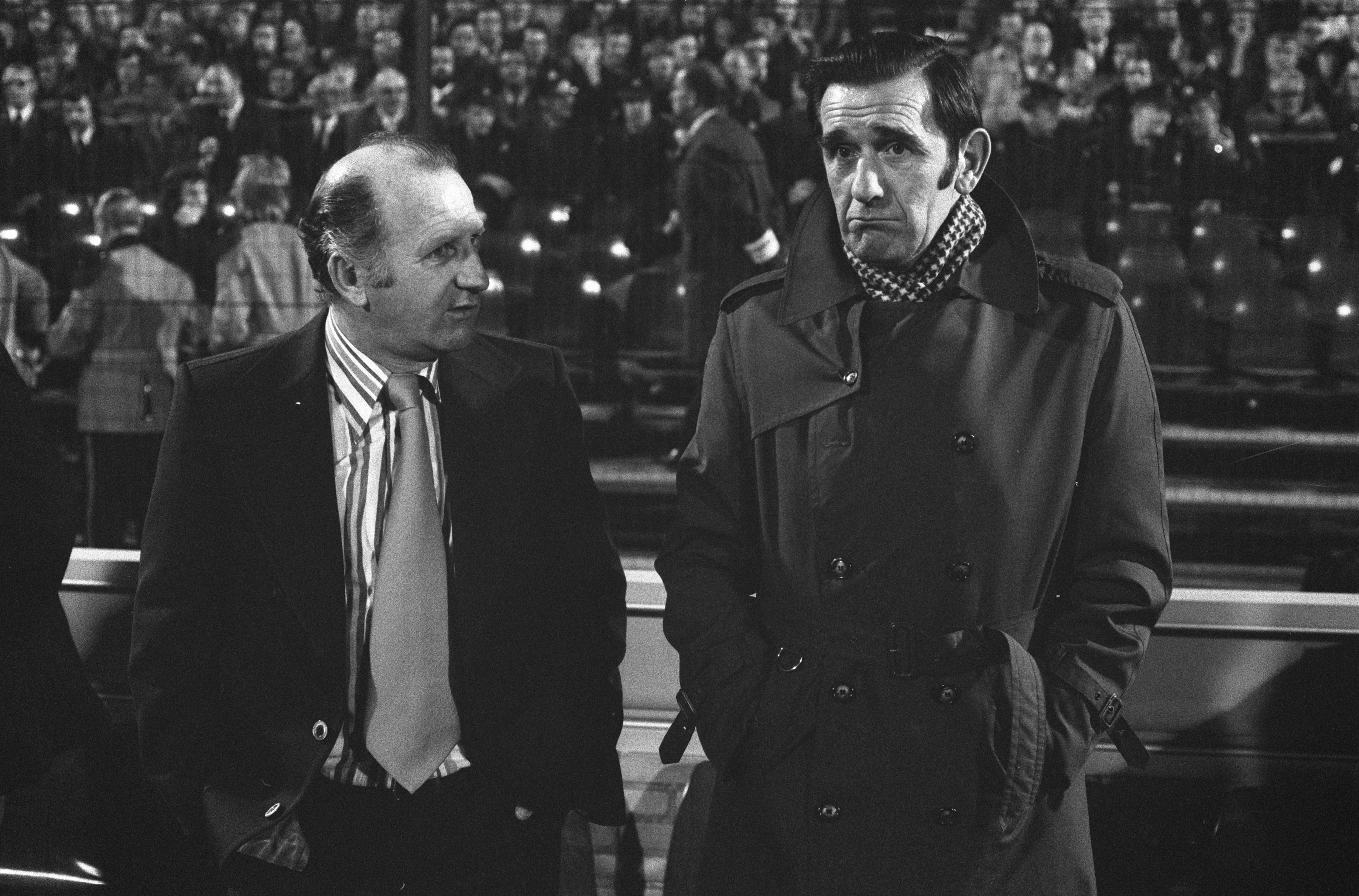
Kees Rijvers (à gauche) ici en 1974, première « Étoile d'or » du championnat de France.

Le trophée de l'Étoile d'or récompense le joueur le plus performant et régulier de la saison de première division du championnat de France, sans distinction de nationalité. Il est décerné à la fin de chaque saison au joueur ayant obtenu la meilleure moyenne d'étoiles attribuées à l'occasion de chaque match de championnat. La note d'un joueur est comprise entre 0 (cas d'un joueur expulsé) et 10 (auparavant 6) étoiles (attribuée de façon rarissime). Depuis la saison 1992-1993, un classement spécifique est établi pour les gardiens de but.
Le premier joueur à avoir remporté cette distinction est le Hollandais Kees Rijvers en 1957. Par la suite deux joueurs de champs et deux gardiens de but se sont illustrés en remportant à trois reprises l'Étoile d'or d'une saison. Il s'agit de l'algérien Rachid Mekhloufi en 1964, 1966 et 1967, du Français Roger Lemerre en 1966, 1968 et 1969, et des gardiens de but Christophe Revault en 1995, 1996 et 1997 et Hugo Lloris en 2008, 2010 et 2011. Les deux derniers lauréats de ce trophée sont le Suédois Zlatan Ibrahimović et le gardien Franco-Portugais Anthony Lopes après leurs performances en 2016.
France Football a attribué également depuis 1973 un trophée au meilleur entraîneur français de l'année.

##### Les récompenses UNFP

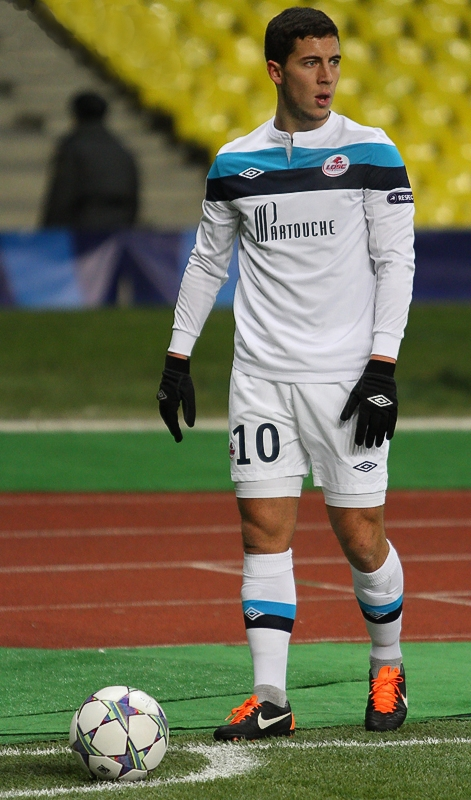
Eden Hazard, quatre fois récompensé aux trophées UNFP.

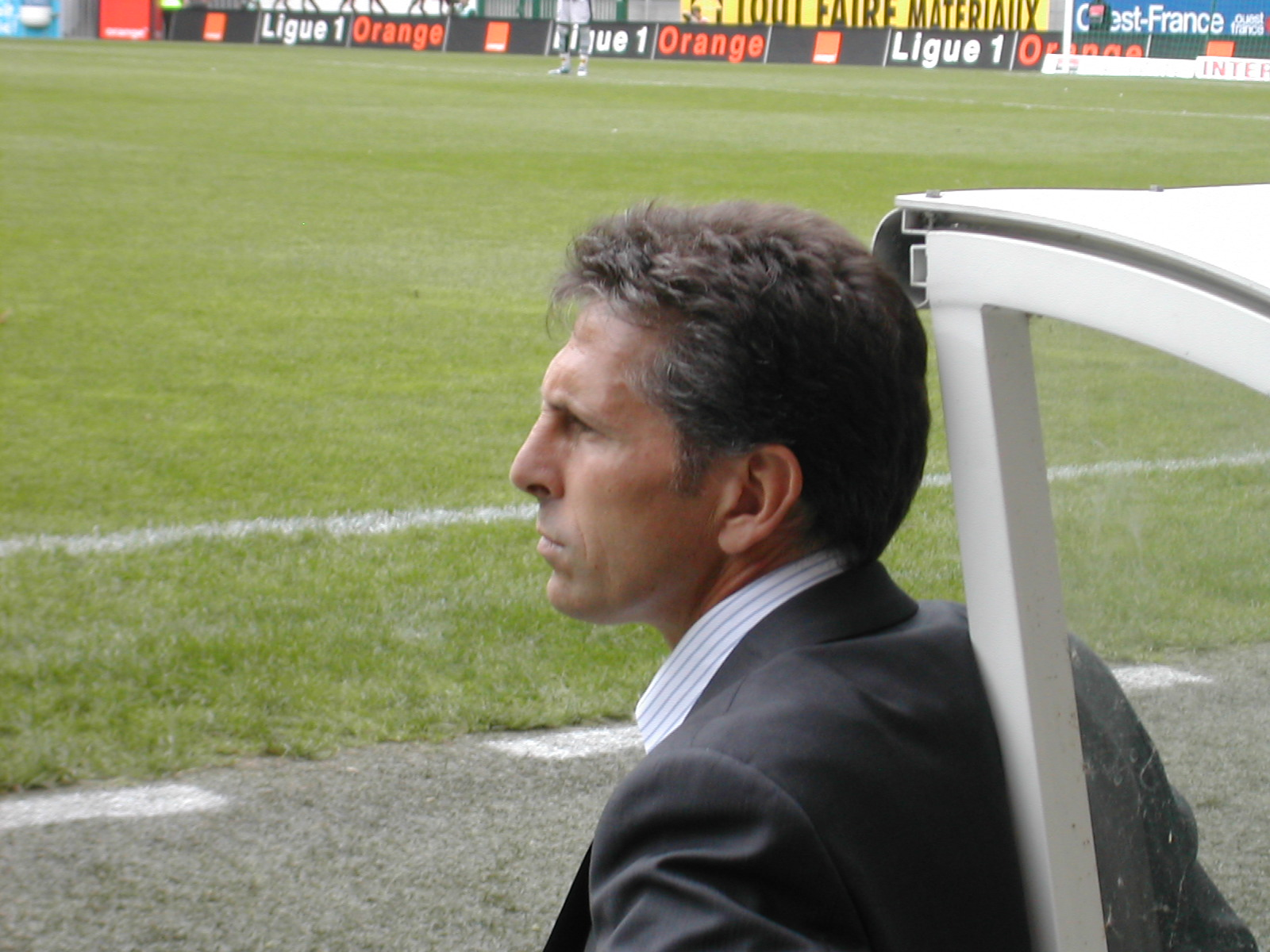
Claude Puel a remporté deux trophées UNFP en tant qu'entraîneur.

Créée en 1988 sous le nom des « Oscars du football », la cérémonie change de nom en 2004. Elle est organisée par l'Union nationale des footballeurs professionnels (UNFP) en mai à la fin de la saison de football,.
Quatre grandes récompenses concernent les acteurs du championnat de France de première division : le « Meilleur joueur de l'année », le « Meilleur espoir de l'année », le « Meilleur gardien de l'année » et le « Meilleur entraineur de l'année ». Le trophée du meilleur gardien n'est remis que depuis 2002.
Depuis 1994, deux joueurs ont remporté le trophée de meilleur joueur à trois reprises : Zlatan Ibrahimović (en 2013, 2014 et 2016) et Kylian Mbappé (en 2019, 2021 et 2022). Pauleta et Eden Hazard l'ont quant à eux remporté à deux reprises, en 2002 et 2003 pour le Portugais, en 2011 et 2012 pour le Belge. Eden Hazard (2009 et 2010) et Kylian Mbappé (2017 et 2018) sont les seuls joueurs à avoir remporté le trophée de meilleur espoir deux fois.
Du côté des gardiens de but, seul Steve Mandanda a remporté à cinq reprises le trophée de meilleur gardien (2008, 2011, 2015, 2016 et 2018) suivi de l'ancien lyonnais et ancien entraîneur des gardiens de l'Olympique lyonnais Grégory Coupet (2003, 2004, 2005 et 2006) qui a remporté à quatre reprises le trophée. Hugo Lloris complète le podium avec trois titres (2009, 2010 et 2012).
Enfin, Laurent Blanc est le seul entraineur à avoir remporté le trophée du meilleur entraîneur à trois reprises (en 2008 avec les Girondins de Bordeaux, en 2015 et 2016 avec le PSG). Deux entraîneurs ont décroché deux fois ce même trophée : il s'agit de Claude Puel, qui le remporte une première fois en 2000 avec l'AS Monaco, puis une deuxième fois en 2006 avec le Lille OSC, et de René Girard qui le remporte en 2012 avec le Montpellier HSC et en 2014 avec le Lille OSC.
Lors de cette cérémonie, un trophée est remis à l'auteur du plus beau but de la saison selon le vote des supporteurs. De plus, une équipe type de première division est constituée.

## Compétitions européennes

### Coefficient UEFA
| 2    | 4    | 8    | 6    | 14   | 14   | 16   | 15   | 16   | 18   |  |  |  |  |  |
| 1970 | 1971 | 1972 | 1973 | 1974 | 1975 | 1976 | 1977 | 1978 | 1979 |  |  |  |  |  |
| 19   | 17   | 18   | 23   | 20   | 18   | 15   | 14   | 9    | 10   |  |  |  |  |  |
| 1980 | 1981 | 1982 | 1983 | 1984 | 1985 | 1986 | 1987 | 1988 | 1989 |  |  |  |  |  |
| 8    | 6    | 6    | 8    | 10   | 11   | 15   | 14   | 10   | 11   |  |  |  |  |  |
| 1990 | 1991 | 1992 | 1993 | 1994 | 1995 | 1996 | 1997 | 1998 | 1999 |  |  |  |  |  |
| 6    | 4    | 5    | 2    | 2    | 2    | 2    | 3    | 4    | 4    |  |  |  |  |  |
| 2000 | 2001 | 2002 | 2003 | 2004 | 2005 | 2006 | 2007 | 2008 | 2009 |  |  |  |  |  |
| 4    | 5    | 5    | 5    | 5    | 4    | 4    | 4    | 4    | 5    |  |  |  |  |  |
| 2010 | 2011 | 2012 | 2013 | 2014 | 2015 | 2016 | 2017 | 2018 | 2019 |  |  |  |  |  |
| 5    | 5    | 6    | 6    | 6    | 6    | 6    | 5    | 5    | 5    |  |  |  |  |  |
| 2020 | 2021 | 2022 | 2023 | 2024 | 2025 |      |      |      |      |  |  |  |  |  |
| 5    | 5    | 5    | 5    | 5    | 5    |      |      |      |      |  |  |  |  |  |

Le tableau ci-contre récapitule le classement de la France et de Monaco au coefficient UEFA depuis 1960. Ce coefficient par nation est utilisé pour attribuer à chaque pays un nombre de places pour les compétitions européennes (Ligue des Champions et Ligue Europa) ainsi que les tours auxquels les clubs doivent entrer dans la compétition. Depuis 1990, le championnat français fait partie des six meilleurs championnats européens.
Jusqu'en 1997, la France n'envoie que le champion en Ligue des champions, les trois ou quatre équipes suivantes participant à la Coupe UEFA, sauf qualification pour la Coupe des Coupes. À partir de 1997, les vice-champions des huit meilleures ligues, dont a toujours fait partie la France depuis 1990, sont autorisés à participer au tour préliminaire. Depuis 1999, la France reçoit le droit d'envoyer ses deux meilleurs clubs dans une phase de groupes élargie à 32 clubs, le troisième pouvant y entrer par un ou deux tours préliminaires. Le club classé quatrième continue de se qualifier pour la Coupe UEFA, désormais connue sous le nom de Ligue Europa. Les places qualificatives pour la Coupe Intertoto (1995-2008) ont pu descendre jusqu'au dixième rang.
Depuis l'abolition de la Coupe d'Europe des vainqueurs de coupe en 1999, le vainqueur de la Coupe de France est qualifié pour la Ligue Europa. À partir de la création de la Coupe de la Ligue en 1994, le vainqueur de cette compétition est également qualifié pour l'édition suivante de la Ligue Europa.
D'autres dispositions s'appliquaient si le vainqueur d'une coupe européenne est français. La France pouvait disposer d'une place supplémentaire européenne au titre du fair play, de 1995 à 2015. Seul le RC Lens a bénéficié de cette qualification en 2003-2004. Désormais, les fédérations les plus fair play sont récompensées financièrement par l'UEFA.
À l'issue de la saison 2017-2018, le championnat de France est classé au 5e rang UEFA, derrière l'Espagne, l'Angleterre, l'Italie et l'Allemagne. Cette place implique qu'à l'issue du championnat 2018-2019, seules les quatre premières places du championnat assurent de participer à une coupe d'Europe lors de la saison 2019-2020 :
- Le champion et le vice-champion de la saison 2018-2019 sont qualifiés directement pour la phase de groupes de la Ligue des champions. Le troisième peut rejoindre la phase de groupes en passant par deux tours de qualification.
- Pour la Ligue Europa, le vainqueur de la Coupe de France 2018-2019 prend forcément la meilleure des trois places disponibles et celui de la Coupe de la Ligue 2018-2019 prend la moins bonne place. Étant donné que la France dispose de deux places directes en phase de groupes et une pour le deuxième tour de qualification, la vainqueur de la Coupe de France et le quatrième du championnat se qualifient pour les poules et le vainqueur de la Coupe de la Ligue accède au deuxième tour de qualification.
  - Si le vainqueur de la coupe de France est qualifié pour la Ligue des champions, la place directe pour la phase de groupes est rendue au championnat et le premier club non-qualifié pour la Ligue des champions la récupère[Note 7].
  - Si le vainqueur de la coupe de la Ligue est qualifié pour une compétition continentale par un autre moyen, la place pour la phase de qualification est rendue au championnat et le premier non-qualifié pour les coupes d'Europe en championnat la récupère.
  - Si les vainqueurs de deux coupes nationales rendent les deux places au championnat, le rang en championnat décide de l'ordre. Ainsi, le cinquième du championnat se qualifie pour la phase de groupes et le sixième du championnat se qualifie pour la phase de qualification.

Dans le meilleur des cas, il est possible que huit clubs du championnat se qualifient pour les compétitions de l'UEFA : cinq en Ligue des champions (trois places pour le podium de la Ligue 1, une place en tant que vainqueur de la Ligue des champions et une place en tant que vainqueur de la Ligue Europa) et trois en Ligue Europa.
| Rang 2025 | Pays      | 2020-2021 | 2021-2022 | 2022-2023 | 2023-2024 | 2024-2025 | Coefficient | Places en LC | Places en LC | Places en LC | Places en LC | Places en LC | Places en LE | Places en LE | Places en LE | Places en LE | Places en LE | Places en LEC | Places en LEC | Places en LEC | Places en LEC | Places en LEC |
| Rang 2025 | Pays      | 2020-2021 | 2021-2022 | 2022-2023 | 2023-2024 | 2024-2025 | Coefficient | PG           | TB           | T3           | T2           | T1           | PG           | TB           | T3           | T2           | T1           | PG            | TB            | T3            | T2            | T1            |
| --------- | --------- | --------- | --------- | --------- | --------- | --------- | ----------- | ------------ | ------------ | ------------ | ------------ | ------------ | ------------ | ------------ | ------------ | ------------ | ------------ | ------------- | ------------- | ------------- | ------------- | ------------- |
| 2         | Italie    | 16,285    | 15,714    | 22,357    | 21,000    | 21,875    | 97,231      | 4            | -            | -            | -            | -            | 2            | -            | -            | -            | -            | -             | 1             | -             | -             | -             |
| 3         | Espagne   | 19,500    | 18,428    | 16,571    | 16,062    | 23,892    | 94,453      | 4            | -            | -            | -            | -            | 2            | -            | -            | -            | -            | -             | 1             | -             | -             | -             |
| 4         | Allemagne | 15,214    | 16,214    | 17,125    | 19,357    | 18,421    | 86,331      | 4            | -            | -            | -            | -            | 2            | -            | -            | -            | -            | -             | 1             | -             | -             | -             |
| 5         | France    | 7,916     | 18,416    | 12,583    | 16,250    | 17,928    | 73,093      | 3            | -            | 1            | -            | -            | 2            | -            | -            | -            | -            | -             | 1             | -             | -             | -             |
| 6         | Pays-Bas  | 9,200     | 19,200    | 13,500    | 10,000    | 15,250    | 67,150      | 2            | -            | 1            | -            | -            | 1            | -            | -            | 1            | -            | -             | -             | -             | 1             | -             |
| 7         | Portugal  | 9,600     | 12,916    | 12,500    | 11,000    | 16,250    | 62,266      | 1            | -            | 1            | -            | -            | 1            | -            | -            | 1            | -            | -             | -             | -             | 1             | -             |
| 8         | Belgique  | 6,000     | 6,600     | 14,200    | 14,400    | 15,650    | 56,850      | 1            | -            | 1            | -            | -            | -            | 1            | -            | 1            | -            | -             | -             | -             | 1             | -             |

### Palmarès continental
Le tableau suivant récapitule le palmarès du football français et monégasque dans les coupes d'Europe organisées par l'Union des associations européennes de football (UEFA). Les clubs en gras indiquent les succès en finale, le reste correspond aux défaites subies en finale continentale.
| Année | Ligue des champions & Coupe des clubs champions | Coupe des vainqueurs de coupe (1961-1999) | Ligue Europa & Coupe UEFA | Supercoupe d'Europe               | Coupe Intertoto (1995-2008)                             |
| ----- | ----------------------------------------------- | ----------------------------------------- | ------------------------- | --------------------------------- | ------------------------------------------------------- |
| 1956  | Stade de Reims                                  |                                           |                           |                                   |                                                         |
| 1959  | Stade de Reims                                  |                                           |                           |                                   |                                                         |
| 1976  | AS Saint-Étienne                                |                                           |                           |                                   |                                                         |
| 1978  |                                                 |                                           | SEC Bastia                |                                   |                                                         |
| 1991  | Olympique de Marseille                          |                                           |                           |                                   |                                                         |
| 1992  |                                                 | AS Monaco                                 |                           |                                   |                                                         |
| 1993  | Olympique de Marseille                          |                                           |                           | Olympique de Marseille            |                                                         |
| 1995  |                                                 |                                           |                           |                                   | Girondins de Bordeaux RC Strasbourg                     |
| 1996  |                                                 | Paris Saint-Germain                       | Girondins de Bordeaux     | Paris Saint-Germain               | EA Guingamp                                             |
| 1997  |                                                 | Paris Saint-Germain                       |                           |                                   | AJ Auxerre SC Bastia Olympique lyonnais Montpellier HSC |
| 1999  |                                                 |                                           | Olympique de Marseille    |                                   | FC Metz Montpellier HSC Stade rennais FC                |
| 2000  |                                                 |                                           |                           |                                   | AJ Auxerre                                              |
| 2001  |                                                 |                                           |                           | Paris Saint-Germain ES Troyes AC  |                                                         |
| 2002  |                                                 |                                           |                           | Lille OSC                         |                                                         |
| 2004  | AS Monaco                                       | Olympique de Marseille                    |                           | Lille OSC                         |                                                         |
| 2005  |                                                 |                                           |                           | RC Lens Olympique de Marseille    |                                                         |
| 2006  |                                                 |                                           |                           | AJ Auxerre Olympique de Marseille |                                                         |
| 2008  |                                                 |                                           |                           | Stade rennais FC                  |                                                         |
| 2018  |                                                 | Olympique de Marseille                    |                           |                                   |                                                         |
| 2020  | Paris Saint-Germain                             |                                           |                           |                                   |                                                         |
| 2025  | Paris Saint-Germain                             |                                           | Paris Saint-Germain       |                                   |                                                         |

Depuis la création des compétitions européennes en 1955, sept équipes de première division ont disputé seize finales continentales (hors Coupe Intertoto) pour un total de trois victoires. L'équipe ayant disputé le plus de finales européennes est l'Olympique de Marseille (OM), avec cinq finales, suivie par le Paris Saint-Germain (PSG) qui lui en a disputé 4. En plus de la Ligue des champions, de la Coupe des coupes, de la Ligue Europa et de la Supercoupe, les clubs français se sont distingués dans la Coupe Intertoto. Cette compétition, qui permettait aux vainqueurs de se qualifier pour la Coupe UEFA, a vu douze clubs français obtenir chacun un titre.
Les années 1990 sont les plus prolifiques pour le football français. En 1993, l'OM bat un but à zéro l'AC Milan en finale de la Ligue des champions tandis qu'en 1996, le PSG s'impose contre le Rapid Vienne sur le même score en finale de la Coupe des coupes mais s'incline ensuite contre la Juventus de Turin en finale de la supercoupe de l'UEFA. Paris et Marseille participent à trois autres finales dans la décennie : revers contre l'Étoile rouge de Belgrade puis Parme pour l'OM, défaite contre le FC Barcelone pour le PSG. L'AS Monaco et les Girondins de Bordeaux atteignent également une finale européenne dans cette décennie, tous deux battus par un club allemand (respectivement le Werder Brême et le Bayern Munich).

### Coefficient UEFA des clubs
| Rang | Club                   | 2020-2021 | 2021-2022 | 2022-2023 | 2023-2024 | 2024-2025 | Coefficient |
| ---- | ---------------------- | --------- | --------- | --------- | --------- | --------- | ----------- |
| 5    | Paris Saint-Germain    | 24,000    | 19,000    | 19,000    | 23,000    | 33,500    | 118,500     |
| 31   | LOSC Lille             | 8,000     | 17,000    | -         | 17,000    | 24,000    | 66,000      |
| 45   | Olympique de Marseille | 6,000     | 16,000    | 8,000     | 18,000    | -         | 48,000      |
| 51   | Olympique lyonnais     | -         | 21,000    | -         | -         | 22,750    | 43,750      |
| 54   | AS Monaco              | -         | 15,000    | 9,000     | -         | 17,000    | 41,000      |
| 55   | Stade rennais FC       | 5,000     | 14,000    | 11,000    | 10,000    | -         | 40,000      |
| 87   | OGC Nice               | 3,000     | -         | 14,000    | -         | 3,000     | 17,000      |
| 108  | Stade brestois 29      | -         | -         | -         | -         | 16,750    | 16,750      |

## Organisation

### Fonctionnement et nom du championnat
À ses débuts en 1932, le championnat de France professionnel est géré par la commission du Championnat de France professionnel, commission de la Fédération française de football association qui chapeaute les clubs dits « autorisés » à rémunérer leurs joueurs. Le championnat s'appelle alors Division nationale. Le 23 octobre 1932, les clubs disposant d'une équipe professionnelle créent de plus l'Amicale des clubs amateurs utilisant des joueurs professionnels. Le 16 juin 1945, la FFFA décide de confier la gestion du football professionnel à un organisme qui s'occupera désormais d'organiser seul le championnat de France. L'association, déclarée le 12 mars 1946, prend le nom de « Groupement des clubs autorisés à utiliser des joueurs professionnels ». Elle devient le Groupement du football professionnel (GFP) le 15 janvier 1969.
Au conseil national de juillet 1969, le projet d'unification des championnats amateurs et professionnels, avec l'institution d'un nouveau championnat National, pour des équipes à statut à la fois professionnel et amateur, est acté. Cette réorganisation des championnats nationaux, opérée conjointement par la Fédération française de football et le Groupement du football professionnel, va s'opérer sur deux saisons entre 1970 et 1972. À la suite de la réforme, la Division nationale du championnat de France professionnel devient le premier échelon de la nouvelle pyramide et prend le nom de Division 1.
Le Groupement du football professionnel (GFP) change une nouvelle fois de nom le 20 février 1981 pour devenir la Ligue nationale de football (LNF), puis encore une fois le 7 juillet 2002 pour devenir la Ligue de football professionnel (LFP), date à laquelle la Division 1 devient la Ligue 1, nom actuel du championnat.

### Format de la compétition
| \| Paris SG LOSC Lille Olympique lyonnais · Olympique · de Marseille Montpellier HSC Stade de Reims · OGC Nice · RC Strasbourg Stade rennais FC · FC Nantes Stade brestois 29 Toulouse FC RC Lens AS Monaco Le Havre AC Angers SCO AS Saint-Étienne AJ Auxerre \| Localisation des clubs engagés dans le championnat 2024-2025 |
| Paris SG LOSC Lille Olympique lyonnais · Olympique · de Marseille Montpellier HSC Stade de Reims · OGC Nice · RC Strasbourg Stade rennais FC · FC Nantes Stade brestois 29 Toulouse FC RC Lens AS Monaco Le Havre AC Angers SCO AS Saint-Étienne AJ Auxerre                                                                    |

Le championnat oppose vingt clubs français en une série de trente-huit rencontres jouées durant la saison, puis passe à dix-huit clubs et trente-quatre rencontres à partir de la saison 2023-2024. Le classement est basé sur le barème suivant: une victoire vaut trois points, un match nul un, la défaite zéro point. Les critères de départage entre plusieurs équipes sont, dans l'ordre d'importance, le plus grand nombre de points, la plus grande différence de buts générale, les confrontations directes entre les équipes concernées (avec application de la règle des buts marqués à l'extérieur), le plus grand nombre de buts marqués, le plus grand nombre de buts marqués pendant une rencontre et la meilleure place au Challenge du fair-play (un point par joueur averti, trois points par joueur exclu).
À la fin de la saison, l'équipe terminant en tête du classement est sacrée championne de France, alors que les deux dernières sont reléguées en deuxième division et que l'antépénultième affronte le vainqueur des barrages de Ligue 2 en rencontre aller-retour. Un club sportivement relégué peut être repêché si une ou plusieurs équipes ayant fini dans les seize premières places sont rétrogradées administrativement ou si l’un des promus se voit refuser la promotion en Ligue 1.
Les quatre premières places du championnat sont qualificatives pour les compétitions européennes que sont la Ligue des champions et la Ligue Europa. Les deux autres places sont attribuées au vainqueur de la coupe de France et à celui de la coupe de la Ligue.
| Club                   | Dernière montée | Entraîneur             | Stade                     | Capacité théorique | Nombre de saisons en 2024-2025 |
| ---------------------- | --------------- | ---------------------- | ------------------------- | ------------------ | ------------------------------ |
| Paris Saint-Germain    | 1974            | Luis Enrique           | Parc des Princes          | 47 929             | 52e                            |
| Olympique lyonnais     | 1989            | Pierre Sage            | Groupama Stadium          | 59 186             | 66e                            |
| Stade rennais FC       | 1994            | Julien Stéphan         | Roazhon Park              | 29 194             | 68e                            |
| Olympique de Marseille | 1996            | Roberto De Zerbi       | Stade Vélodrome           | 67 394             | 75e                            |
| LOSC Lille             | 2000            | Bruno Génésio          | Stade Pierre-Mauroy       | 50 186             | 65e                            |
| OGC Nice               | 2002            | Franck Haise           | Allianz Riviera           | 35 624             | 66e                            |
| Montpellier HSC        | 2009            | Michel Der Zakarian    | Stade de la Mosson        | 32 900             | 43e                            |
| AS Monaco              | 2013            | Adi Hütter             | Stade Louis-II            | 18 523             | 66e                            |
| FC Nantes              | 2013            | Antoine Kombouaré      | Stade de la Beaujoire     | 35 322             | 57e                            |
| RC Strasbourg          | 2017            | Liam Rosenior          | Stade de la Meinau        | 26 109             | 64e                            |
| Stade de Reims         | 2018            | Luka Elsner            | Stade Auguste-Delaune     | 21 049             | 40e                            |
| Stade brestois 29      | 2019            | Éric Roy               | Stade Francis-Le Blé      | 15 220             | 19e                            |
| RC Lens                | 2020            | Will Still             | Stade Bollaert-Delelis    | 38 223             | 63e                            |
| Toulouse FC            | 2022            | Carles Martinez Novell | Stadium de Toulouse       | 33 150             | 35e                            |
| Le Havre AC            | 2023            | Didier Digard          | Stade Océane              | 25 180             | 26e                            |
| AJ Auxerre             | 2024            | Christophe Pélissier   | Stade de l'Abbé-Deschamps | 18 541             | 34e                            |
| Angers SCO             | 2024            | Alexandre Dujeux       | Stade Raymond-Kopa        | 19 350             | 32e                            |
| AS Saint-Étienne       | 2024            | Olivier Dall'Oglio     | Stade Geoffroy-Guichard   | 41 965             | 70e                            |
| Football Club de Metz  | 2025            | Bernard Serin          | Stade Saint-Symphorien    | 28 786             | 64e                            |

### Évolution du règlement

#### Relégation
Les deux derniers du classement final sont directement relégués et les deux premiers du niveau inférieur les remplacent. Un barrage en match aller-retour oppose l’antépénultième de Ligue 1 au vainqueur des barrages de Ligue 2, la première rencontre étant sur le terrain de l'équipe de deuxième division. Dans le cas où l’un des clubs de l'échelon inférieur ne peut assumer sa promotion ou celui où un club de première division est relégué administrativement, c'est un des relégués qui est repêché.
|  | Barrages de Ligue 2 - Match 1 | Barrages de Ligue 2 - Match 1 | Barrages de Ligue 2 - Match 1 | Barrages de Ligue 2 - Match 1 |   |   | Barrages de Ligue 2 - Match 2 | Barrages de Ligue 2 - Match 2 | Barrages de Ligue 2 - Match 2 | Barrages de Ligue 2 - Match 2 |  |  | Barrages Ligue 1 | Barrages Ligue 1 | Barrages Ligue 1 | Barrages Ligue 1 |
|  |                               |                               |                               |                               |   |   |                               |                               |                               |                               |  |  |                  |                  |                  |                  |
|  |                               |                               |                               |                               |   |   |                               |                               |                               |                               |  |  |                  |                  |                  |                  |
|  |                               |                               |                               |                               |   |   |                               |                               |                               |                               |  |  |                  |                  |                  |                  |
|  |                               |                               |                               |                               |   |   |                               |                               |                               |                               |  |  |                  |                  |                  |                  |
|  |                               |                               |                               |                               |   |   |                               |                               |                               |                               |  |  |                  |                  |                  |                  |
|  |                               |                               |                               |                               |   |   |                               |                               |                               |                               |  |  |                  |                  |                  |                  |
|  |                               |                               |                               |                               |   |   |                               |                               |                               |                               |  |  |                  |                  |                  |                  |
|  |                               |                               |                               |                               |   |   |                               |                               |                               |                               |  |  |                  |                  |                  |                  |
|  |                               |                               |                               |                               |   |   |                               |                               |                               |                               |  |  |                  |                  |                  |                  |
|  |                               |                               |                               |                               |   |   |                               |                               |                               |                               |  |  |                  |                  |                  |                  |
|  |                               |                               |                               |                               |   |   |                               |                               |                               |                               |  |  |                  |                  |                  |                  |
|  |                               |                               |                               |                               |   |   |                               |                               |                               |                               |  |  |                  |                  |                  |                  |
|  | Vainqueur du Match 2          | Vainqueur du Match 2          | 0                             | 0                             |   |   |                               |                               |                               |                               |  |  |                  |                  |                  |                  |
|  | Vainqueur du Match 2          | Vainqueur du Match 2          | 0                             | 0                             |   |   |                               |                               |                               |                               |  |  |                  |                  |                  |                  |
|  |                               |                               | 16e de Ligue 1                | 16e de Ligue 1                | 0 | 0 |                               |                               |                               |                               |  |  |                  |                  |                  |                  |
|  |                               |                               |                               |                               | 0 | 0 |                               |                               |                               |                               |  |  |                  |                  |                  |                  |
|  |                               |                               |                               |                               |   |   |                               |                               |                               |                               |  |  |                  |                  |                  |                  |
|  |                               |                               |                               |                               |   |   |                               |                               |                               |                               |  |  |                  |                  |                  |                  |
|  | 3e de Ligue 2                 | 3e de Ligue 2                 | 0                             | 0                             |   |   |                               |                               |                               |                               |  |  |                  |                  |                  |                  |
|  | 3e de Ligue 2                 | 3e de Ligue 2                 | 0                             | 0                             |   |   |                               |                               |                               |                               |  |  |                  |                  |                  |                  |
|  |                               |                               | Vainqueur du Match 1          | Vainqueur du Match 1          | 0 | 0 |                               |                               |                               |                               |  |  |                  |                  |                  |                  |
|  | 4e de Ligue 2                 | 4e de Ligue 2                 | Vainqueur du Match 1          | Vainqueur du Match 1          | 0 | 0 | 0                             | 0                             |                               |                               |  |  |                  |                  |                  |                  |
|  | 4e de Ligue 2                 | 4e de Ligue 2                 |                               |                               |   |   |                               | 0                             |                               |                               |  |  |                  |                  |                  |                  |
|  | 5e de Ligue 2                 | 5e de Ligue 2                 | 0                             | 0                             |   |   |                               |                               |                               |                               |  |  |                  |                  |                  |                  |
|  | 5e de Ligue 2                 | 5e de Ligue 2                 | 0                             | 0                             |   |   |                               |                               |                               |                               |  |  |                  |                  |                  |                  |
|  |                               |                               |                               |                               |   |   |                               |                               |                               |                               |  |  |                  |                  |                  |                  |

Ce système appliqué depuis la saison 2017-2018 succède à d'autres comme la triple relégation directe, le barrage simple opposant l’antépénultième de l'élite contre le troisième de l'antichambre ou de petits championnats d'après-saison impliquant jusqu'à quatre clubs (deux de D1 et deux de D2). À l'époque où la D2 était divisée en deux groupes, un premier match de pré-barrage, en une rencontre sèche, opposait les deuxièmes d'un groupe qui recevaient les troisièmes de l'autre groupe. Les deux vainqueurs s'affrontaient ensuite en matchs aller-retour et le vainqueur de cette confrontation disputait alors les barrages d'accession contre le 18e de D1, également en match aller-retour, la première rencontre étant toujours sur le terrain de l'équipe de D2.
Pour la saison 2022-2023, en vue de réduire le championnat à 18 clubs seulement, quatre clubs de D1 seront relégués directement. C’est-à-dire qu’il n’y aura pas de barrages en fin de saison, pour permettre le passage à 18 clubs lors de l’exercice 2023-2024. Deux clubs monteront de D2 en D1.

#### Bonifications
Afin de relancer le spectacle, la Ligue met en place plusieurs systèmes de bonification. Le bonus des années 1970 est le plus fameux. On accorde un point supplémentaire aux équipes marquant au moins trois buts en 1973-1974. Ainsi, un match nul 3-3 ou une rencontre se terminant sur un score fleuve de 5-4 est récompensé d'un point supplémentaire pour chaque équipe. Une telle règle pose un gros problème d'équité et ouvre la porte aux arrangements et aux matchs douteux. En effet, une équipe qui fait match nul sur le score de 3 à 3 remporte le même nombre de points (deux) qu'une équipe qui s'impose 2 à 0. De même, une équipe qui perd 3-7 inscrit un point, soit autant que toute équipe obtenant le match nul 0-0, 1-1 ou 2-2. La Ligue rectifie le tir dès la saison suivante en accordant un point supplémentaire uniquement à une équipe qui s'impose par au moins trois buts d'écart. Elle abandonne cette formule qui prêta à controverses en 1976. La Ligue testa également la victoire à trois points, inventée et appliquée en Angleterre depuis 1981, lors de la saison 1988-1989, et qui peut être vue aussi comme un point de bonus systématiquement accordé à toute équipe victorieuse. La système à trois points est finalement adopté en 1994.

#### Restriction du nombre d'étrangers
En 1932-1933, la D1 compte 113 joueurs étrangers sur 387, soit 29,2 %. On monte à 35 % en 1933-1934. Leur nombre est ensuite limité à trois, puis à deux, sur le terrain dès 1938. Malgré ces restrictions, les clubs de D1 conservent en moyenne plus de cinq joueurs étrangers dans leur effectif jusqu'à la guerre. De 1945 à 1955, le nombre moyen de joueurs étrangers par club de D1 passe de 1 à 3,45. Paul Nicolas, président du Groupement des clubs autorisés, ferme les portes du championnat aux joueurs étrangers le 27 avril 1955. Ceux étant déjà sous contrat peuvent cependant rester (ils ne sont plus que 16 en D1 en 1960), mais aucun joueur étranger ne peut plus être recruté. L'objectif de Nicolas est de favoriser la formation au sein des clubs. Entre 1961 et 1963, les clubs peuvent recruter un joueur étranger, mais la frontière est ensuite de nouveau fermée jusqu'en 1966. De nombreux joueurs africains profitent de la période de fermeture du marché étranger pour faire leur entrée en masse en D1. Les clubs jouent en effet sur la double nationalité de ces joueurs, tous nés sous autorité française, empire colonial oblige. À partir de 1966, le marché étranger ne sera plus jamais interdit aux clubs français. Le nombre de joueurs étrangers par club est d'abord limité à deux, puis à trois. L'arrêt Bosman modifie la donne en profondeur en créant de fait un marché européen ouvert à partir de la saison 1996-1997.

#### Remplacements
Le Groupement tente d'introduire le douzième homme en Championnat à partir de la saison 1959-1960. Dans un premier temps, un vote du 28 février 1959 décide que seul un gardien de but blessé pourra être remplacé. Un nouveau vote le 11 avril 1959 annule les décisions prises le 28 février. L'utilisation d'un remplaçant est finalement adoptée en 1967. Lors de la première journée de la saison 1967-1968, le Red Star est la première formation a procéder à un changement dès la sixième minute de jeu.
Un deuxième changement de joueur est autorisé depuis la saison 1976-1977. Aucun club n'utilise ses deux remplaçants lors de la première journée du championnat. Le LOSC et Rennes procèdent à leurs deux changements à l'occasion de la deuxième journée lors de matchs joués et perdus à l'extérieur le vendredi 13 août 1976.
Le troisième changement est introduit en 1995.
Le nombre de joueurs sur la feuille de match passe de 16 à 18 en 2010.
En 2020, la FIFA autorise les 5 changements dans tous les championnats, en raison du nombre croissant de matchs, que soit avec les clubs ou les sélections. La feuille peut désormais contenir 20 joueurs. Selon les règles retenues par l'Ifab, pour empêcher que le jeu ne soit trop perturbé, chaque équipe n'aura le droit de procéder à ces remplacements qu'à trois occasions, ceux effectués à la pause n'étant quant à eux pas comptabilisés dans ce décompte.

#### Stades
La Commission des stades de la Ligue de football professionnel demande que chaque club évoluant en Ligue 1 dispose d’enceintes confortables, accueillantes et sûres. Afin de répondre à ces exigences, un certain nombre de règles a été établi.
Il est demandé aux équipes de Ligue 1 d'évoluer dans un stade répondant à des contraintes tant au niveau du confort des acteurs du jeu (terrains, vestiaires...) qu'au niveau du confort des spectateurs (sanitaires, buvette...). Le club doit également répondre d'obligations vis-à-vis des médias, de la sécurité et des conditions dans lesquelles se déroule le match.

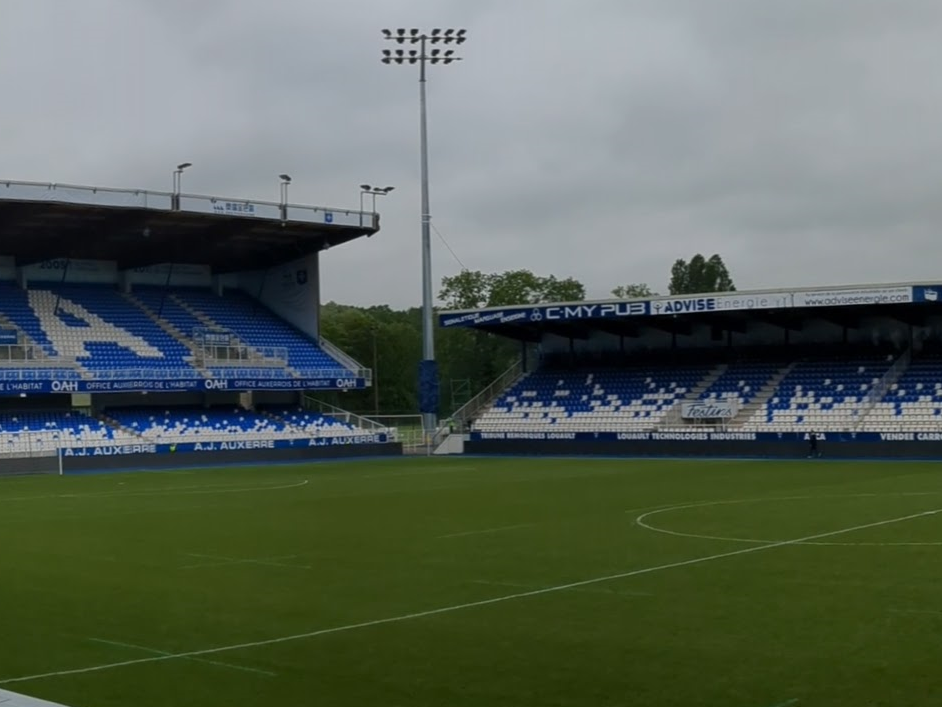
Stade de l'Abbé-Deschamps (Auxerre)
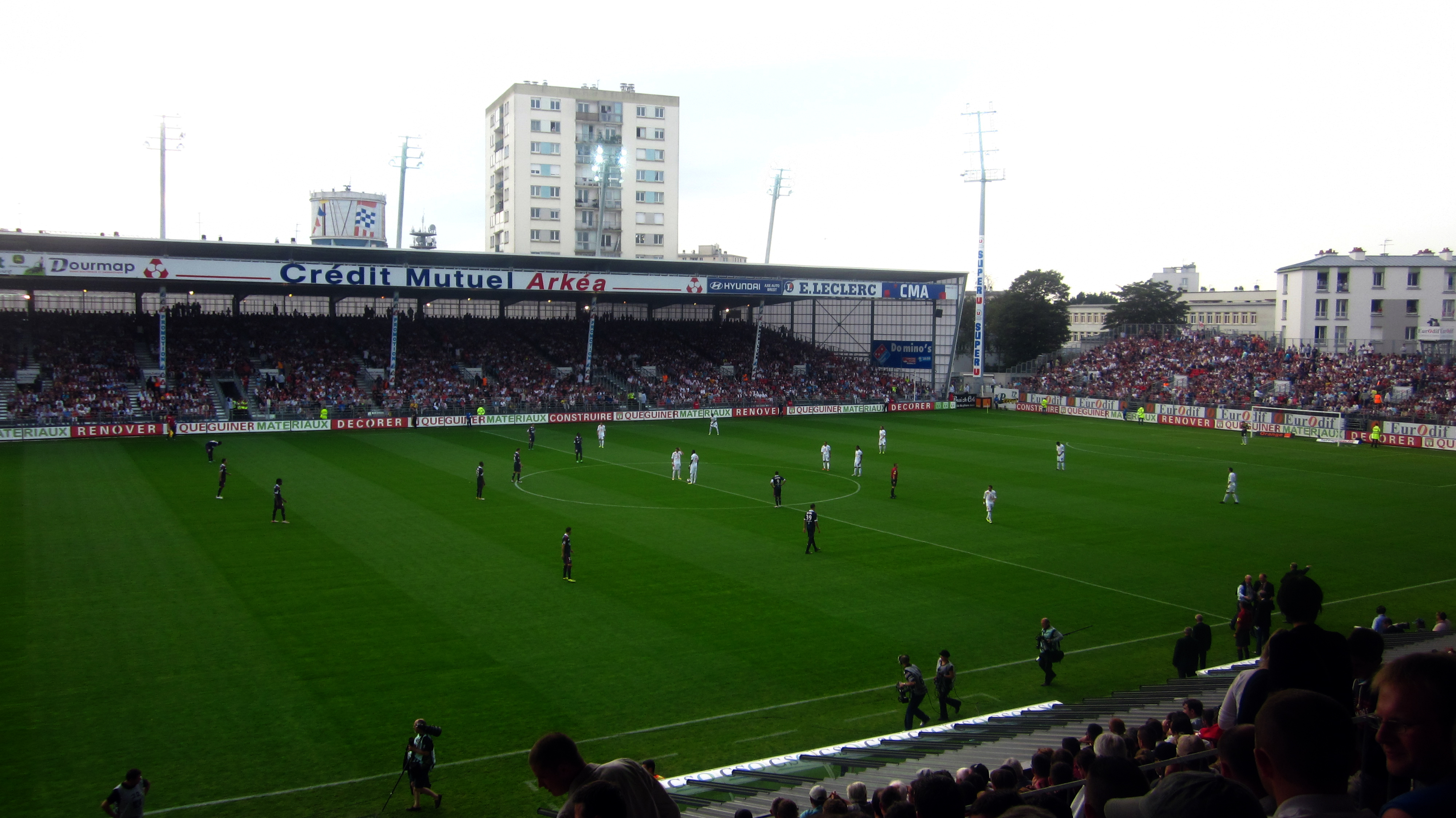
Stade Francis-Le Blé (Brest)
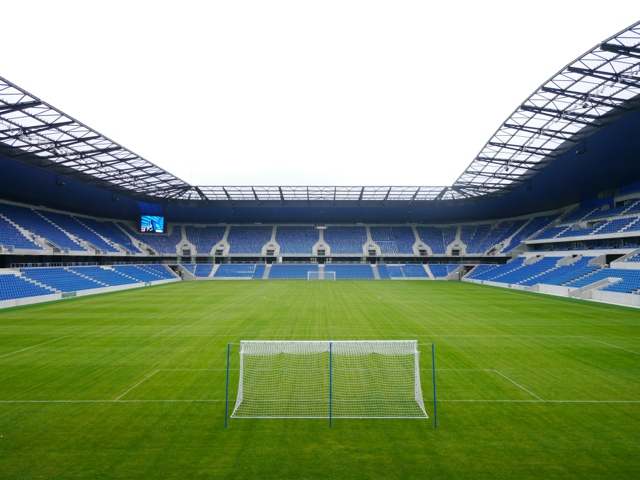
Stade Océane (Le Havre)
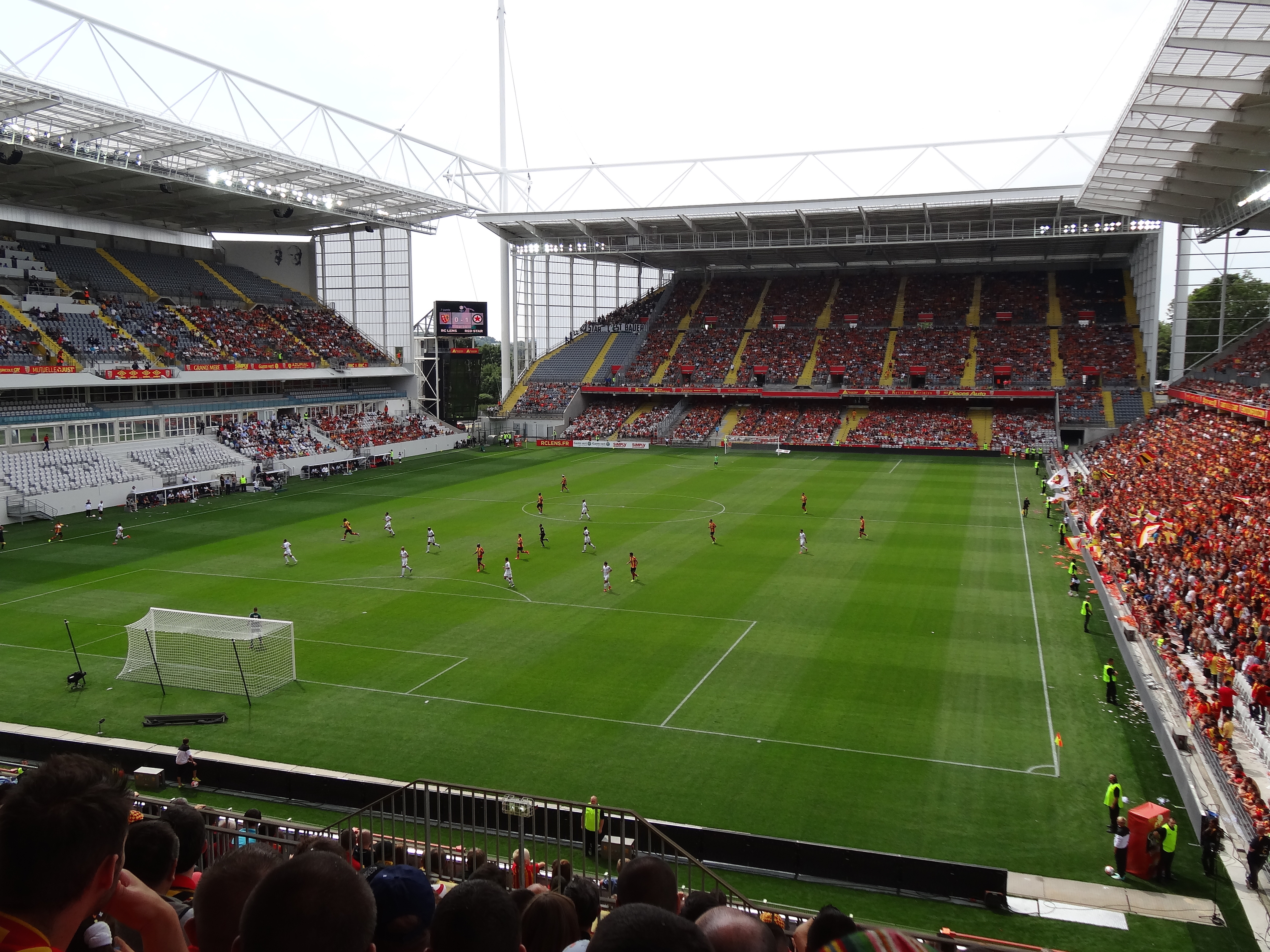
Stade Bollaert-Delelis (Lens)
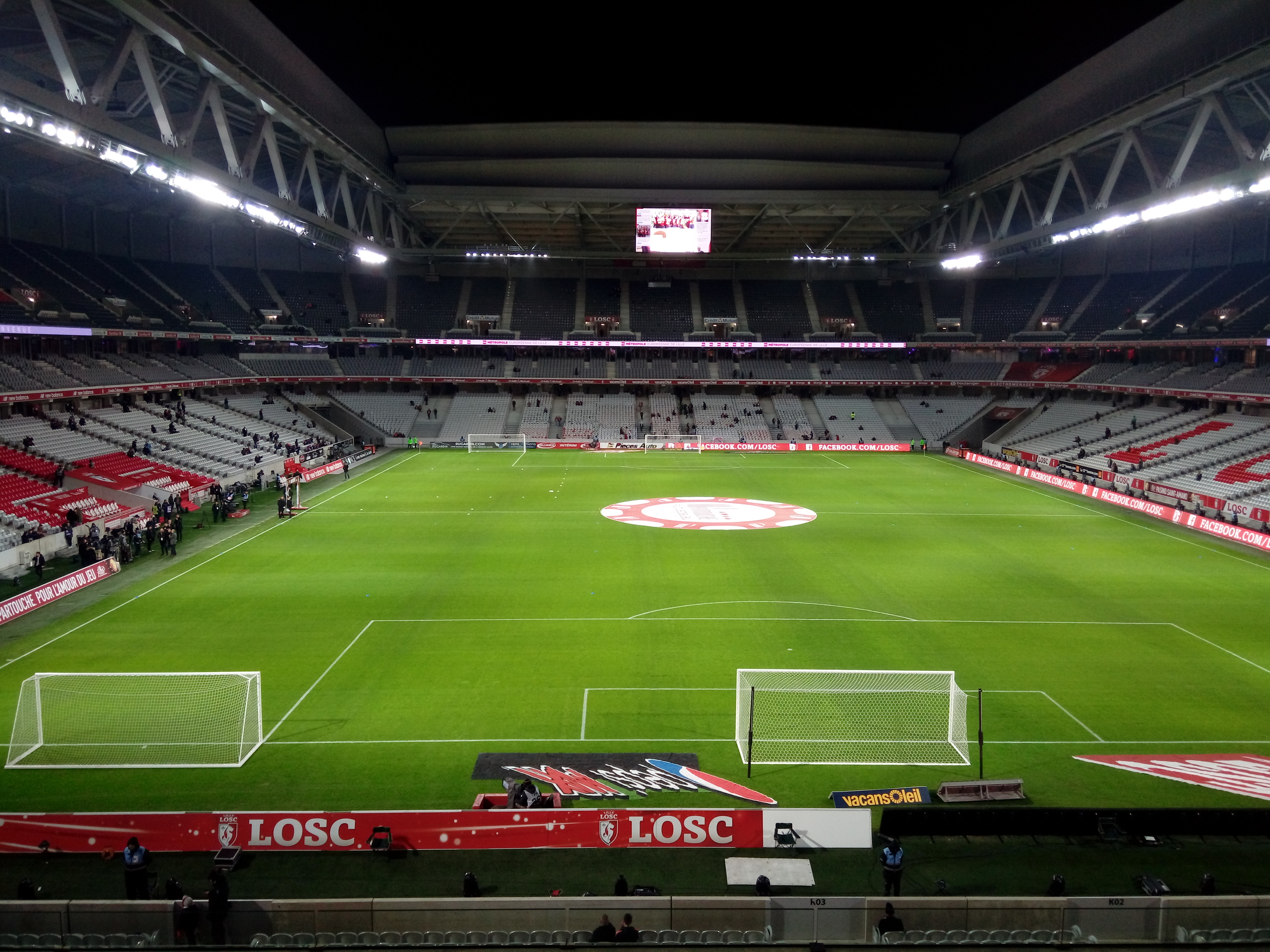
Stade Pierre-Mauroy Villeneuve-d'Ascq (Lille)
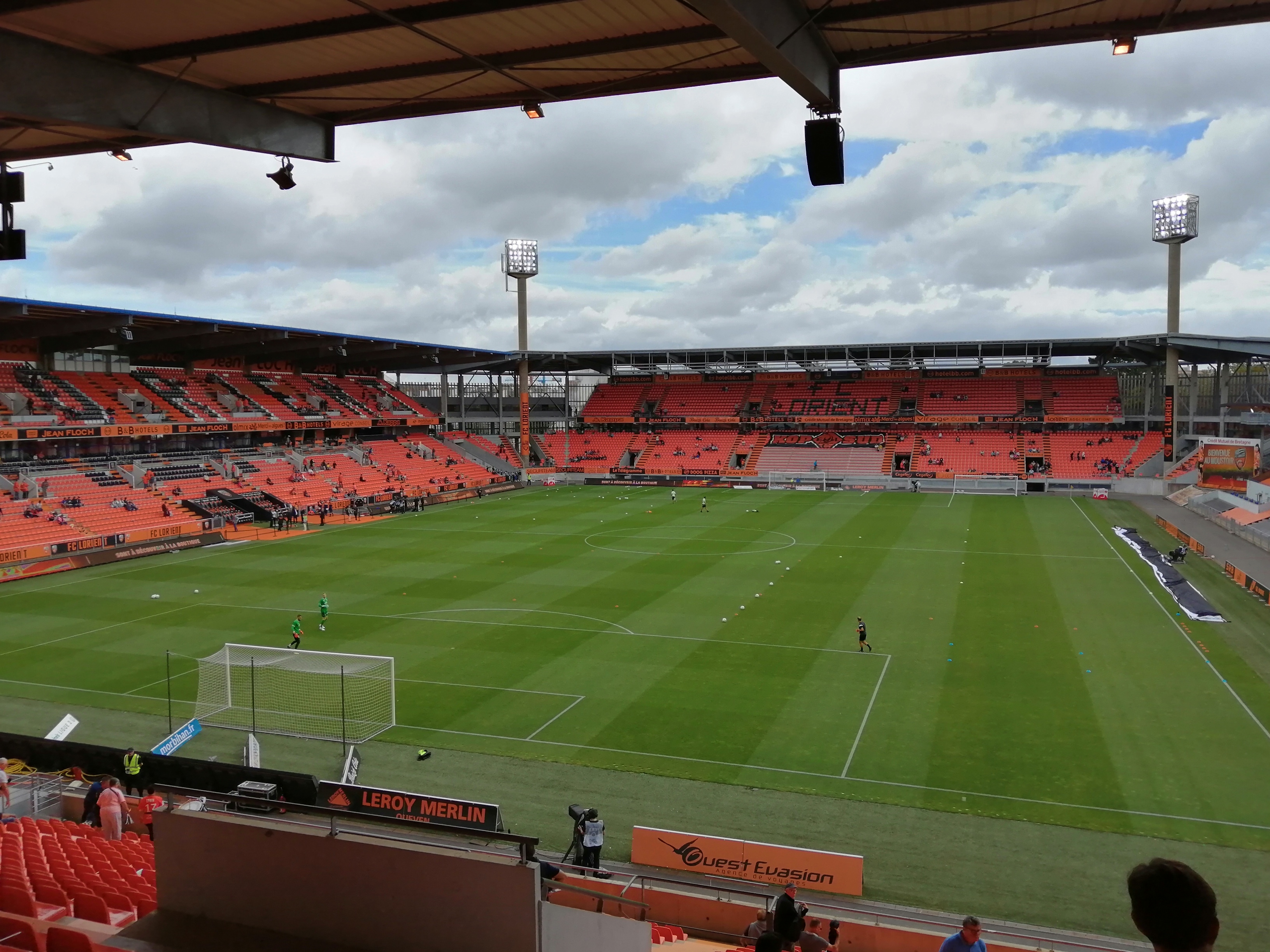
Stade du Moustoir (Lorient)
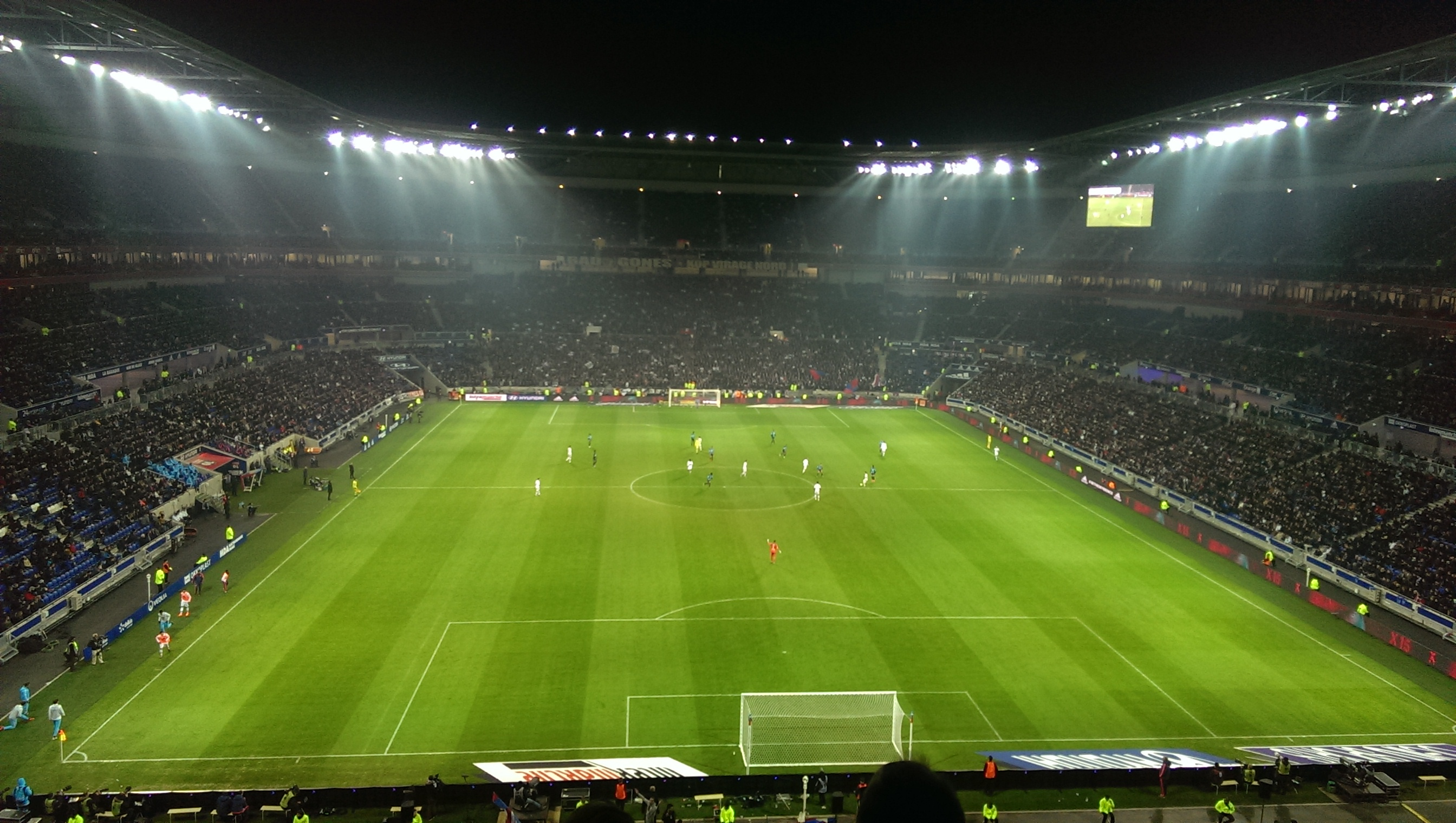
Groupama Stadium Décines-Charpieu (Lyon)
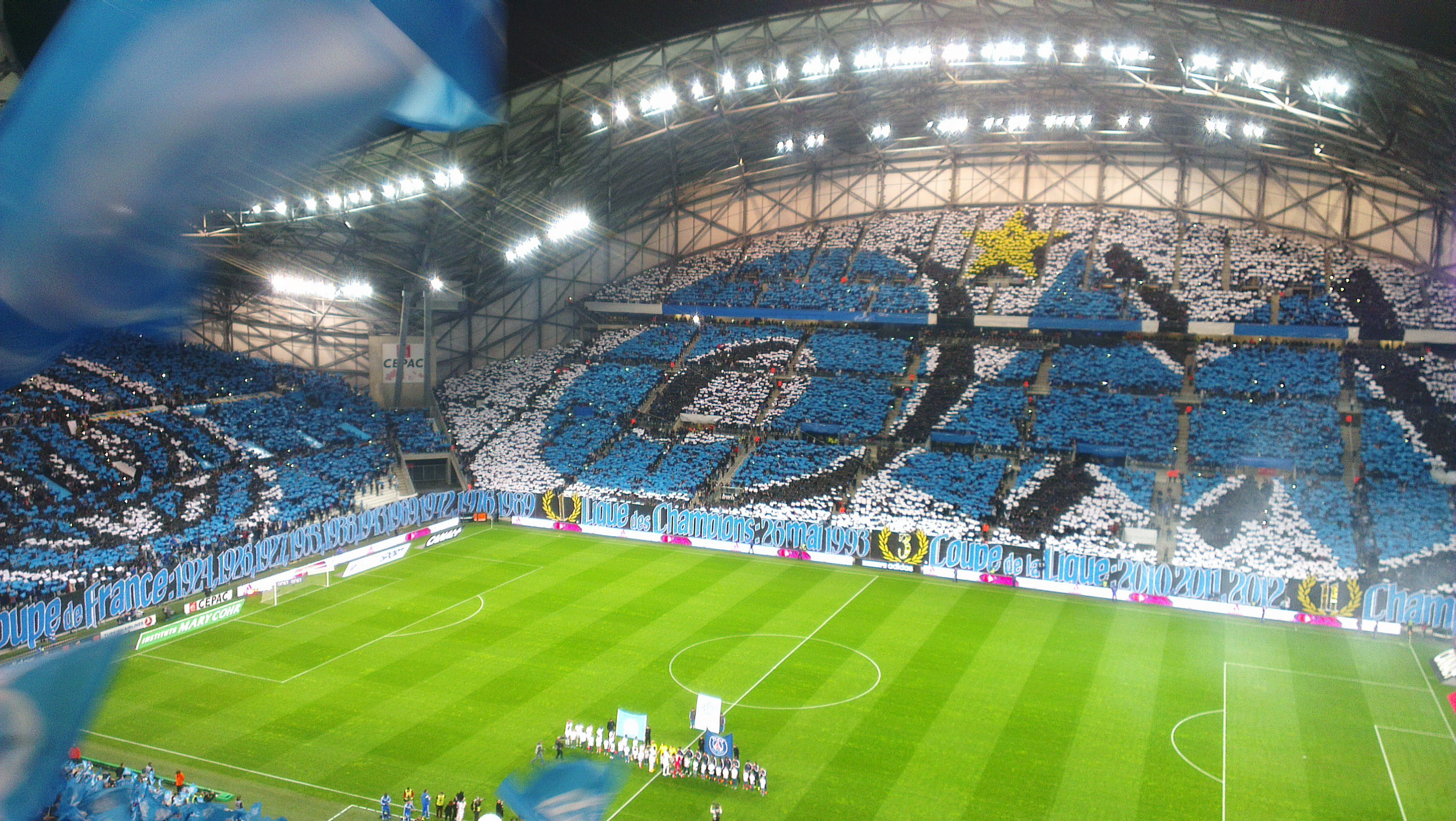
Orange Vélodrome (Marseille)
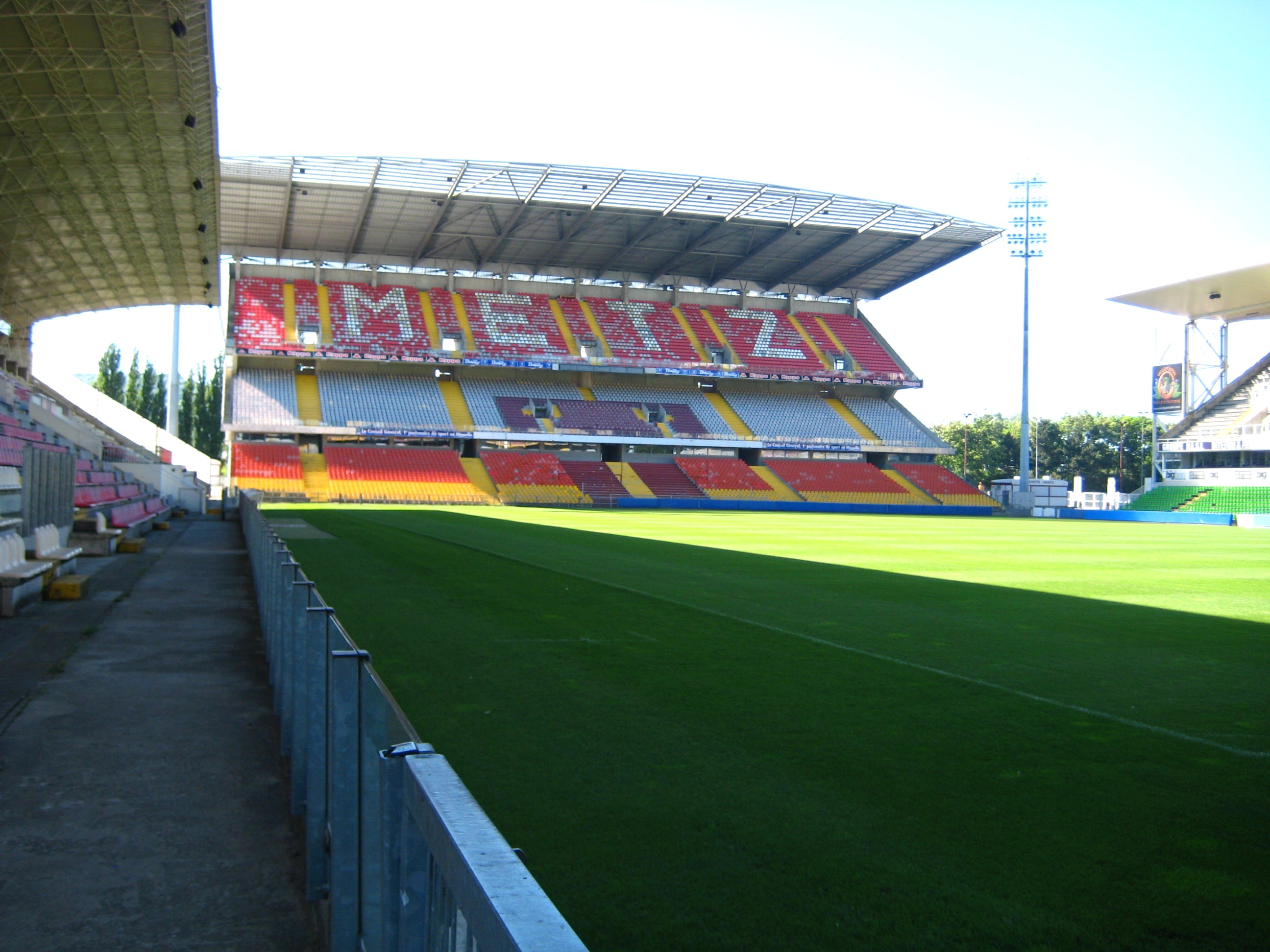
Stade Saint-Symphorien (Metz)
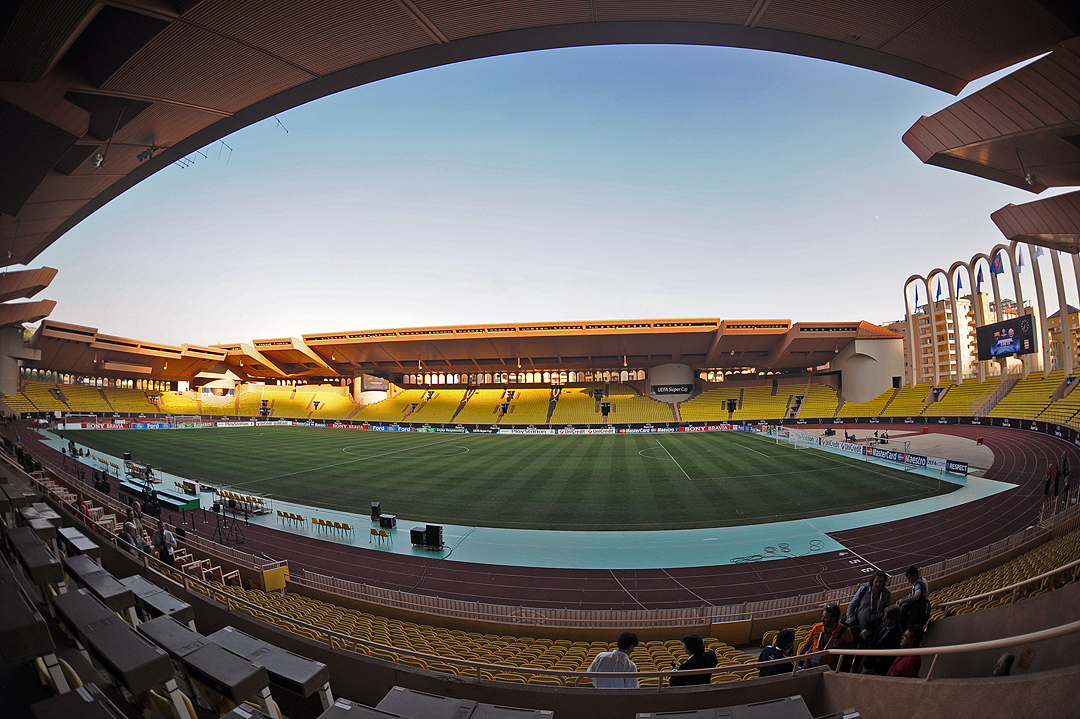
Stade Louis-II (Monaco)
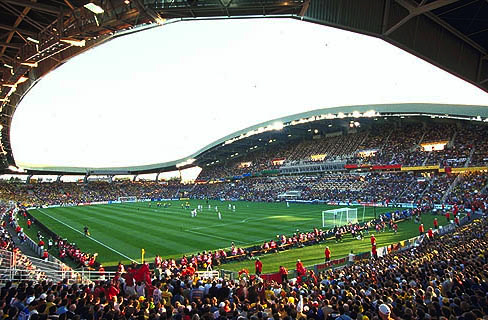
Stade de La Beaujoire (Nantes)
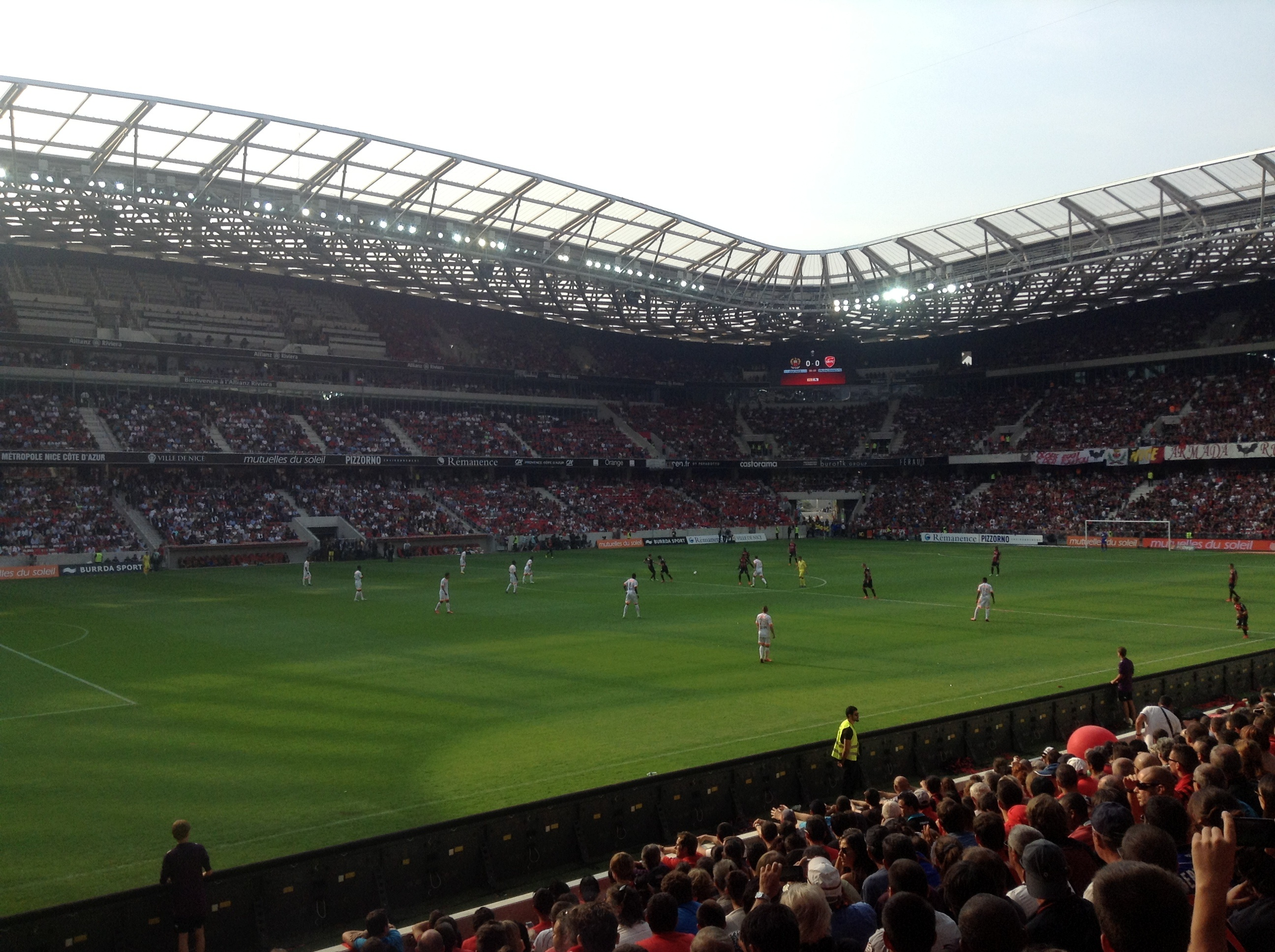
Allianz Riviera (Nice)
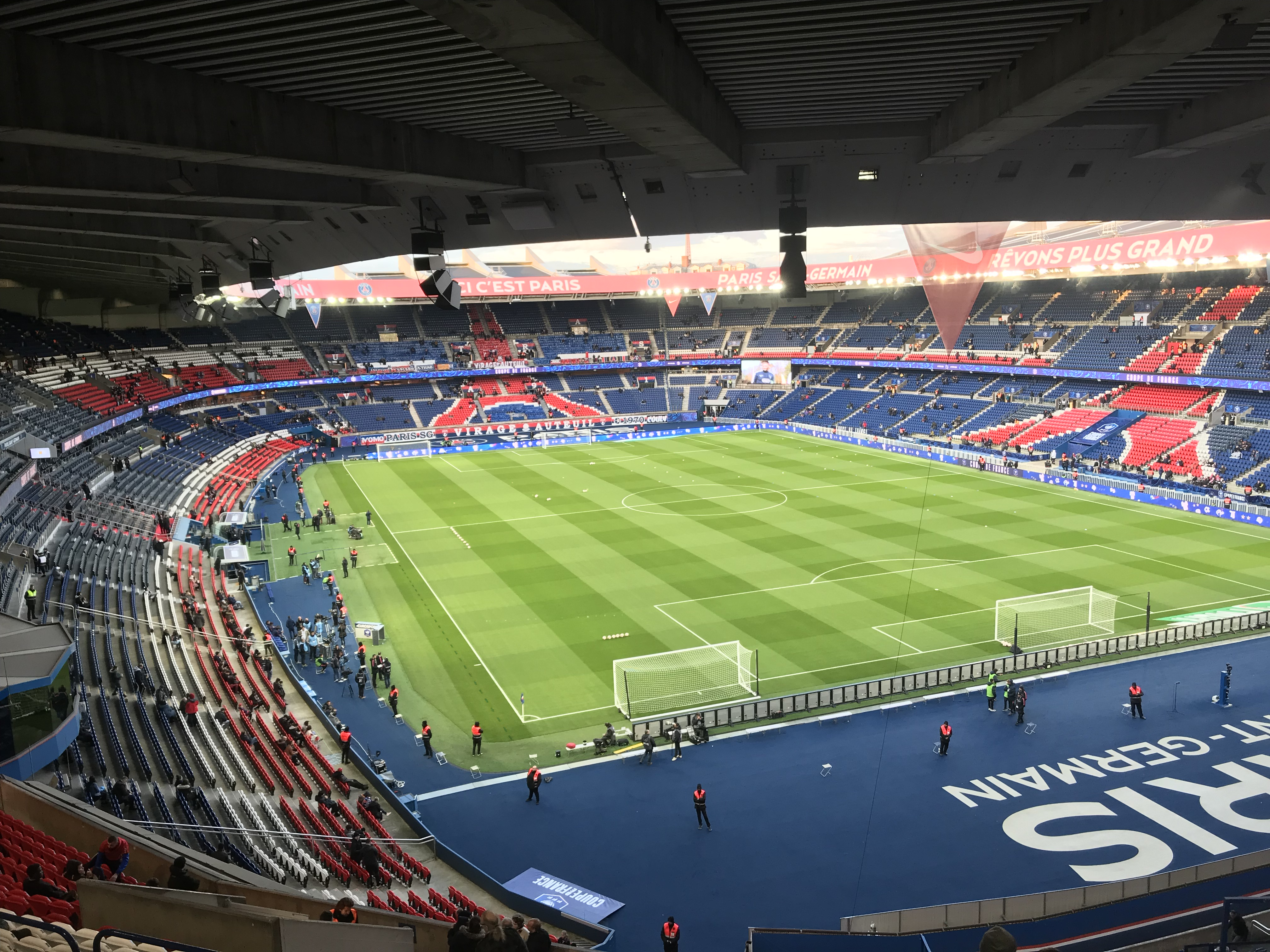
Parc des Princes (Paris)
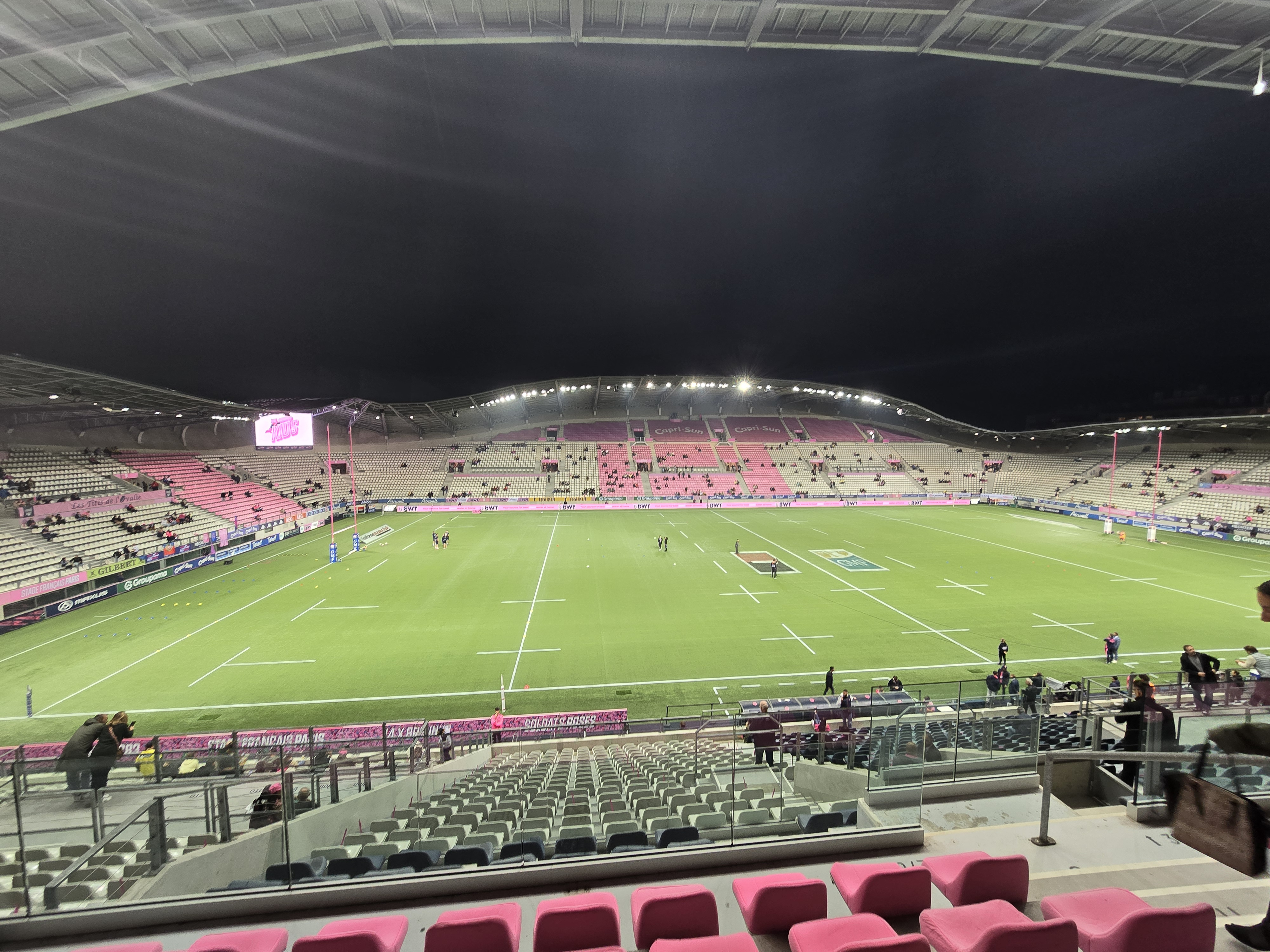
Stade Jean-Bouin (Paris)
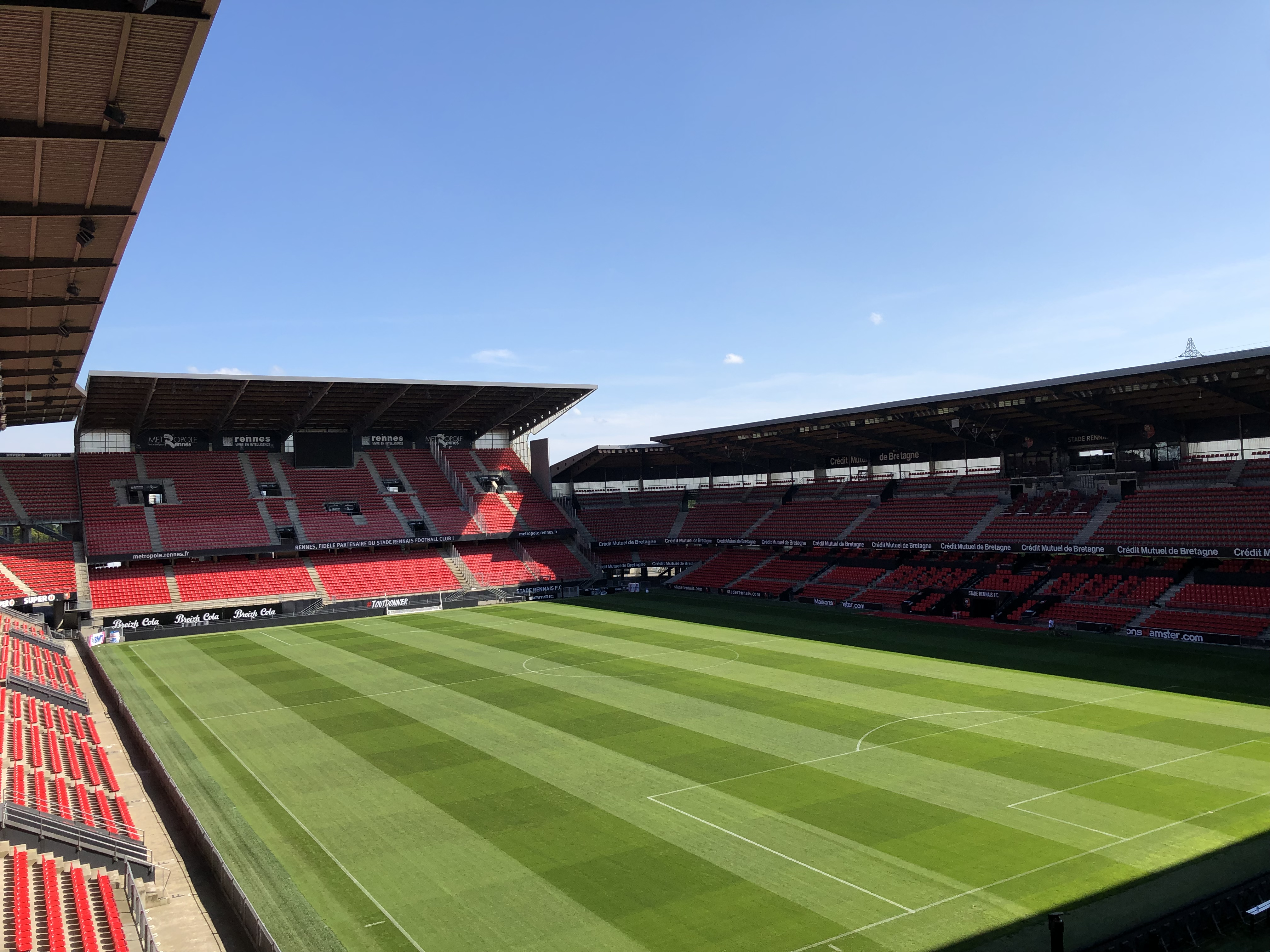
Roazhon Park (Rennes)
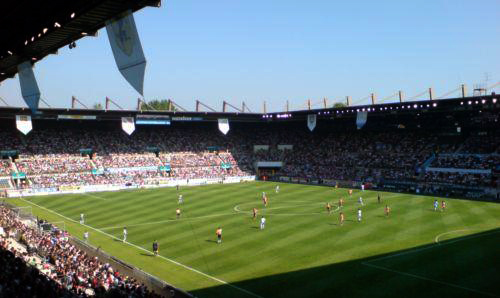
Stade de la Meinau (Strasbourg)
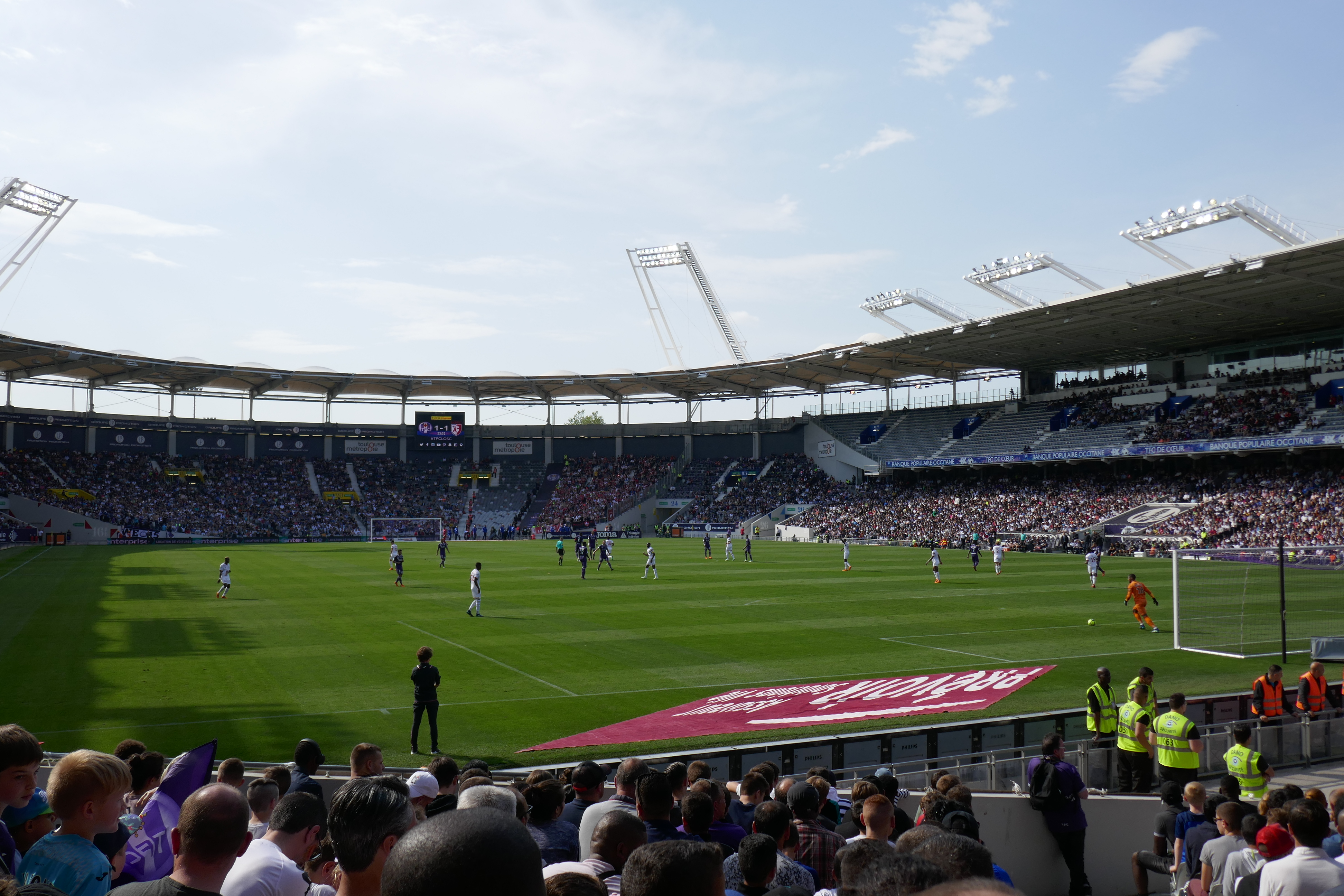
Stadium de Toulouse (Toulouse)

#### Matériel
Depuis la saison 2009-2010, un ballon unique est utilisé lors des rencontres. Les ballons sont fournis par l'équipementier allemand Puma. En janvier 2012, la Ligue de football professionnel et Puma lancent un nouveau design pour le ballon de la Ligue 1 jusqu’à la fin de la saison 2011-2012 ; il est de couleur rose bonbon et apporte de la « fraîcheur et de l'innovation », selon le site de la LFP.
Lors de la saison 2012-2013, les ballons sont fournis par Adidas. Mais pour la saison 2017-2018, le ballon officiel est fourni par Uhlsport. Son nom est « Elysia ». Ce ballon a été annoncé par la Ligue de football professionnel le 29 mai 2017. Pour la saison 2022-2023, Kipsta, la marque de Decathlon dédiée aux sports collectifs, signe un accord jusqu'en 2027 pour fournir des ballons qui seront utilisés pour la Ligue 1 et la Ligue 2.

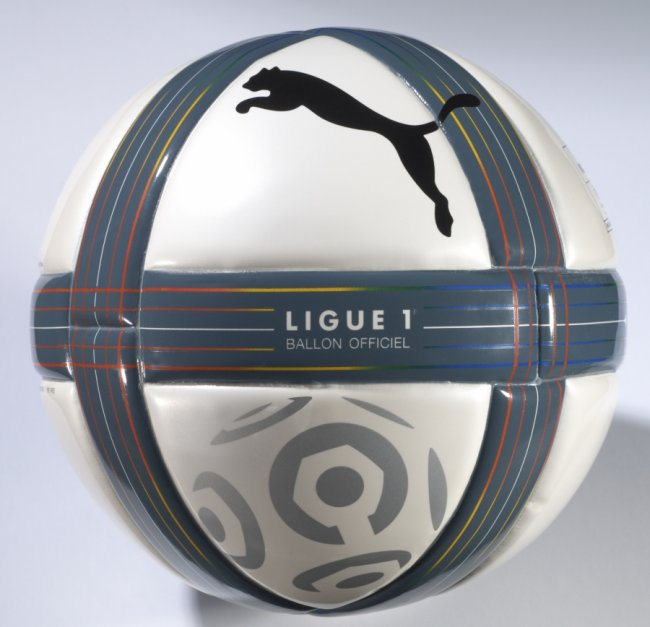
Ballon officiel 2010-2011.
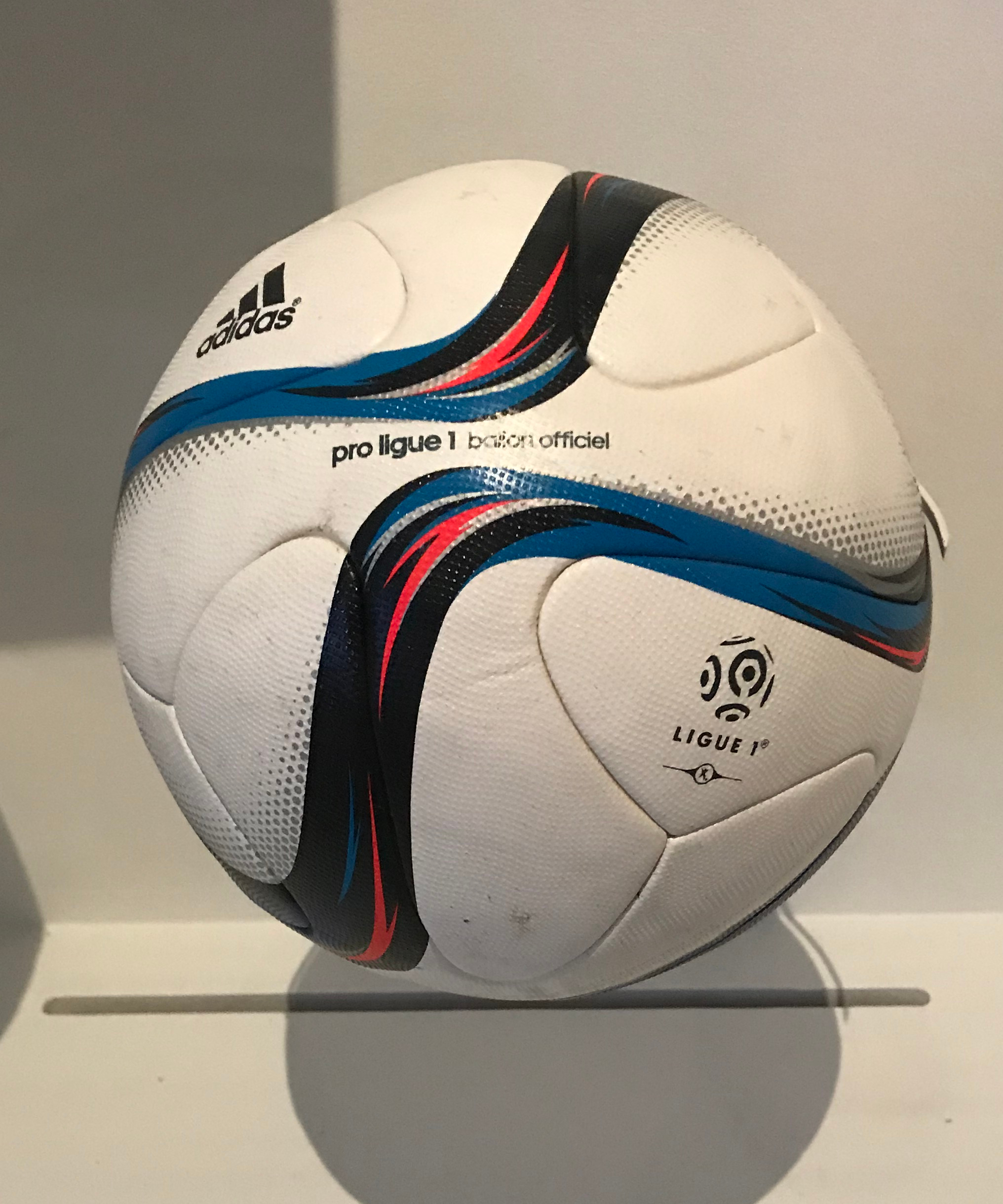
Ballon officiel 2015-2016.

#### Arbitrage

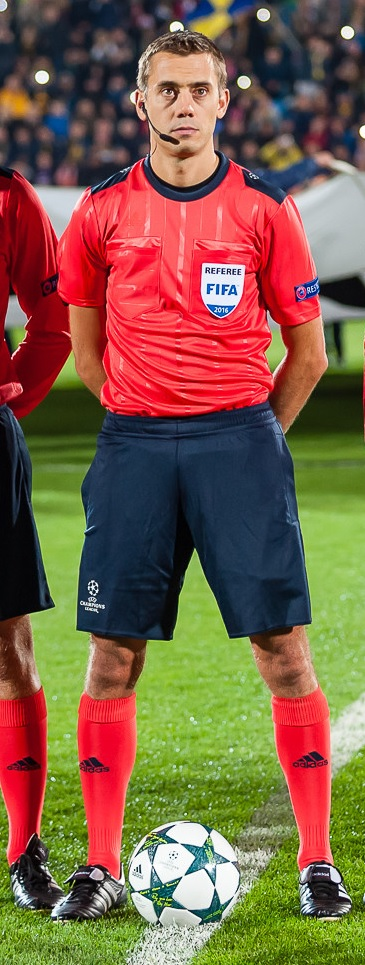
Clément Turpin, seul arbitre français sélectionné pour arbitrer des matchs lors de la Coupe du monde 2018 en Russie.

Un groupe d'arbitres est retenu en début de saison pour être les arbitres principaux des matchs de première division (ils étaient 24 quand la Ligue 1 comptait 20 clubs, ils sont 20 lors de la saison 2024-2025, disputée par 18 clubs). À l'issue de la saison, un classement est établi en fonction de leurs performances et le moins bon arbitre est rétrogradé en division inférieure. En 2023-2024, les trois premiers du classement sont François Letexier, Benoît Bastien et Clément Turpin.
Parmi les arbitres de Fédérale 1, les meilleurs deviennent internationaux et peuvent être appelés à arbitrer des matchs de coupe d'Europe des clubs, voire des confrontations entre équipes nationales. Parmi eux on compte par exemple dans les années 2010 Antony Gautier, qui a participé à plusieurs matchs de Ligue des Champions, de Ligue Europa et des éliminatoires du championnat d'Europe de football 2012, et Clément Turpin, qui devient en décembre 2009 le plus jeune arbitre français désigné arbitre international par la FIFA.

En 2011, plusieurs arbitres de première division menacent de retarder volontairement les coups d'envoi des matchs de la 26e journée du championnat, dont notamment Olympique de Marseille – Lille OSC, décisif pour le titre de champion de France. Ils se justifient par les continuelles critiques reçues de la part des clubs lors des semaines précédentes et évoquant « le mépris profond des arbitres par tous les acteurs du football ». Face à la décision du Syndicat des Arbitres de Football Elite (SAFE), la Fédération française de football, en accord avec la Ligue de football professionnel, a procédé à la désignation de nouveaux arbitres de niveau National, qui respecteraient les règlements de la Fédération.

## Symboles

### Logotype

Logo de la D1 entre 1998 et 2002.
Premier logo de la Ligue 1 de 2002 à 2008, avec le naming d'Orange.
Logo de 2008 à 2017 avec l'apparition de l'Hexagoal.
Logo durant la saison 2012-2013 pour les 80 ans du championnat.
Logo de 2017 à 2020, avec le contrat de nommage de Conforama.
Logo durant les saisons 2020-2021 et 2021-2022, avec le contrat de nommage de Uber Eats.
Logo durant les saisons 2022-2023 et 2023-2024, avec le contrat de nommage de Uber Eats écrit uniquement en blanc.
Logo à partir de la saison 2024-2025, avec le contrat de nommage de McDonald's.

### Le trophée
L'Olympique lillois et son capitaine Georges Beaucourt reçoivent à l'issue de la finale du 14 mai 1933, des mains du sous-secrétaire d'État à l'éducation nationale, M. Ducos, la coupe récompensant le champion de France professionnel. Il s'agit d'ailleurs plus d'un vase que d'une coupe (pas d'anse). Ce trophée est offert par le journal Le Petit Parisien. Lille conserve définitivement ce premier trophée et Le Petit Parisien finance un nouveau trophée, différent du premier, mais toujours sans anse, qui reste en activité jusqu'en 2002. On remplace juste la plaque mentionnant Le Petit Parisien après la Seconde Guerre mondiale par une autre au nom du Parisien Libéré. Toutefois, il n'exista que très rarement de véritables cérémonies de remise officielle. Au milieu des années 1980, la Ligue tente pourtant de rétablir cet usage. On se souvient ainsi de la remise du trophée aux Girondins de Bordeaux à domicile contre l'AS Monaco en 1985, et celle de l'AS Monaco à domicile contre le FC Nantes en 1997. Pour récompenser l'AS Saint-Étienne de ses dix titres, un « super trophée » lui est remis en 1981 : il s'agit du trophée remis tous les ans au champion, mais à l'échelle 1,5.
Avec le changement de nom du championnat, un nouveau trophée est créé : le Trophée de Ligue 1. Une cérémonie de remise calquée sur le modèle anglais est également instaurée. Représentant de manière stylisée un torse, il est présenté pour la première fois au public le 6 mai 2003. Pour honorer l'Olympique lyonnais, cinq fois champion consécutivement, il fut décidé que le club le conserverait définitivement après le titre de 2006. Le nouveau trophée — baptisé Hexagoal — est remis pour la première fois à l'Olympique lyonnais à l'issue de la saison 2006-2007. Il est utilisé pendant 17 ans jusqu'à la saison 2023-2024, la LFP ayant décidé de le remplacer par un nouveau trophée à partir de la saison 2024-2025.

L'« Hexagoal », le trophée de la saison 2006-2007 à 2024-2025.
Le trophée depuis la saison 2024-2025.

### L'affiche
Depuis la mise en place d'un championnat en 1894, certaines rivalités ont engendré des « affiches » focalisant l'intérêt des supporteurs et des médias. La première affiche du championnat remonte à la fin du XIXe siècle et opposa, de 1894 aux premières années du XXe siècle, les clubs parisiens du Standard AC et du Club français. L'effectif du Standard était principalement composé de joueurs britanniques tandis que les Clubistes étaient majoritairement Français.
Durant les dix années précédant la Première Guerre mondiale, c'est l'âge d'or des derbies , avec la multiplication d'affiches mettant aux prises des clubs de la même ville. L'Olympique de Marseille avait ainsi fort à faire au niveau local face au Stade helvétique de Marseille. De 1919 à 1932, la Coupe de France est la compétition de référence et initie les premières rivalités régionales. La création du championnat professionnel en 1932 accentue cette tendance. La politique « un club, une ville », illustrée notamment par la fusion forcée des trois clubs professionnels de Bordeaux en 1937 élimine ainsi du calendrier les derbies internes à une même ville, et même Paris ne dispose depuis 1990, date de la relégation du Matra Racing, que d'un seul club parmi l'élite, malgré des discours convenus sur l'intérêt de mettre en place un deuxième grand club à Paris.

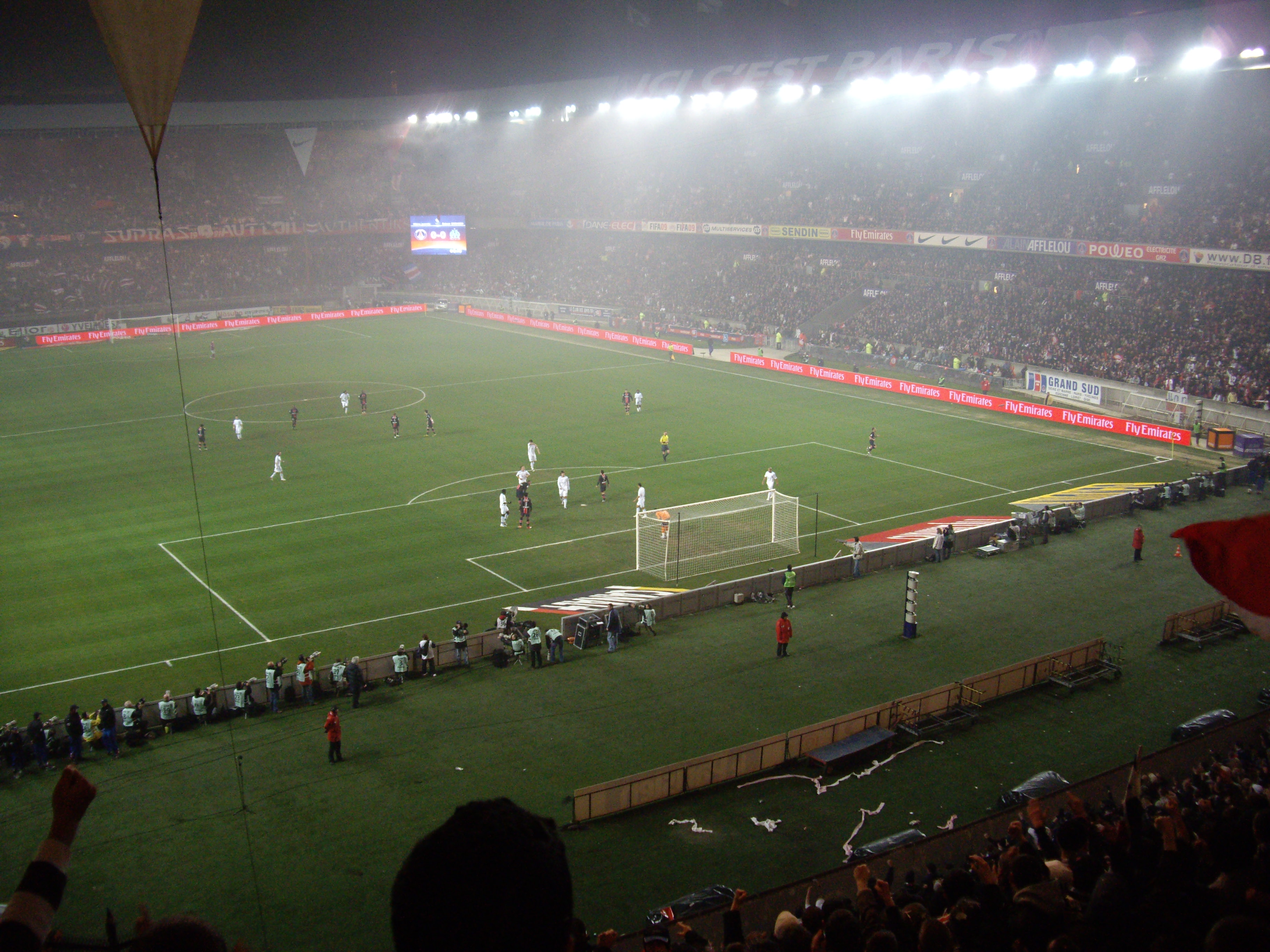
Le "Classique" ou "Classico" (match PSG-OM) est une des affiches récurrentes du championnat.

Dès lors, les derbies régionaux s'imposent comme des rendez-vous incontournables du calendrier après 1945. Ces rivalités, au-delà de l'enjeu sportif, se font souvent l'écho d'antécédents historiques et sociaux entre deux villes voisines. C'est le cas du derby Rhône-Alpin, opposant Lyon, « la bourgeoise», à Saint-Étienne, « la minière » et nourrissant de nombreuses légendes entre deux clubs forts de 17 titres nationaux. On compte également le derby du Nord, opposant Lille à Lens, le derby de l'Est entre Metz et Strasbourg, de la Côte d'Azur entre Nice et Monaco ou encore le derby de l'Atlantique entre Bordeaux et Nantes.
À l'image de la rivalité entre le Standard et le Club Français de la fin du XIXe siècle, des chocs émergent également du calendrier à la faveur des résultats tels qu'entre le RC Paris et le Lille OSC de 1945 à 1955. De même, le Stade de Reims remplace Lille comme rival du Racing durant les années 1950 et années 1960.
Le premier grand classique voit le jour entre Nantes et Saint-Étienne, qui rivalisent pour le titre du milieu des années 1960 au début des années 1980. Se partageant 15 championnats en 20 ans, les rencontres entre les deux clubs constituent le match au sommet de la première division. Cette hégémonie est entrecoupée au début des années 1970 par l'Olympique de Marseille, qui orchestrera par le biais de son président Leclerc, également directeur journal But !, les bases d'un second classique du championnat entre Marseille et Saint-Étienne.
Dans les années 1980, les Girondins de Bordeaux s'imposent en haut du championnat sous la direction de Claude Bez et l'opposition face à l'OM de Bernard Tapie, constitue à son tour un classique à la mesure des présidents des deux clubs. À la suite des déboires du président Bez, le PSG version Canal+ devient le principal adversaire de l'OM, jouant sur une rivalité populaire entre Paris et la province. Au début des années 2000, le classique OM-PSG prend le terme hispanisé de « Classico » (bien qu'il s'écrive avec deux S), et s'affirme comme étant l'équivalent français de la rivalité entre Barcelone et le Real Madrid. Avec la domination de l'Olympique Lyonnais dans les années 2000, un nouveau classique est médiatisé, toujours avec l'Olympique de Marseille et prend le nom controversé d'« Olympico » du fait qu'il oppose les deux « Olympiques ».
Avec l'arrivée du Qatar au capital du Paris SG, et du millionnaire russe Dmitiri Rybolovlev à l'AS Monaco, par opposition au Classico les médias donnent le nom de Ca$hico à ce match.

### Signes distinctifs sur les maillots

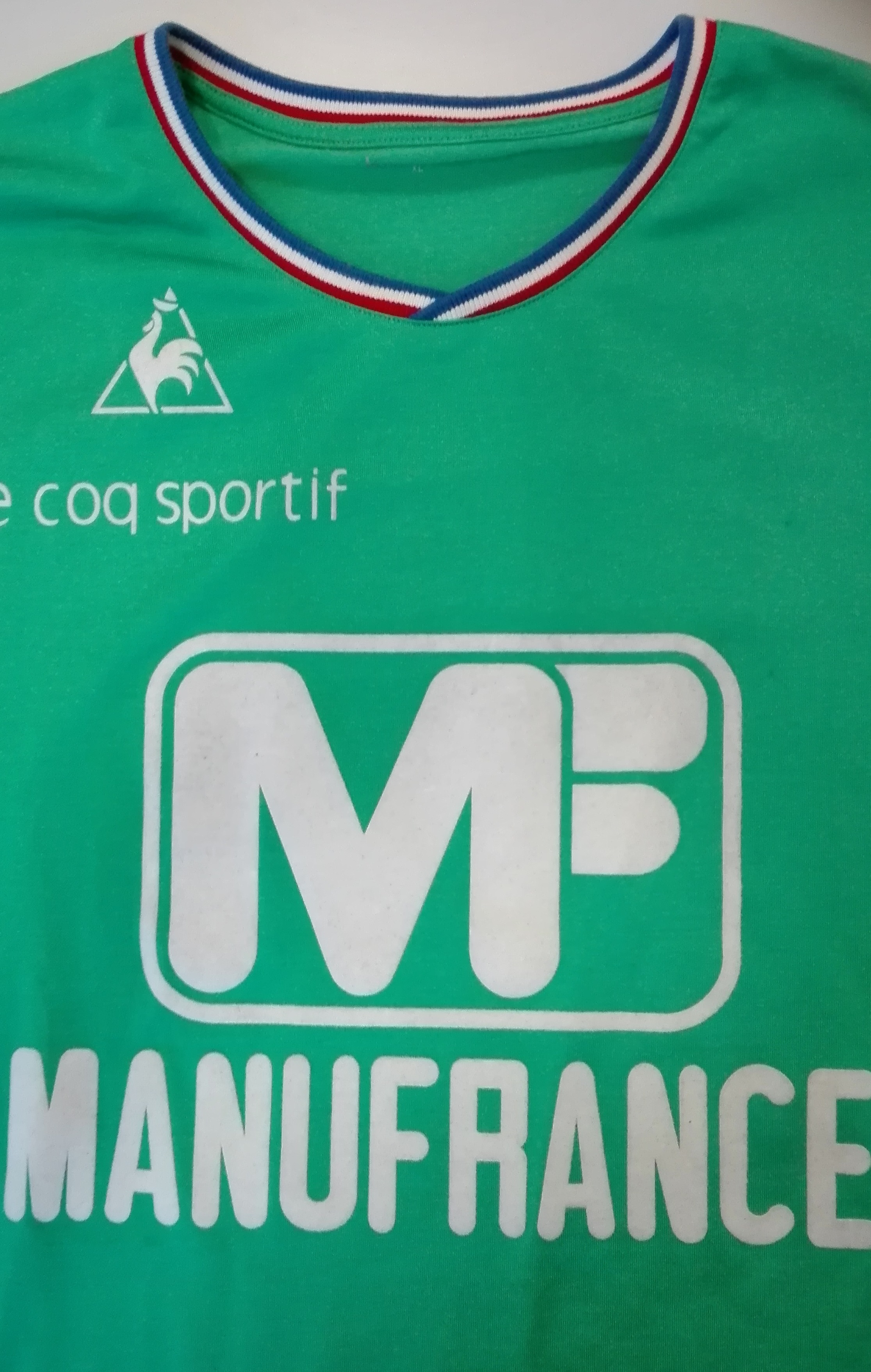
Maillot AS Saint-Étienne champion de France 1976 avec liseré tricolore.

Jusqu'au début des années 2000, le champion de France n'avait pas de signe distinctif sur son maillot contrairement à des championnats comme la Serie A italienne ou encore la Premier League anglaise. Néanmoins, certains clubs ayant multiplié les titres sur une courte période, comme le Stade de Reims des années 1960, l'AS Saint-Étienne des années 1970 ou encore l'Olympique de Marseille des années 1990, avaient pris l'habitude d'arborer un liseré bleu blanc rouge sur le col de leur maillot. Cette tradition, qui n'avait rien d'officiel, a aujourd'hui disparu. En effet, depuis la création de la Ligue 1 en 2002, le champion de France est distingué par un écusson placé sur le haut de la manche droite de son maillot représentant un Hexagoal stylisé accompagné du nom du club ainsi que de l'année du titre. Pour les autres clubs, seul le logo du championnat symbolisé par l'Hexagoal y figure.

## Aspects socio-économiques

### Transferts
Le transfert au montant le plus élevé réalisé par un club français dans l'histoire du championnat est la cession par l'AS Monaco de l'attaquant français Kylian Mbappé au Paris Saint-Germain en 2018 pour une somme de 145 millions d'euros (+ 35 millions d'euros de bonus). Pour ce qui est des arrivées, le record national est détenu par le Paris Saint-Germain pour le transfert de l'attaquant brésilien Neymar en 2017 contre une indemnité de 222 millions d'euros, ce transfert est aussi le plus élevé de l'histoire du football mondial.
| Rang | Joueur                | Indemnité | Année | Transfert           | Transfert           |
| ---- | --------------------- | --------- | ----- | ------------------- | ------------------- |
| 1er  | Neymar                | 222 M€    | 2017  | FC Barcelone        | Paris Saint-Germain |
| 2e   | Kylian Mbappé         | 180 M€    | 2018  | AS Monaco           | Paris Saint-Germain |
| 3e   | Randal Kolo Muani     | 95 M€     | 2023  | Eintracht Francfort | Paris Saint-Germain |
| 4e   | Khvicha Kvaratskhelia | 70 M€     | 2025  | SSC Naples          | Paris Saint-Germain |
| 5e   | Achraf Hakimi         | 68 M€     | 2021  | Inter Milan         | Paris Saint-Germain |
| 6e   | Gonçalo Ramos         | 65 M€     | 2024  | SL Benfica          | Paris Saint-Germain |
| 7e   | Edinson Cavani        | 64,5 M€   | 2013  | SSC Naples          | Paris Saint-Germain |
| 8e   | Ángel Di María        | 63 M€     | 2015  | Manchester United   | Paris Saint-Germain |
| 9e   | Manuel Ugarte         | 60 M€     | 2023  | Sporting CP         | Paris Saint-Germain |
| 10e  | João Neves            | 59 M€     | 2024  | SL Benfica          | Paris Saint-Germain |

| Rang | Joueur              | Indemnité | Année | Transfert           | Transfert           |
| ---- | ------------------- | --------- | ----- | ------------------- | ------------------- |
| 1re  | Kylian Mbappé       | 180 M€    | 2018  | AS Monaco           | Paris Saint-Germain |
| 2e   | Neymar              | 90 M€     | 2023  | Paris Saint-Germain | Al-Hilal            |
| 3e   | Nicolas Pépé        | 80 M€     | 2019  | LOSC Lille          | Arsenal FC          |
| 3e   | Aurélien Tchouaméni | 80 M€     | 2022  | AS Monaco           | Real Madrid         |
| 5e   | James Rodriguez     | 75 M€     | 2014  | AS Monaco           | Real Madrid         |
| 5e   | Victor Osimhen      | 75 M€     | 2020  | LOSC Lille          | SSC Naples          |
| 7e   | Thomas Lemar        | 72 M€     | 2018  | AS Monaco           | Atlético Madrid     |
| 8e   | Tanguy Ndombélé     | 62 M€     | 2019  | Olympique Lyonnais  | Tottenham           |
| 8e   | Leny Yoro           | 62 M€     | 2024  | LOSC Lille          | Manchester United   |
| 10e  | Anthony Martial     | 60 M€     | 2015  | AS Monaco           | Manchester United   |
| 10e  | Jérémy Doku         | 60 M€     | 2023  | Stade rennais FC    | Manchester City     |

### Finances
Le contrôle financier des clubs par la Direction nationale du contrôle de gestion (DNCG) est la conséquence de dérives observées durant les années 1980. Elle a une fonction de contrôle et dispose des moyens de sanctionner, notamment le pouvoir de rétrograder des clubs ou les interdire de promotions. La DNCG délivre ses premières sanctions de rétrogradation administrative en 1991. Le président de la Ligue Noël Le Graët a également imposé des critères en matière de capacité d'accueil des stades, mais cette règle n'a jamais impliqué la relégation ou l'interdiction d'accéder à l'élite, les clubs concernés faisant le choix d'évoluer dans un autre stade que le leur plutôt que de refuser une accession.

### Économie du championnat
Selon le dernier rapport financier publié par la DNCG, le budget cumulé des vingt clubs de Ligue 1 était de 910 millions d'euros en 2005-2006, soit une hausse de 39 % par rapport à la saison 2002-2003. Grâce à cette solide croissance qui repose essentiellement sur une hausse importante des droits télé, les clubs français ont pu sortir de la crise financière quasi permanente depuis les débuts du championnat. Mis à part le PSG, tous les clubs de l'élite présentent désormais des comptes équilibrés ou bénéficiaires. La saison 2005-2006 est même marquée par un bénéfice global pour l'ensemble des clubs de Ligue 1 de 27,708 millions d'euros. En comparaison, leur déficit cumulé était de 151,176 millions d'euros pour la seule saison 2002-2003.
Cette dernière grave crise financière qui débute au milieu des années 1980 avec la hausse des salaires imposée par des clubs comme le Matra-Racing fait suite à une autre période difficile qui débute au début des années 1960 et qui s'achève au milieu des années 1970. Au pire de la crise, la moyenne des spectateurs plonge à moins de 7000 par match en 1968-69. Nombre de clubs prestigieux furent d'ailleurs contraints de stopper leurs activités en championnat professionnel : le FC Sète (1960), le CA Paris (1963), le CO Roubaix-Tourcoing (1963), l'AS Troyes (1963), l'US Forbach (1966), le Racing Club de Paris/Matra-Racing (1966), le Stade français (1967), le SO Montpellier (1969), l'AS Béziers (1969), le RC Lens (1969) et le Lille OSC (1969). Après cette hécatombe, la Fédération et la Ligue, toujours en froid depuis 1944, trouvèrent un terrain d'entente afin de sauver le football français de haut niveau : c'est la réforme des compétitions qui entre en application en 1970. Depuis 1932, le championnat était fermé et aucune équipe ne pouvait descendre de D2 en CFA. À partir de 1970, ce dispositif n'est plus, permettant l'émergence de nouveaux clubs professionnels comme l'AJ Auxerre et l'EA Guingamp, parmi d'autres.
Jusqu'aux années 1970, la quasi-totalité des recettes des clubs provenait des guichets. En 2005-2006, les recettes des vingt clubs de Ligue 1 proviennent à 57 % des droits télé et seulement à 15 % des guichets. La publicité a toujours été présente autour des stades mais apparaît sur les maillots des joueurs en octobre 1969. Ce type de recettes pèse en 2005-2006 pour 18 % dans les budgets des clubs de l'élite. Les produits dérivés et les subventions des collectivités locales (3 %) les complètent. Ces mêmes subventions représentent un quart des recettes au début des années 1980. Elles sont désormais sévèrement encadrées par la réglementation européenne.
Chiffres d'affaires cumulés des clubs de Ligue 1 (en millions d'euros, hors transferts)
Source : Rapports annuels de la DNCG (1995-2018)
Le graphique qui aurait dû être présenté ici ne peut pas être affiché car il utilise l'ancienne extension Graph, désactivée pour des questions de sécurité. Des indications pour créer un nouveau graphique avec la nouvelle extension Chart sont disponibles ici.

### Historique du contrat de nommage
Le contrat de nommage (naming) de la Ligue 1 a commencé par son partenariat avec Orange en 2002, reprenant cette pratique de sponsoring inventée aux États-Unis, déjà en vogue en Premier League depuis 1993. La société de télécommunications parraine le championnat jusqu'en 2008. En 2017, la Ligue de football professionnel (LFP) annonce avoir signé un partenariat sur trois saisons avec Conforama pour environ 25 millions d'euros, soit un peu plus de 8 millions par saison. Au terme de ces trois saisons, le 12 juin 2019, la LFP annonce un "partenariat majeur" pour 2020, avec Uber Eats, d'une durée de 2 ans, plateforme de livraison de plats cuisinés fonctionnant sur le modèle économique controversé de l'ubérisation. En attendant l'entrée en vigueur pour la saison 2020-2021 de ce contrat de nommage qui rapporterait 15 millions par an à la LFP, Uber Eats devient partenaire officiel de la Ligue 1 à partir de la saison 2019-2020, pour 15 millions d'euros. Le 10 novembre 2021, la LFP annonce que Uber Eats sera de nouveau le partenaire officiel de la Ligue 1 jusqu'à la saison 2023-2024. Le 21 mars 2024, la LFP annonce que McDonald’s deviendra le partenaire titre de la Ligue 1, à compter du 1er juillet 2024, pour les trois prochaines saisons.
| Date        | Entreprise/marque | Montant             | Montant par saison           |
| ----------- | ----------------- | ------------------- | ---------------------------- |
| 2002 - 2008 | Orange            |                     |                              |
| 2017 - 2020 | Conforama         | 25 millions d'euros | 8 millions                   |
| 2020 - 2022 | Uber Eats         | 30 millions d'euros | 15 millions                  |
| 2022 - 2024 | Uber Eats         | 33 millions d'euros | 16 millions puis 17 millions |
| 2024 - 2027 | McDonald's        | 90 millions d'euros | 30 millions                  |

### Le championnat et les médias

#### Le championnat et la radio
Avant la Seconde Guerre mondiale, les clubs n'autorisent pas les radios à retransmettre les rencontres en direct. Quelques rares matchs sont toutefois diffusés, telle la finale de la première édition du championnat, le 14 mai 1933. Radio-Paris, Le Poste parisien et Radio PTT assurent la couverture du match en direct. À partir de la saison 1935-36, la Fédération autorise la diffusion de matchs du championnat en différé, une demi-heure après le coup de sifflet final avec des commentaires gravés sur disques. À partir de novembre 1937, les diffusions de matchs de championnat en direct deviennent quasi hebdomadaires. Radio 37, Radio-Paris, Radio Cité et Le Poste parisien assurent ces retransmissions, parfois en couvrant le même match (par exemple, le dimanche 21 novembre 1937, Radio Cité, Radio 37 et Le Poste Parisien diffusent à partir de 14h00 le match Sète-Sochaux) ou des rencontres différentes. Georges Briquet, Alex Virot, Jean Eskenazi, Fred Poulain et Roger Mahler, notamment, assurent les commentaires. Radio 37 est la plus active en matière de diffusions.
Pendant la guerre, deux matchs sont diffusés en direct le dimanche. Après la Libération, les radios opèrent sans contrainte. Radio Luxembourg met en place à partir du 1er novembre 1953 un multiplex en direct permettant de suivre tous les matchs d'une même journée de championnat. Le Groupement interdit la diffusion en direct durant la première mi-temps en mars 1954 au prétexte que cela encouragerait les spectateurs à aller au stade. Les stations s'adaptent en attendant la fin de la première période pour en faire le résumé et enchaîner avec la diffusion en direct de la seconde mi-temps.
En octobre 1975, France Inter lance le multiplex tel qu'on le connaît aujourd'hui sans demander d'autorisation aux autorités du football au nom du droit à l'information. Europe 1, RTL et RMC adoptent rapidement la même formule, toujours d'actualité. En 2009, le multiplex de France Inter est déplacé sur France Info.

#### Le championnat et la télévision

##### Les prémices (1956-1984)
La première retransmission à la télévision d'un match du Championnat de France en direct remonte au 29 décembre 1956. La rencontre Stade de Reims-FC Metz est diffusée par la RTF contre le versement d'une compensation financière au Stade de Reims couvrant la différence entre la recette du jour et la moyenne des recettes du club. Le parc est alors estimé à 700 000 téléviseurs en France.
Le 12 novembre 1959, une crise éclate entre le football et la TV à la suite de la diffusion sur la chaîne unique française de la rencontre Hongrie-Allemagne. La FFF qui n'avait pas donné son feu vert à cette diffusion bloque désormais toutes les diffusions. Georges Briquet est alors nommé en 1960 comme médiateur afin de dénouer la crise qui s'enlise. Les accords signés le 4 février 1961 entre la fédération et la RTF ne concernent pas le championnat, qui reste absent des antennes pendant quatre autres années.
En 1965-1966, quatre matchs de championnat de D1 sont diffusés en direct par l'ORTF : Sedan–Bordeaux, Sochaux–Nantes, Angers–Valenciennes et Stade français–Sochaux. Red Star–Nantes et Sedan–Marseille en 1967-1968, puis sept matchs en 1968-1969 (AC Ajaccio–Sedan, Lyon–St Étienne, Rouen–Nantes, Nancy–Reims, Sedan–Metz, Bordeaux–St Étienne et Angers–Angoulême) sont également diffusés en direct. Le 10 novembre 1968, la rencontre Red Star–Saint Étienne est déprogrammée à la dernière minute par l'ORTF. Les clubs peuvent désormais arborer de la publicité sur leurs maillots, mais cette innovation déplait à la télé qui se refuse à diffuser des rencontres d'« hommes-sandwiches ». C'est le coup d'envoi d'une nouvelle période de crise entre football et télévision en France. Le 6 mars 1969 a lieu la signature d'accords entre la FFF et l'ORTF sous la haute autorité du ministère de l'information fixant les diffusions de matchs de football. Les téléspectateurs français peuvent dès lors voir notamment quinze secondes périodes de matchs de D1 en différé pendant la saison 1969-1970. Les clubs repoussent cet accord et, à la suite de l'affaire Vittel (la Ligue voulait imposer un sponsor unique à tous les clubs), récupèrent leurs droits de négocier directement avec l'ORTF. Le prix minimum d'un match de D1 est fixé à 120 000 F. Le 8 novembre 1969, le match de championnat de D1 Lyon–Rennes diffusé en direct par l'ORTF attire seulement 894 spectateurs payants. Cette affluence famélique signe l'arrêt de mort des retransmissions en direct des matchs de championnat.
En septembre 1976, la Ligue propose à Antenne 2 de lui céder gratuitement les images des résumés de matchs pour créer un magazine hebdomadaire de football. Jean Sadoul et Jean-Claude Darmon veulent surfer sur la vague verte qui vient de submerger la France entière et réconcilier au passage télévision et football, en froid depuis l'introduction massive de la publicité autour des stades et sur les maillots. Mais à la surprise générale, Antenne 2 refuse. Robert Chapatte et Roger Couderc repoussent en effet ces propositions, précisant même qu'une émission qui proposerait des buts de football n'intéresserait personne. Un an plus tard, la Ligue propose le même produit à TF1, qui accepte, contre le versement de droits de 450 000 francs : c'est la création de Téléfoot le 16 septembre 1977, proposant le samedi à partir de 23 heures les résumés des matchs de Division 1 terminés une heure plus tôt. C'est un grand succès et le prix du contrat atteint déjà trois millions de francs par an en 1979. La télévision française abandonne alors progressivement sa politique de dédommagement pour payer désormais le spectacle football à son prix comme l'illustre le président Claude Bez : « Il n'y a pas si longtemps, le football était à genoux devant la télévision. Maintenant, celle-ci doit se plier aux règles du jeu. ».

##### L'ère Canal+ (1984-2012)
Suivant l'exemple de l'Angleterre, pays qui diffuse à partir du 2 octobre 1983 des rencontres de championnat en direct, la France renoue avec ce type de diffusions le 9 novembre 1984. Cinq jours après ses débuts, Canal+ diffuse le match Nantes–Monaco. Canal verse 250 000 F par match pour ses 200 000 abonnés. Le prix monte à environ 320 000 F par match dès la saison 1984-85 après la signature d'un premier contrat de trois ans pour 25 matchs par saison. En fait, le montant des droits est indexé sur le nombre d'abonnés : plus la chaine a d'abonnés, plus les matchs coûtent cher.
Après avoir plafonné durant sa première année d'existence, le nombre d'abonnés augmente très rapidement les années suivantes, permettant aux clubs professionnels de dégager des revenus toujours à la hausse en provenance des télévisions. Les droits pour un match passent ainsi de 250 000 à 2 millions de francs en cinq ans. L'inflation touche également le magazine Téléfoot : en 1987, chaque numéro du magazine dominical est facturé un million de francs à TF1. Estimé en 1980 à moins d'1 % dans le budget des clubs de football professionnels français, les droits TV pèsent 23 % en 1990.
Canal+ n'utilise pas toutes ses possibilités en matière de diffusion lors de la période 1985-1993. Ainsi, en 1985-86, seulement 15 matchs sont diffusés dont 9 en différé. Depuis 1993, Canal+ diffuse à l'occasion de chaque journée de championnat au moins un match en direct. Le 3 septembre 1996, une filiale de Canal+ propose la diffusion de la première journée de championnat de France en mode pay-per-view. Depuis cette date, tous les matchs de championnat de France de Division 1 sont diffusés en direct par la télévision française. En profitant de la mise en place d'appels d'offres, TPS parvient à briser le monopole de Canal+ en obtenant les droits pour diffuser un match en direct lors de chaque journée. Les revenus TV couvrent alors en 2000 50 % des budgets des clubs professionnels français. Billetterie, merchandising et publicité génèrent les 50 % restants.

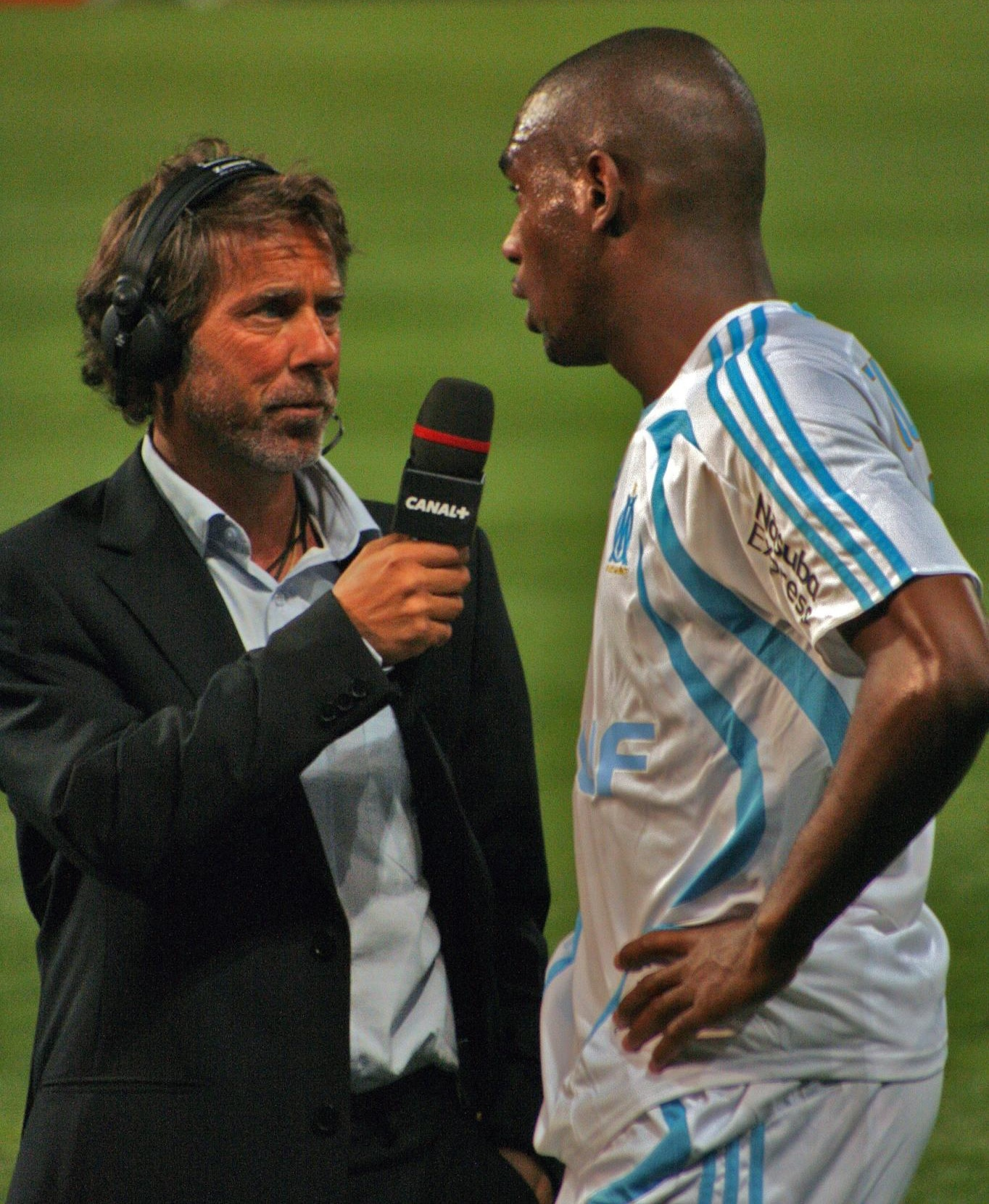
Ronald Zubar (Olympique de Marseille) au micro de Laurent Paganelli (Canal+)

L'appel d'offres de 2002 pour la période 2004-2007 engendre un conflit. Canal+ fait main basse sur la D1 en mettant en avant une offre élevée (480 millions d'euros par an), mais aussi son antériorité. Tous les matchs sont concernés par des diffusions cryptées (trois matchs par journée) ou en pay per view (les sept autres matchs de la journée). TF1 conserve Téléfoot mais perd la possibilité de diffuser un match en direct lors de chaque journée (ce que le groupe faisait sur la chaîne TPS Star). Les montants financiers en jeu (530 millions d'euros par an) sont en hausse de 40 % par rapport au contrat précédent (380 millions par an). TF1 n'admet pas cette défaite et contre-attaque. À sa demande, le Conseil de la concurrence suspend le contrat le 23 janvier 2003 puis autorise finalement en août 2004 une situation de monopole. Le 10 décembre 2004, Canal+ enlève l’exclusivité sur le championnat pour un montant record de 600 millions d'euros par saison en moyenne sur trois saisons, soit une hausse de 62 % par rapport au contrat précédent. Ceci signe l'arrêt de mort du groupe satellite TPS qui sera absorbé par le groupe Canal+.
Le 30 mars 2007, la LFP donne les droits du magazine dominical pour une année à France 2 qui crée alors France 2 Foot. TF1 continue Téléfoot, désormais consacrée au football étranger. Cette même année, un appel d'offres pour quatre saisons est lancé par la Ligue. Malgré des protestations de Canal+ qui assigne même la LFP en justice, et les augures de chute importante des droits, ces derniers se maintiennent globalement au même niveau. Canal+ laisse partir chez Orange l'une des trois affiches par journée comme ce fut le cas avec TPS, mais récupère les droits pour le magazine dominical. France 2 Foot disparait, Canal Football Club nait. Orange débourse alors 203 millions d'euros par saison et Canal+ 465.

##### Arrivée de BeIN et d'autres diffuseurs étrangers (depuis 2012)
Détenant la majorité des droits sur le championnat, BeIN Sports s'investit dans le football hexagonal en rachetant des droits pour la Ligue 1. Elle diffuse le match du vendredi à 20 h 45, cinq matchs le samedi à 20 h et deux matchs le dimanche à 14 h et 17 h, pour un montant de 90 millions d'euros. La chaîne a également acheté une partie des droits de diffusion, en France, de la Ligue des Champions et de la Ligue Europa, de 2012 à 2015. Elle s’est également positionnée pour remporter l’appel d’offres des droits télévisés pour les Euros 2012 et 2016.
Le nouvel appel d'offres pour les saisons 2016-2017 à 2019-2020 voit Canal + se renforcer. En effet en plus de ces 2 premiers choix (Match du samedi 17h et du dimanche 21h), elle sera prioritaire pour une troisième affiche (vendredi 20h45 et non plus 20h30). Le gain de ces deux lots permet également à la chaîne cryptée de conserver ses magazines «Jour de foot» et «Canal football club». De son côté BeIn Sports rafle le lot3, soit les 7 autres matchs en direct. Soit les 5 match du samedi 20h, et les deux matchs du dimanche à 15h (au lieu de 14h) et 17h. Elle hérite également de 12 co-diffusions avec Canal + d'une deuxième affiche. Les trois derniers lots offrent à la chaîne thématique trois multiplexes, le «Trophée des champions», un magazine quotidien en semaine et la possibilité de diffuser des extraits en quasi-direct. La LFP empoche la somme de 727 millions d'euros.
En 2018, la LFP obtient la somme record de 1,15 milliard avec une diffusion sur Médiapro et BeIn Sports. Finalement, BeIn Sports vend ses droits de 2 matchs à Canal +. Pour la période 2020-2024, Téléfoot, chaine lancé par Médiapro, et Canal+ sont donc les diffuseurs de la compétition en France. Mais en décembre 2020, Mediapro redonne les droits TV à la LFP, incapable de payer deux traites du contrat passé en mai 2018. La chaine continue de diffuser les matchs de son lot en attendant la réattribution de matchs de son lots par la LFP. Après un appel d'offres infructueux, un accord est trouvé entre la ligue de football professionnel (LFP) et Canal+ pour la diffusion de l'ensemble des matchs à compter de la 25e journée jusqu'à la fin de la saison.
Le championnat est finalement diffusé sur Prime Video à partir de août 2021, avec une affiche sur Canal + Sport le samedi à 17h.
En 2024, il faut attendre la mi-juillet pour que la Ligue 1 retrouve un diffuseur, avec des droits TV largement en baisse. C'est DAZN qui récupère 8 matchs, beIN Sports un match.

##### Droits télévisés
| Saison    | Montant         |
| --------- | --------------- |
| 1984-1985 | 5 MF (0,8 M€)   |
| 1998-1999 | 700 MF (106 M€) |
| 1999-2000 | 800 MF (122 M€) |
| 2001-2002 | 238 M€          |
| 2003-2004 | 267 M€          |
| 2004-2005 | 375 M€          |
| 2005-2006 | 546 M€          |
| 2006-2007 | 600 M€          |
| 2007-2008 | 653 M€          |
| 2008-2012 | 668 M€          |
| 2012-2016 | 607 M€          |
| 2016-2020 | 727 M€          |
| 2020-2021 | 681 M€          |
| 2021-2024 | 663 M€          |
| 2024-2029 | 500M€           |

Le montant des droits télévisés du championnat de France pour la Ligue 1 et la Ligue 2 a fortement augmenté au cours des années 1990 et 2000. En 1999, la chaîne Canal+, seul diffuseur du championnat depuis 1984, verse 700 millions de francs. Avec l'arrivée d'un concurrent à Canal+, TPS, les droits augmentent rapidement jusqu'à atteindre une moyenne de 600 millions d'euros par an pour la période 2005-2008, une somme qui apparaît alors comme très élevée,.
Avec l'arrivée d'Orange sur le marché, le montant des droits atteint un total de 668 millions d'euros par an pour la période de 2008 à 2012,. Après une baisse à 607 millions d'euros de 2012 à 2016, due notamment à la disparition de TPS et au retrait d'Orange, la nouvelle concurrence liée à l'arrivée de BeIn Sports sur le marché français permet à la LFP d'obtenir 748,5 millions d'euros pour la période 2016 à 2020,.
En 2006, sur les 600 millions d'euros versés par les diffuseurs, 430 reviennent aux clubs de L1, 101 aux clubs de L2, 30 à la taxe Buffet pour le sport amateur, 20 à la LFP, 12 à la FFF et 7 à l'UNFP.

##### Audiences

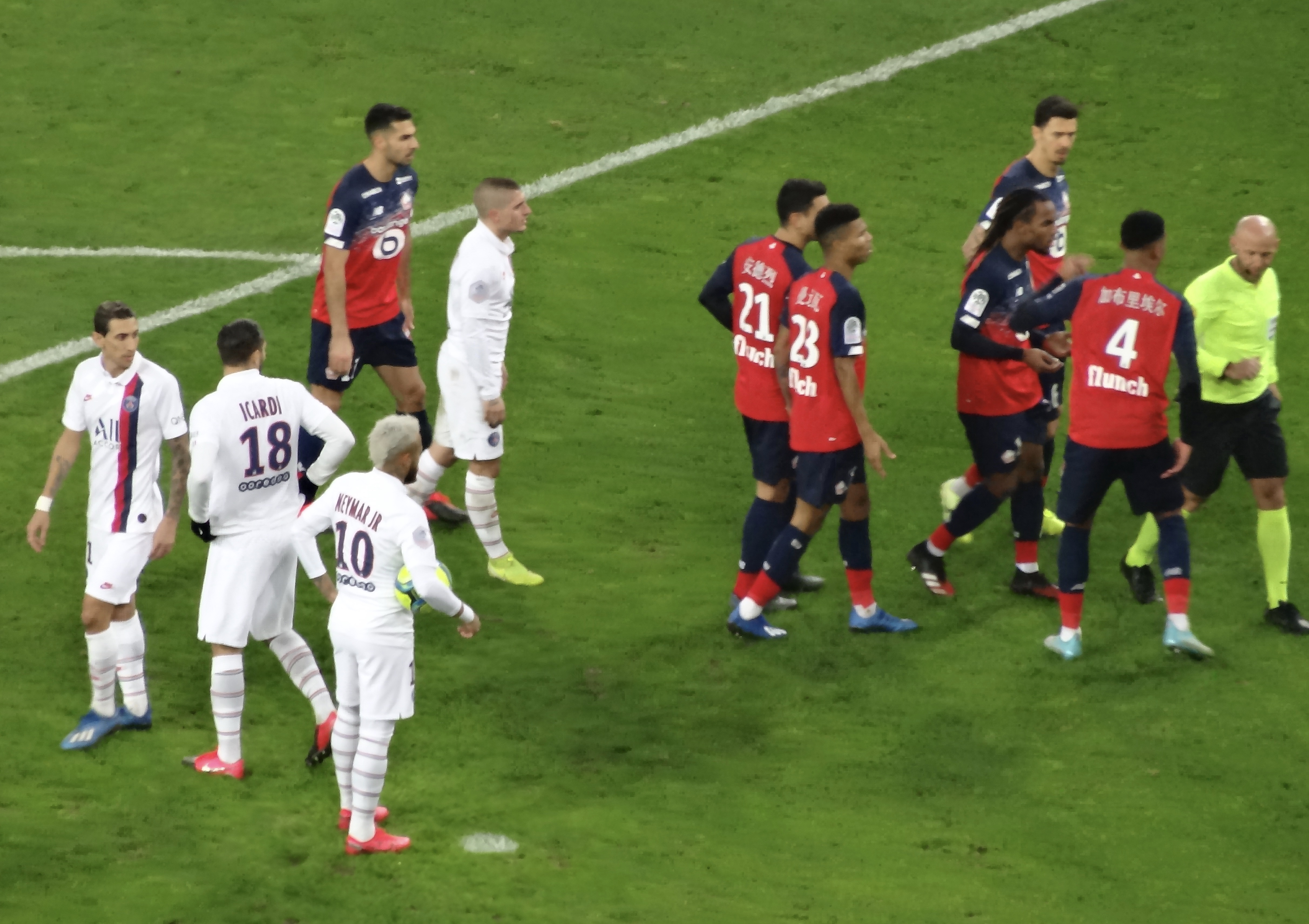
Pour s'exporter vers de nouveaux marchés, à l'occasion du nouvel an chinois, les joueurs de Lille arborent des flocages en mandarin, lors du match LOSC-PSG de la saison 2019-2020.

Le record d'audience sur Canal+ est détenu par le match Marseille-Lyon du 17 mai 2009, vu par 2,93 millions de téléspectateurs. Le record précédent était codétenu par les rencontres Marseille-PSG (1991) et Lyon-Marseille (2008) avec 2,91 millions de téléspectateurs.
En 2009-2010, le record d'audience est détenu par la rencontre Marseille-Bordeaux du 30 août (2,5 millions) devant le Marseille-PSG du 20 novembre (2,4 millions), Lyon-Bordeaux du 13 décembre (2,1 millions) et le prolifique Lyon-Marseille (5-5) du 8 novembre (2 millions)
.

#### Crise des droits TV
Le 29 mai 2018, la Ligue de Football Professionnel annonce avoir cédé les droits TV nationaux de la Ligue 1 sur 2020-2024 contre un montant annuel de 1,153 milliard d’euros, dont 780 millions censés provenir de Mediapro, présidé par Jaume Roures. Cela constituait une aubaine pour les clubs de l’élite qui tirent en moyenne plus d’un tiers de leurs recettes des droits TV.
Le diffuseur historique Canal+ émet publiquement des doutes sur la solidité de Mediapro, qui avait précédemment perdu les droits de Serie A en Italie, faute de garanties bancaires. La LFP se veut toutefois rassurante : « nous n’avons pas d’inquiétude, car les situations ne sont pas comparables et car nous avons une caution solidaire de l’actionnaire de référence de Mediapro », déclare son directeur général exécutif Didier Quillot.
À la mi-août, la nouvelle chaîne Téléfoot créée par Mediapro propose aux téléspectateurs huit matches par journée, dont les dix plus belles affiches de la saison. Le lancement attendu le 21 août est gâché par la Covid-19. La Ligue est par conséquent contrainte de reporter le choc OM-ASSE.
Le 24 septembre 2020, Mediapro demande à la Ligue un délai de paiement concernant la prochaine échéance des droits audiovisuels, attendue au 5 octobre. Le patron de Mediapro s’en explique dans un entretien à L’Equipe le 7 octobre : « nous voulons rediscuter le contrat de cette saison. Elle est très affectée par le Covid-19 », justifie Jaume Roures. « Les bars et les restaurants sont fermés, la publicité s’est effondrée… » Le lendemain, la Ligue fait savoir par son nouveau président Vincent Labrune qu’elle refuse le délai de paiement. Dans L’Équipe, il se dit « surpris sur la forme et inquiet sur le fond ».
Le 11 décembre 2020, La Ligue scelle un accord de retrait avec Mediapro, obtenant 100 millions d'euros de dédommagement en échange de l’assurance de ne pas poursuivre le diffuseur. Cet accord doit encore être validé par le tribunal de commerce de Nanterre.
La justice validant l’accord actant le retrait de Mediapro, la LFP récupère les droits TV le 22 décembre 2020 et annonce récupérer « la pleine jouissance des droits détenus préalablement par Mediapro », ce qui représente 80 % de la L1 et de la L2, et se mettre en quête de nouveaux diffuseurs pour le cycle 2020-2024.
Le 12 janvier 2021, Canal+ rend ses droits TV qu'il avait obtenu lors de l'appel d'offres de 2018. Dans un entretien au Figaro, Maxime Saada, président du directoire de la Canal+, annonçait que la chaîne cryptée allait restituer à la LFP son lot de matches, souhaitant voir l’intégralité des rencontres remis en vente via un nouvel appel d’offres. Selon lui, « la Ligue 1 a perdu beaucoup de valeur » avec la crise du Covid-19. Quelques jours plus tard, c’est au tour de BeIn Sports de rendre ses droits.
Mardi 19 janvier 2021, un appel d’offres est lancé par la LFP pour attribuer les lots laissés vacants pour la Ligue 1 et la Ligue 2. Les opérateurs intéressés avaient donc une dizaine de jours pour se positionner. Cet appel d’offres est contesté quelques jours plus tard par Canal+. Le 1er février, le prix de réserve n'est pas atteint. Les candidats pour diffuser la Ligue 1 et la Ligue 2 n’ont pas été très nombreux. Aucune offre n’a atteint la réserve demandée par l’instance de la Ligue à Paris, c’est-à-dire un prix minimum pour chaque lot de 300 millions d'euros en tout. L’opération de sauvetage a donc échoué. Amazon, DAZN, le groupe Discovery, notamment, s’étaient positionnés et Canal+ et BeIn Sports n'ont pas soumissionné.
Enfin, le 4 février 2021 un accord est trouvé entre Canal+ et la Ligue de football professionnel (LFP) pour que la chaîne cryptée récupère les droits TV vacants de la Ligue 1 et de la Ligue 2 jusqu’à la fin de la saison, actant la fin d’une crise de plusieurs mois. Selon plusieurs sources ayant connaissance du dossier interrogées par l’AFP, la filiale de Vivendi a proposé le paiement d'un supplément de 35 millions d’euros, en sus de ce qu’elle doit déjà payer à la Ligue (330 millions d’euros pour la saison), pour récupérer l’intégralité des matches abandonnés par Mediapro.
En juin 2021, c'est Amazon Prime qui récupère les droits TV pour trois ans, avec deux rencontres sur Canal+ malgré le désengagement demandé par la chaine cryptée pour le précédent contrat qu'elle juge caduc.
Le 10 juillet 2024, DAZN et la LFP signent un accord de distribution non exclusif (huit matches par semaine sont diffusés sur DAZN et un match sur BeIN Sports).

Logo de Ligue 1+, diffuseur principal de la Ligue 1.

En 2025, après l'échec DAZN et des négociations avec Canal+, la Ligue décide de créer sa propre plateforme pour diffuser les matchs, nommée « Ligue 1+ », distribuée par Orange, Bouygues Telecom, Free, SFR et DAZN. Des nouvelles chaînes (Ligue 1+ à Ligue1+ 10) sont créées chez les opérateurs afin de faciliter la diffusion (matchs à la même heure, multiplex). Ligue 1+ diffusera huit matchs par semaine, le match restant étant toujours diffusé par BeIN Sports.

## Le championnat de France dans la culture populaire

### Supporters

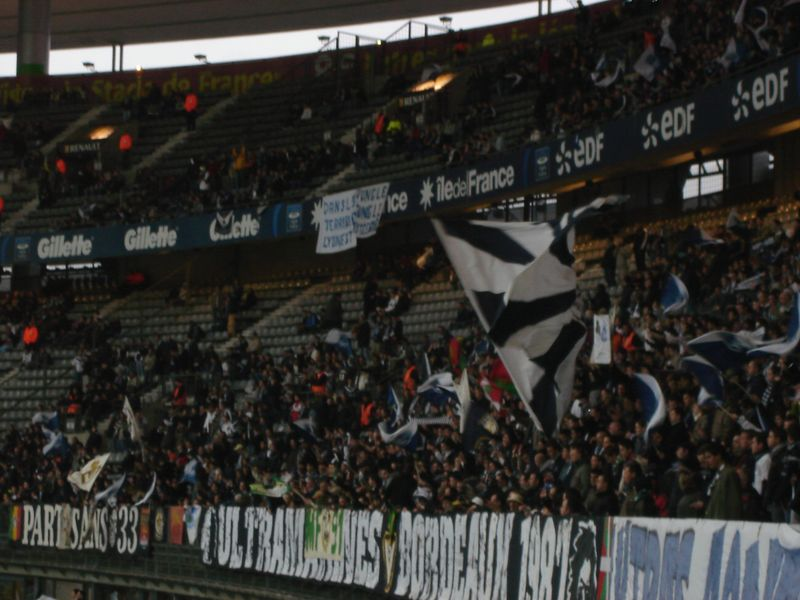
Supporters bordelais lors de la finale de la Coupe de la Ligue 2006-2007.

Le football entraîne un vaste mouvement de soutien populaire souvent inconditionnel que l'on peut nommer comme « phénomène des supporters ». Les fans d'un même club peuvent s'organiser en mouvements appelés groupes ou associations de supporters.
Les supporters ont un rôle déterminant dans le financement des clubs, l'animation des stades et permettent aux joueurs de donner le meilleur d'eux-mêmes sur le terrain. Le surnom de « douzième homme » n'est pas usurpé. Ils représentent également une forme de contre-pouvoir face aux dirigeants. Avant 1967, des déménagements de clubs sont tentés par certains dirigeants à la recherche de meilleurs « marchés », mais c'est sous la pression des supporters contre ces actions purement mercantiles, après la fusion controversée du Toulouse FC première version avec le Red Star que ce genre de manœuvres a tout simplement été interdit.

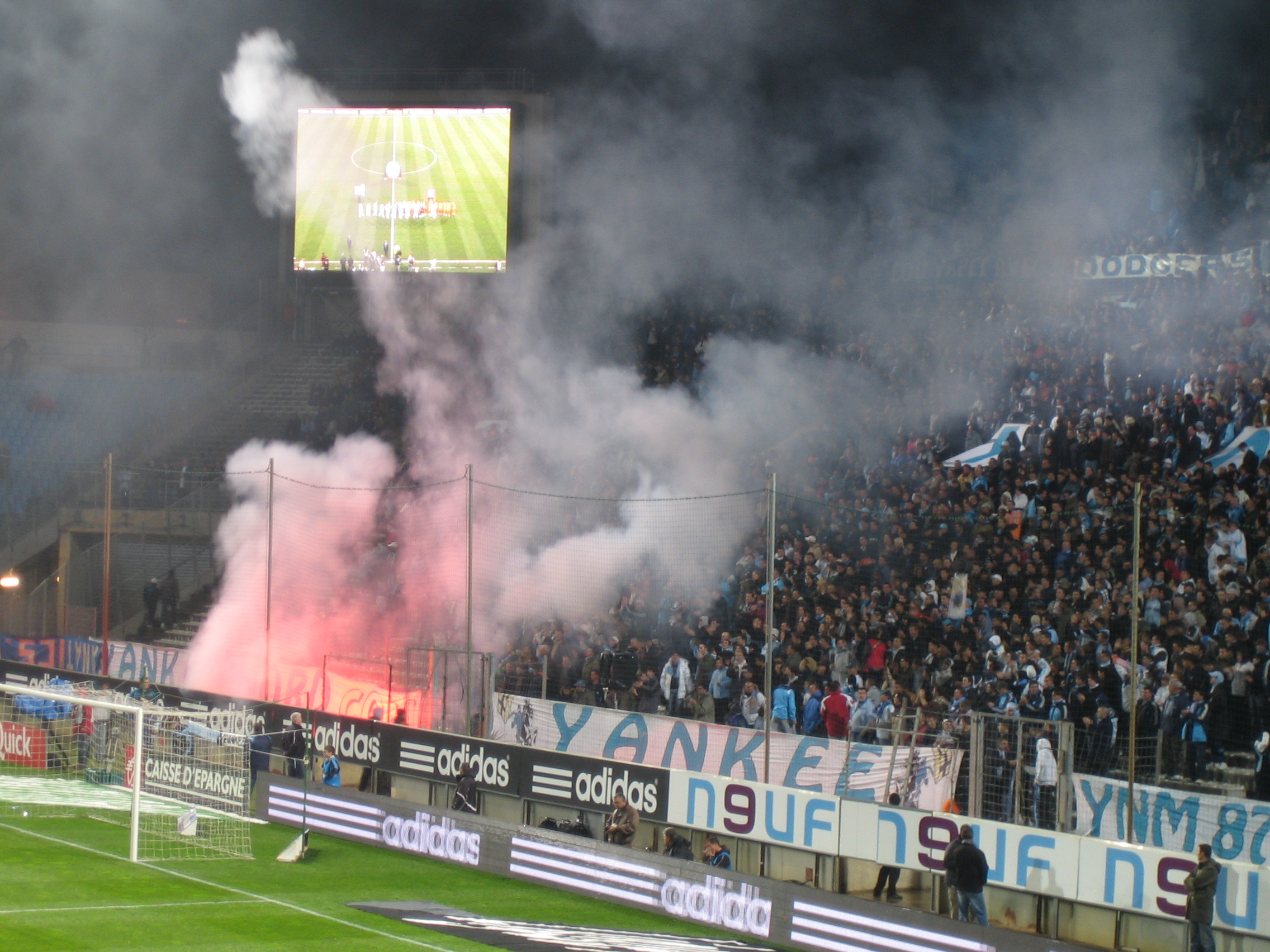
Fumigènes chez les Ultras lors du match Olympique de Marseille-FC Metz.

Les rivalités dans le football touchent principalement les supporters. Les derbies et autres affiches de gala constituent des rendez-vous importants pour les fans qui rivalisent alors dans les domaines du chant ou de l'animation des tribunes (et parfois de la violence) pour prendre un ascendant sur les supporters rivaux. Les rivalités les plus spectaculaires sont en France celles opposant l'Olympique de Marseille au Paris Saint-Germain et l'Olympique de Marseille au Girondins de Bordeaux ou entre l'Olympique lyonnais et l'AS Saint-Étienne.
On distingue plusieurs niveaux d'implication chez les supporters. Il y a tout d'abord les occasionnels qui se rendent ponctuellement au stade de leur équipe favorite de façon autonome. Certains vont regarder les matchs dans des bars ou des pubs qui les retransmettent à la télévision. Viennent ensuite les abonnés au stade, qui assistent à tous les matchs à domicile de leur équipe favorite. L'importance de ces différentes catégories relatives à un club particulier dépend de plusieurs facteurs dont le palmarès du club considéré et du degré d'engouement local pour le football. Les groupes de supporteurs, officiels ou non officiels, sont des associations de supporters créées afin d'organiser les encouragements. Enfin, parmi tous ces groupes de supporteurs, ceux les plus influents sont certainement les « Ultras », parfois assimilés aux Hooligans, la distinction entre les deux résidant principalement dans l'usage de la violence, caractéristique des seconds.
Dès les premières éditions du championnat, les clubs sont soutenus par des fans clubs et des supporters vedettes. Citons ici pour l'exemple Raimu et Fernandel à l'OM, Harry Baur à Sète, et Jean Gabin à Rouen. Et dès avant la Seconde guerre mondiale, le débat est vif sur le chauvinisme de certain supporters et notamment leurs rapports avec l'arbitre et l'équipe adverse.

### Clubs de Ligue 1 préférés des Français
|                        | 2004 | 2005 | 2007 | 2009 | 2010 | 2011 | 2012 | 2014   | 2017 | 2018 |
| ---------------------- | ---- | ---- | ---- | ---- | ---- | ---- | ---- | ------ | ---- | ---- |
| Paris Saint-Germain    | 11 % | 10 % | 11 % | 11 % | 6 %  | 11 % | 13 % | 14,5 % | 13 % | 22%  |
| Olympique de Marseille | 22 % | 18 % | 18 % | 20 % | 20 % | 25 % | 20 % | 13,7 % | 13 % | 20%  |
| Olympique lyonnais     | 8 %  | 11 % | 17 % | 11 % | 12 % | 12 % | 11 % | 11,2 % | 8 %  | 14%  |
| AS Saint-Étienne       | 3 %  | 4 %  | 4 %  | 4 %  | 3 %  | 5 %  | 4 %  | 7,4 %  | 5 %  | 9%   |
| Girondins de Bordeaux  | 3 %  | 3 %  | 3 %  | 10 % | 11 % | 6 %  | 4 %  | 5,9 %  | 4 %  | 7%   |
| AS Monaco              | 5 %  | 3 %  | 1 %  | 1 %  | 0 %  | NA   | NA   | NC     | 3 %  | 8%   |
| Lille OSC              | 1 %  | 2 %  | 1 %  | 2 %  | 2 %  | 9 %  | 4 %  | NC     | 3 %  | 5%   |
| Stade rennais FC       | 1 %  | 1 %  | 1 %  | 3 %  | 2 %  | 2 %  | 3 %  | NC     | 2 %  | 5%   |
| Montpellier HSC        | NA   | NA   | NA   | 1 %  | 1 %  | 1 %  | 4 %  | NC     | 1 %  | NC   |

L'Institut français d'opinion publique (IFOP) réalise un sondage pour le journal Ouest-France depuis 2004 sur le thème de « l’équipe de Ligue 1 préférée des Français ». Cette question est posée annuellement (hormis en 2006 et 2008).[Passage à actualiser]
Pendant cette période 2004-2012, l'indice de popularité semble dépendre principalement des résultats sportifs du club. Lyon remporte sept championnats consécutifs de 2002 à 2008 et voit passer sa côte de sympathie de 8 % en 2004 à 17% en 2007 avant de retomber à des niveaux autour de 11-12 % depuis 2009, année qui coïncide avec la fin de son règne. L'IFOP parle d'un « effet vainqueur » qui augmente la cote de popularité l'année d'un titre ; Bordeaux, Lille ou Montpellier en sont des exemples. Ceci est particulièrement vrai pour les Girondins de Bordeaux en 2009 et le Lille OSC en 2011 qui connaissent chacun une augmentation de 7 %. Dans la foulée de son titre 2009, cet « effet vainqueur » permet également à Bordeaux d'occuper la 3e place en 2010 au détriment du PSG à la suite d'une campagne européenne 2009-2010 qui l'a notamment vu atteindre les quarts de finale de la Ligue des champions après avoir terminé premier de son groupe devant deux clubs de renommée internationale que sont le Bayern Munich et la Juventus de Turin. Dans le même temps, l'image de Paris se détériore avec le passage à tabac, entrainant la mort, d'un supporter parisien par d'autres supporters parisiens en marge d'un PSG-OM.
L'OM et le PSG présentent une base solide de sympathisants et semblent être des exceptions à ce principe de popularité liée aux résultats sportifs. Le club marseillais connait une cote de sympathie variant entre 18 et 25 % et son titre de champion 2010 ne lui offre aucune progression par rapport à l'année précédente. À l'inverse, la période 1993-2009 qui voit le club ne remporter aucun trophée majeur ne l'empêche pas de se classer en première position de 2004 à 2009. La cote du Paris SG oscille entre 10 et 13 % avec un creux ponctuel à 6 % en 2010 à la suite de violences entre supporteurs. Le club de la capitale connait deux saisons consécutives en 2007 et 2008 où il lutte pour ne pas descendre en deuxième division et, comme pour l'Olympique de Marseille, ces résultats sportifs en l'occurrence décevants ne provoquent pas de modification significative dans la sympathie des Français.
Hormis l'OM, l'OL et le PSG, l'ensemble des autres clubs ne jouit pas de cote de popularité extrêmement haute de manière constante (inférieure à 3%)[Quoi ?] et seuls l'AS Saint-Étienne et le RC Lens disposent d'un ancrage local conséquent sans pour autant dépasser les 5% à l'échelle nationale.
En 2015, le FC Nantes est le club préféré des français selon France Football. Il est deuxième, derrière l'AS Saint-Étienne en 2020.